# Список зарубежных городов, освобождённых Советской Армией во время Великой Отечественной войны
Ниже представлен список зарубежных городов, освобождённых Советской Армией во время Великой Отечественной войны.
В данный список включены города в странах Европы (Австрия, Болгария, Венгрия, ГДР, Норвегия, Польша, Румыния, Чехословакия, Югославия, Западный Берлин) и Азии (КНР, КНДР), освобождение которых отмечалось в приказах Верховного Главнокомандующего и в указах Президиума Верховного Совета СССР о награждении орденами соединений и частей. Принадлежность городов к государствам показана на 1985 год.
В таблицах по каждой стране представлены: дата занятия/освобождения города, соединения, принимавшие участие в освобождении, соответствующие операции, присвоение воинским частям почётных названий, объявление благодарности и праздничные салюты в честь освобождения.
Колонки:
- Город — название города на момент освобождения.
- Занят — дата полного занятия города войсками СССР.
- Освобождён — дата полного освобождения города войсками СССР.
- Войска — все соединения и оперативные объединения, которые вели бой в пределах города, а также путем обхода или охвата противника влияли на устойчивость вражеской обороны в городе. Состав войск раскрыт до соединения (корпус, дивизия, бригада) включительно с возможным указанием частичного участия[1]. Кроме того, показываются отдельные танковые и самоходно-артиллерийские полки. Участие бронепоездов, сил флота и флотилий раскрывается до отдельного батальона, дивизиона. Также показаны партизанские соединения, бригады, полки, отряды и подпольные отряды и группы, которые участвовали в боях за город вместе с Красной Армией или своими боевыми действиями в тылу противника активно способствовали их освобождению.
- Операция — воинская операция, во время которой город был освобождён.
- Присвоение наименований — все соединения, которым присвоены почётные наименования соответствующего города.
- Благодарность войскам — дата объявления войскам благодарности и дача праздничного салюта с указанием степени.

Условные обозначения:
- Выделены цветом города Германии и Данциг, переданные Польше по результатам Второй мировой войны[2].
- Выделены цветом города СССР, переданные Польше по результатам Второй мировой войны[3].
- Салюты[4]:
  - Выделены цветом города салюта III степени (12 артиллерийских залпов из 124 орудий).
  - Выделены цветом города салюта II степени (20 артиллерийских залпов из 224 орудий).
  - Выделены цветом города салюта I степени (24 артиллерийских залпа из 324 орудий).

## Австрия
| Город          | Занят          | Войска | Операция                                       | Присвоение наименований | Благодарность войскам |
| -------------- | -------------- | --- | ---------------------------------------------- | --- | --------------------- |
| Брукк          | 5 апреля 1945  | 2 УФ: - 46 А — 18 гв. ск в составе: 317 сд, 109 гв. сд. | Венская операция                               | | 5 апреля 1945         |
| Вена           | 13 апреля 1945 | соединения 3 УФ: - 4 гв. А - 20 гв. ск в составе: 7 гв. вдд, 5 гв. вдд, 80 гв. сд; 21 гв. ск в составе: 69 гв. сд, 62 гв. сд; 31 гв. ск в составе: 4 гв. сд, 40 гв. сд, 34 гв. сд; 1 гв. мк в составе: 1 гв. мбр, 2 гв. мбр, 3 гв. мбр, 9 гв. тбр, 207 сабр, 382 гв. сап, 1821 сап; 9 адп в составе: 23 габр, 26 лабр, 30 пабр, 115 пабр, 123 апабр, 10 минбр; 7 иптабр, 42 отд. иптабр, 28 гв. минбр, 44 минбр; 11 шисбр, 56 исбр. - 9 гв. А - 39 гв. ск в составе: 114 гв. сд, 100 гв. сд, 107 гв. сд, 63 гв. кабр; 38 гв. ск в составе: 105 гв. сд, 106 гв. сд; 2 отд. гв. иптабр, 58 гв. абр. - 6 гв. ТА - 5 гв. тк в составе: 6 гв. мсбр, 20 гв. тбр, 21 гв. тбр, 22 гв. гбр; 9 гв. мк в составе: 18 гв. мбр, 30 гв. мбр, 31 гв. мбр, 46 гв. тбр; 51 гв. сабр, 208 сабр, 364 гв. тсап; 202 лабр; 12 шисбр, 22 минжбр. - 17 ВА - 10 шак в составе: 136 шад, 306 шад, 295 иад; 189 шад; 194 иад, 288 иад; 244 бад, 262 нбад. 2 УФ: - 46 А - 10 гв. ск в составе: 49 гв. сд, 297 сд; 75 ск в составе: 53 сд, 180 сд, 223 сд; 52 сд 18 гв. ск; 2 гв. мк в составе: 4 гв. мбр, 5 гв. мбр, 6 гв. мбр, 37 гв. тбр, 251 гв. сап, 1509 сап; 23 тк в составе: 56 мсбр, 39 тбр, 1443 сап; 5 гв. адп в составе: 17 гв. пабр, 95 тгабр, 27 минбр; 30 адп в составе: 185 лабр, 190 габр, 192 тгабр, 195 габр, 34 минбр, 37 гв. минбр, 45 минбр. ДуВФл - часть сил 1 БРК, 2 БРК, береговой отряд сопровождения. | Венская операция                               | соединения 21 гв. ск, 38 гв. ск, 39 гв. ск, 4 гв. сд, 52 сд, 105 гв. сд, 114 гв. сд, 6 гв. мсбр, 12 сп, 111 гв. сп, 144 гв. сп, 184 гв. сп, 206 гв. сп, 232 гв. сп, 304 гв. сп, 1037 сп, 1057 сп, 16 гв. вдсп, 29 гв. вдсп, 1 гв. мк, 1 гв. мбр, 21 гв. тбр, 46 гв. тбр, 209 сабр, 19 адп, 30 адп, 2 отд. гв. иптабр, 42 отд. иптабр, 58 гв. абр, 102 гв. иптап, 127 пап, 260 гв. пап, 288 иптап, 419 иптап, 1325 лап, 1961 иптап, 251 отд. иптадн, 257 минп, 139 отд. зенадн, 1 исб, 54 отд. шисб, 68 отд. шисб, 427 олбс, 10 шак, 194 иад, 288 иад, 48 бап, 73 гв. иап, 151 гв. иап, 1 БРК. | 13 апреля 1945        |
| Винер-Нойштадт | 2 апреля 1945  | 3 УФ: - 9 гв. А — часть сил 107 гв. сд и 63 гв. кабр 39 гв. ск; часть сил 99 гв. сд 37 гв. ск; 9 гв. мк в составе: 18 гв. мбр, 30 гв. мбр, 31 гв. мбр. - 17 ВА — 262 нбад, часть сил 244 бад. - 18 ВА — 15 гв. бад 4 гв. бак. | Венская операция                               | | 3 апреля 1945         |
| Глоггнитц      | 2 апреля 1945  | 3 УФ: - 9 гв. А — часть сил 103 гв. сд 37 гв. ск. | Венская операция                               | | 3 апреля 1945         |
| Голлабрунн     | 8 мая 1945     | 2 УФ: - 46 А — часть сил 297 сд 68 ск; часть сил 223 сд 75 ск. | Пражская операция                              | | 8 мая 1945            |
| Корнейбург     | 15 апреля 1945 | 3 УФ: - 9 гв. А — 114 гв. сд 39 гв. ск. - 17 ВА — часть сил 288 иад. | Венская операция                               | | 15 апреля 1945        |
| Неункирхен     | 2 апреля 1945  | 3 УФ: - 9 гв. А — часть сил 98 гв. сд 37 гв. ск. | Венская операция                               | | 3 апреля 1945         |
| Санкт-Пельтен  | 15 апреля 1945 | соединения 3 УФ: - 9 гв. А - 104 гв. сд 38 гв. ск; - 18 тк в составе: 170 тбр, 181 тбр, 32 мсбр, 1438 сап; часть сил 209 сабр; 19 адп в составе: 49 гв. тгабр, 170 лабр, 15 тминбр, 29 гв. минбр, 38 минбр; 35 арм. гв. пабр. - 17 ВА - часть сил 244 бад. | Венская операция                               | | 15 апреля 1945        |
| Флоридсдорф    | 15 апреля 1945 | 2 УФ: - 46 А — 223 сд 75 ск. 3 УФ: - 4 гв. А — 80 гв. сд 20 гв. ск. - 17 ВА — 189 шад. | Венская операция                               | | 15 апреля 1945        |
| Цистерсдорф    | 17 апреля 1945 | 2 УФ: - 7 гв. А — 81 гв. сд 24 гв. ск. | Братиславско-Брновская наступательная операция | | 17 апреля 1945        |
| Штоккерау      | 8 мая 1945     | 2 УФ: - 46 А — 49 гв. сд 10 гв. ск. | Пражская операция                              | | 8 мая 1945            |
| Эйзенштадт     | 2 апреля 1945  | 3 УФ: - 4 гв. А — часть сил 7 гв. вдд 20 гв. ск; ПО 69 гв. сд 21 гв. ск. | Венская операция                               | | 3 апреля 1945         |

## Болгария
| Город  | Освобождён      | Войска                                                              | Операция        |
| ------ | --------------- | ------------------------------------------------------------------- | --------------- |
| Бургас | 9 сентября 1944 | 3 УФ: - 4 гв. мк — 13 гв. мбр. ЧФ: 384 обмп; 1 ДСКР отд. БСКР.      | 9 сентября 1944 |
| Варна  | 8 сентября 1944 | 3 УФ: - 57 А — 5 гв. мсбр 4 гв. мк. ЧФ: 384 обмп, часть сил 1 БТКА. | 9 сентября 1944 |
| Рущук  | 8 сентября 1944 | 3 УФ: - 46 А — часть сил 4 гв. сд 31 гв. ск.                        | 9 сентября 1944 |
| Шумла  | 9 сентября 1944 | 3 УФ: - 57 А — ПО 353 сд 34 ск.                                     | 9 сентября 1944 |

## Венгрия
| Город            | Занят              | Войска | Операция                                                      | Присвоение наименований | Благодарность войскам |
| ---------------- | ------------------ | --- | ------------------------------------------------------------- | --- | --------------------- |
| Асод             | 7 декабря 1944     | 2 УФ: - 7 гв. А — 30 ск в составе: 36 гв. сд, часть сил 151 сд. | Будапештская операция                                         | | 9 декабря 1944        |
| Балашшадьярмат   | 9 декабря 1944     | 2 УФ: - КМГ — 6 гв. кк в составе: 8 гв. кд, 13 гв. кд; 4 гв. мк в составе: 14 гв. мбр, 15 гв. мбр, 36 гв. тбр. - 5 ВА — 312 нбад. | Будапештская операция                                         | | 9 декабря 1944        |
| Батажек          | 28 ноября 1944     | 3 УФ: - 4 гв. А — часть сил 41 гв. сд 21 гв. ск. | Будапештская операция                                         | | 29 ноября 1944        |
| Бёгене           | 30 марта 1945      | 3 УФ: - 57 А — 73 гв. сд 64 ск. | Венская операция                                              | | 30 марта 1945         |
| Бичке            | 24 декабря 1944    | соединения 3 УФ: - 46 А - 49 гв. сд 10 гв. ск. - 18 тк в составе: 110 тбр, 170 тбр, 181 тбр, 32 мсбр, 1438 сап. - 17 ВА - 10 шак в составе: часть сил 306 шад, часть сил 295 иад; часть сил 262 нбад, часть сил 136 шад, | Будапештская операция                                         | | 24 декабря 1944       |
| Боньхад          | 30 ноября 1944     | 3 УФ: - 4 гв. А — 62 гв. сд 21 гв. ск. | Будапештская операция                                         | | 2 декабря 1944        |
| Будапешт         | 13 февраля 1945    | соединения 2 УФ: - 7 гв. А - 30 ск в составе: 25 гв. сд, 155 сд, 151 сд, 36 гв. сд; 7-й румынский ак, 90 тгабр, 109 габр, 14 минбр; 22 иптабр, 41 арм. гв. пабр, 152 апабр; 14 шисбр. - 27 А - 337 сд. - 5 ВА - 5 шак в составе: 4 гв. шад, 264 шад, 331 иад; 3 гв. шак в составе: 7 гв. шад, 12 гв. шад, 279 иад; 3 гв. иак в составе: 6 гв. иад, 13 гв. иад, 14 гв. иад; 218 нбад, 312 нбад. 3 УФ: - 46 А - 37 ск в составе: 83 мор. сбр, 316 сд, 320 сд, 108 гв. сд, 59 гв. сд; 10 гв. ск в составе: 180 сд, 109 гв. сд, 49 гв. сд; 99 сд 23 ск; 2 гв. мк в составе: 4 гв. мбр, 6 гв. мбр, 37 гв. тбр, 30 отд. гв. ттп; 23 тк в составе: 3 тбр, 39 тбр, 135 тбр, 56 мсбр, 1443 сап; 1505 сап; 7 адп в составе: 9 гв. пабр, 105 габр, 3 минбр; 28 гв. минбр; 9 зенад; 11 шисбр, 12 шисбр. - 17 ВА -10 шак в составе: 136 шад, 306 шад, 295 иад; 189 шад, 194 иад, 244 бад, 262 нбад, 288 иад. ДуВФл - 1 БРК, 2 БРК, береговой отряд сопровождения. | Будапештская операция                                         | соединения 10 гв. ск, 18 гв. ск, 20 гв. ск, 30 ск, 37 ск, 75 ск, 25 гв. сд, 62 гв. сд, 151 сд, 317 сд, 21 гв. вдсп, 81 гв. сп, 106 гв. сп, 107 гв. сп, 124 гв. сп, 145 гв. сп, 149 гв. сп, 198 гв. сп, 201 сп, 208 гв. сп, 263 гв. сп, 266 сп, 308 гв. оп, 312 гв. сп, 481 сп, 786 сп, 1059 сп, 1075 сп, 5 гв. кк, 2 гв. мк, 18 тк, 23 тк, 3 тбр, 52 габр, 109 габр, 123 апабр, 202 отд. лабр, 53 гв. ап, 136 гв. ап, 210 лап, 230 гап, 857 ап, 985 ап, 1172 иптап, 1232 пап, 1963 иптап, 110 отд. гв. иптадн, 28 гв. минбр, 9 зенад, 1697 зенап, 60 отд. зенадн, 11 шисбр, 69 отд. шисб, 130 отд. мпомб, 176 орро, 12 опс, 16 отд. пс НКВД, 249 отд. бс НКВД, 450 отд. бс НКВД, 489 олбс, 336 погран. полку войск НКВД, 3 гв. шак, 14 гв. иад, 13 гв. бад, 18 гв. бад, 122 иап, 530 иап, 131 гв. шап, 188 гв. шап, 190 гв. шап, 2 гв. бап, 21 гв. бап, 224 гв. бап, 452 бап, 453 бап, 993 нбап, 85 отд. санитарному авиационному полку, 1001 отд. санитарному авиационному полку, 517 бао. | 13 февраля 1945       |
| Вац              | 8 декабря 1944     | 2 УФ: - 6 гв. ТА — 5 гв. тк в составе: 20 гв. тбр, 21 гв. тбр, 22 гв. тбр, 6 гв. мсбр. - 5 ВА — 218 нбад, 312 нбад. | Будапештская операция                                         | | 9 декабря 1944        |
| Вашвар           | 31 марта 1945      | 3 УФ: - 26 А -104 ск в составе: 151 сд, 93 сд. | Венская операция                                              | | 31 марта 1945         |
| Веспрем          | 23 марта 1945      | соединения 3 УФ: - 9 гв. А - 37 гв. ск в составе: 98 гв. сд, часть сил 103 гв. сд. - 6 гв. ТА - 22 гв. тбр 5 гв. тк. - 17 ВА - часть сил 244 бад, часть сил 262 пбад, 288 иад. - 18 ВА - 15 гв. бад 4 гв. бак. | Венская операция                                              | | 24 марта 1945         |
| Дебрецен         | 20 октября 1944    | соединения 2 УФ: - КМГ - 4 гв. кк в составе: 10 гв. кд, 30 кд, 9 гв. кд, 1815 сап; 6 гв. кк в составе: 8 гв. кд, 13 гв. кд, 8 кд, 1813 сап; 11 гв. кд 5 гв. кк; 7 мк в составе: 16 мбр, 63 мбр, 64 мбр, 41 гв. тбр, 1440 сап, 1821 сап. - 5 ВА - 2 шак в составе: 7 гв. шад, 279 иад; 3 гв. иак в составе: 13 гв. иад, часть сил 14 гв. иад. | Дебреценская операция                                         | 458 сп, 1129 сп, 8 кд, 37 гв. кп, 43 гв. кп, 138 кп, 220 кп, 71 тп, 1813 сап, 142 гв. иптап, 899 ап, 1030 ап, 1255 иптап, 225 гв. зенап, 585 зенап, 1732 зенап, 9 гв. минп, 182 гв. артминп, 184 гв. артминп, 1684 артминп, 39 обро, 106 гисб, 7 гв. шад, 177 гв. иап; 1-й румынской добровольческой пд. | 20 октября 1944       |
| Девечер          | 26 марта 1945      | соединения 3 УФ: - 9 гв. А - 103 гв. сд 37 гв. ск. - 6 гв. ТА - 5 гв. тк в составе: 20 гв. тбр, 22 гв. тбр, 6 гв. мсбр, 1458 сап, 364 гв. тсап. - 17 ВА - часть сил 262 нбад. | Венская операция                                              | | 26 марта 1945         |
| Домбовар         | 2 декабря 1944     | 3 УФ: - 4 гв. А — 80 гв. сд 20 гв. ск. | Будапештская операция                                         | | 2 декабря 1944        |
| Дьер             | 28 марта 1945      | соединения 2 УФ: - 46 А - 68 ск в составе: 99 сд, часть сил 297 сд, 53 сд; 109 гв. сд 18 гв. ск; 2 гв. мк в составе: 4 гв. мбр, 5 гв. мбр, 6 гв. мбр, 37 гв. тбр; 23 тк в составе: 3 тбр, 39 тбр, 56 мсбр, 1443 сап. 3 УФ: - 4 гв. А - 62 гв. сд 21 гв. ск; 1821 сап 1 гв. мк. | Венская операция                                              | | 28 марта 1945         |
| Естергом         | 26 декабря 1944    | 3 УФ: - 18 тк в составе: 181 тбр, 32 мсбр, 363 гв. тсап. | Будапештская операция                                         | |                       |
| Естергом         | 21 марта 1945      | 2 УФ: - 46 А — часть сил 86 гв. сд 10 гв. ск. | Венская операция                                              | | 25 марта 1945         |
| Залаэгерсег      | 29 марта 1945      | соединения 3 УФ: - 27 А - 3 гв. вдд 35 гв. ск; часть сил 337 сд. - 18 тк в составе: 170 тбр, 32 мсбр, 209 сабр. - 17 ВА - часть сил 262 нбад. | Венская операция                                              | | 30 марта 1945         |
| Зирез            | 23 марта 1945      | 3 УФ: - 9 гв. А — 114 гв. сд 39 гв. ск. - 6 гв. ТА — 9 гв. мк в составе: 30 гв. мбр, 31 гв. мбр. | Венская операция                                              | | 24 марта 1945         |
| Капошвар         | 2 декабря 1944     | 3 УФ: - 57 А — 10 гв. вдд 6 гв. ск. | Будапештская операция                                         | | 2 декабря 1944        |
| Капувар          | 29 марта 1945      | 3 УФ: - 4 гв. А — часть сил 4 гв. сд 31 гв. ск; 9 гв. тбр 1 гв. мк. | Венская операция                                              | | 29 марта 1945         |
| Керменд          | 31 марта 1945      | 3 УФ: - 26 А — 202 сд 33 ск. | Венская операция                                              | | 31 марта 1945         |
| Кесег            | 29 марта 1945      | 3 УФ: - 9 гв. А — 107 гв. сд 39 гв. ск. - 6 гв. ТА — 9 гв. мк в составе: 18 гв. мбр, 31 гв. мбр. - 17 ВА — часть сил 244 бад. | Венская операция                                              | | 29 марта 1945         |
| Кестель          | 30 марта 1945      | 3 УФ: - 27 А — 108 гв. сд 37 ск; часть сил 1 гв. УР. - 17 ВА -189 шад. | Венская операция                                              | | 30 марта 1945         |
| Комаром          | 28 марта 1945      | 2 УФ: - 46 А — 23 ск в составе: 223 сд, 252 сд; 52 сд 68 ск; 192 тгабр 30 адп. - 5 ВА — 12 гв. шад 3 гв. шак; часть сил 218 нбад; 6 гв. иад 3 гв. иак. | Венская операция                                              | | 28 марта 1945         |
| Мадьяровар       | 2 апреля 1945      | 2 УФ: - 46 А — 53 сд 68 ск; часть сил 17 гв. пабр и 71 лабр 5 гв. адп. | Венская операция                                              | | 3 апреля 1945         |
| Марцали          | 30 марта 1945      | 3 УФ: - 57 А — часть сил 61 гв. сд 6 гв. ск. | Венская операция                                              | | 30 марта 1945         |
| Мишкольц         | 3 декабря 1944     | 2 УФ: - 27 А — 78 сд 33 ск. | Будапештская операция                                         | 281 гв. сп, 681 сп, 1318 сп, 987 зенап. | 3 декабря 1944        |
| Мор              | 18 марта 1945      | 3 УФ: - 9 гв. А — 106 гв. сд 38 гв. ск. | Венская операция                                              | | 24 марта 1945         |
| Мохач            | 26 ноября 1944     | 3 УФ: - 4 гв. А — 41 гв. сд 21 гв. ск. | Будапештская операция                                         | | 29 ноября 1944        |
| Надьбайом        | 29 марта 1945      | 3 УФ: - 57 А — 73 гв. сд 64 ск; 864 сап. | Венская операция                                              | | 30 марта 1945         |
| Надьканижа       | 2 апреля 1945      | 3 УФ: - 57 А — 133 ск в составе: 84 сд, 122 сд, 299 сд. - 17 ВА — часть сил 244 бад, 189 шад, часть сил 194 иад. | Венская операция                                              | | 2 апреля 1945         |
| Надьятад         | 30 марта 1945      | 3 УФ: - 1-я болгарская А — 10 пд, 12 пд. | Венская операция                                              | | 30 марта 1945         |
| Несмей           | 21 марта 1945      | 2 УФ: - 46 А — 4 гв. мбр 2 гв. мк. | Венская операция                                              | | 30 марта 1945         |
| Ноград           | 8 декабря 1944     | 2 УФ: - 7 гв. А — часть сил 6 гв. вдд 25 гв. ск. | Будапештская операция                                         | | 9 декабря 1944        |
| Ньиредьхаза      | 21 октября 1944    | соединения 2 УФ: - КМГ - 4 гв. кк в составе: 10 гв. кд, 30 кд; 12 гв. кд и 1896 лсап 5 гв. кк; - 23 тк в составе: 3 тбр, 56 мсбр, 1443 сап. - 5 ВА - 312 нбад. | Дебреценская операция                                         | | 22 октября 1944       |
| Ньиредьхаза      | 31 октября 1944 г. | 2 УФ: - 27 А — 51 ск в составе: 42 гв. сд, 38 сд. | Будапештская операция                                         | |                       |
| Пакш             | 2 декабря 1944     | 3 УФ: - 4 гв. А — часть сил 41 гв. сд 21 гв. ск, часть сил 40 гв. сд 31 гв. ск. - 46 А — часть сил 83 мор. сбр. | Будапештская операция                                         | | 2 декабря 1944        |
| Папа             | 26 марта 1945      | соединения 3 УФ: - 9 гв. А - 114 гв. сд 39 гв. ск, часть сил 105 гв. сд 38 гв. ск; 1524 лсап. - 6 гв. ТА - 9 гв. мк в составе: 31 гв. мбр, 18 гв. мбр, 46 гв. тбр. - 17 ВА - часть сил 262 нбад. - 18 ВА - 15 гв. бад 4 гв. бак. | Венская операция                                              | | 26 марта 1945         |
| Печ              | 29 ноября 1944     | 3 УФ: - 57 А — 6 гв. ск в составе: 10 гв. вдд, часть сил 20 гв. сд; 32 гв. мбр. | Будапештская операция                                         | | 29 ноября 1944        |
| Сегед            | 11 октября 1944    | 2 УФ: - 46 А — 320 сд 37 ск; часть сил 228 сд; 1505 сап. - 5 ВА — 6 гв. иад 3 гв. иак. | Дебреценская операция                                         | 105 гв. сп, 183 гв. сп, 308 гв. сп, 478 сп, 592 сп, 767 сп, 906 сп, 1055 сп, 1505 сап, 462 минп, 40 отд. мпомб, 107 отд. мпомб, 6 гв. иад. | 11 октября 1944       |
| Секешфехервар    | 23 декабря 1944    | соединения 3 УФ: - 4 гв. А - 40 гв. сд 31 гв. ск; 20 гв. ск в составе: 5 гв. вдд, 80 гв. сд, 7 гв. вдд; 135 ск в составе: 84 сд, часть сил 252 сд; 64 мбр и 1440 сап 7 мк; 366 гв. тсап; 42 иптабр, 123 апабр; 9 адп в составе: 23 габр, 115 пабр, 10 минбр; 105 габр БМ 7 адп. - 17 ВА - 189 шад, 288 иад. | Будапештская операция                                         | | 24 декабря 1944       |
| Секешфехервар    | 22 марта 1945      | соединения 3 УФ: - 4 гв. А - 20 гв. ск в составе: 7 гв. вдд, 80 гв. сд; 21 гв. ск в составе: 41 гв. сд, 62 гв. сд; 69 гв. сд 31 гв. ск; 1 гв. мк в составе: 1 гв. мбр, 2 гв. мбр, 3 гв. мбр, 9 гв. тбр, 382 гв. сап, 1453 сап, 1821 сап; 207 сабр, 208 сабр, 366 гв. тсап; 9 адп в составе: 23 габр, 115 пабр, часть сил 30 пабр, 10 минбр; часть сил 32 габр БМ 19 адп; 28 гв. минбр, часть сил 9 иптабр, часть сил 7 иптабр; 44 минжбр. - 17 ВА - 244 бад, 262 нбад; 10 шак в составе: 136 шад, 306 шад, 295 иад; 189 шад, 194 иад, 288 иад. | Венская операция                                              | | 24 марта 1945         |
| Сексард          | 30 ноября 1944     | 3 УФ: - 4 гв. А — 41 гв. сд 21 гв. ск. | Будапештская операция                                         | | 2 декабря 1944        |
| Сентготтард      | 31 марта 1945      | 3 УФ: - 27 А — 337 сд 33 ск. - 18 тк в составе: 110 тбр, часть сил 32 мсбр. | Венская операция                                              | | 31 марта 1945         |
| Сиксо            | 30 ноября 1944     | 2 УФ: - 40 А — 50 ск в составе: часть сил 42 гв. сд, часть сил 240 сд. | Будапештская операция                                         | | 30 ноября 1944        |
| Сольнок          | 4 ноября 1944      | 2 УФ: - 7 гв. А — 27 гв. ск в составе: 227 сд, часть сил 303 сд; 41 арм. гв. пабр. - 5 ВА — 312 нбад. | Будапештская операция                                         | | 4 ноября 1944         |
| Сомбатель        | 29 марта 1945      | соединения 3 УФ: - 9 гв. А - 37 гв. ск в составе: 103 гв. сд, часть сил 98 гв. сд, часть сил 99 гв. сд. - 6 гв. ТА - 5 гв. тк в составе: 21 гв. тбр, 22 гв. тбр, 6 гв. мсбр, 1458 сап; 51 гв. сабр, 208 сабр. - 17 ВА - часть сил 244 бад. - 18 ВА - 15 гв. бад 4 гв. бак. | Венская операция                                              | | 29 марта 1945         |
| Тата             | 19 марта 1945      | соединения 2 УФ: - 46 А - 2 гв. мк в составе: 6 гв. мбр, 37 гв. тбр. - 5 ВА - 218 нбад; 5 шак в составе: часть сил 4 гв. шад, часть сил 264 шад; 331 иад, 14 гв. иад. | Венская операция                                              | | 25 марта 1945         |
| Фельщёгалла      | 21 марта 1945      | 2 УФ: - 46 А — часть сил 180 сд 75 ск. | Венская операция                                              | | 25 марта 1945         |
| Чорно            | 28 марта 1945      | 3 УФ: - 4 гв. А — 1 гв. мбр 1 гв. мк. | Венская операция                                              | | 28 марта 1945         |
| Чурго            | 31 марта 1945      | 3 УФ: - 1-я болгарская А — 8 пд 3 ак. | Венская операция                                              | | 31 марта 1945         |
| Шарвар           | 28 марта 1945      | 3 УФ: - 9 гв. А — 37 гв. ск в составе: 98 гв. сд, 103 гв. сд. - 6 гв. ТА — 6 гв. мсбр 5 гв. тк. | Венская операция                                              | | 28 марта 1945         |
| Шаторалья-Уйхель | 3 декабря 1944     | 2 УФ: - 40 А — 159 УР. 4 УФ: - 18 А — 2 гв. вдд; 5 гв. тбр, 108 сап. | Будапештская операция, наступательные действия в Чехословакии | | 3 декабря 1944        |
| Шопрон           | 1 апреля 1945      | соединения 3 УФ: - 4 гв. А - 34 гв. сд 31 гв. ск; 1 гв. мк в составе: 1 гв. мбр, 2 гв. мбр, 3 гв. мбр, 9 гв. тбр, 207 сабр, 382 гв. сап, 1453 сап, 1821 сап. - 17 ВА -10 шак в составе: часть сил 136 шад, часть сил 306 шад, часть сил 295 иад; 262 нбад, часть сил 244 бад, 288 иад. - 18 ВА - 15 гв. бад 4 гв. бак. | Венская операция                                              | | 1 апреля 1945         |
| Эгер             | 30 ноября 1944     | 2 УФ: - 27 А — 3 гв. вдд 35 гв. ск. - 53 А — 110 гв. сд 57 ск. | Будапештская операция                                         | | 30 ноября 1944        |
| Эньинг           | 21 марта 1945      | 3 УФ: - 26 А — 104 ск в составе: 66 гв. сд, 151 сд. | Венская операция                                              | | 24 марта 1945         |
| Эрчи             | 5 декабря 1944     | 2 УФ: - 46 А -108 гв. сд 37 ск. | Будапештская операция                                         | | 9 декабря 1944        |

## ГДРиЗападный Берлин
| Город              | Занят          | Войска | Операция                            | Присвоение наименований | Благодарность войскам |
| ------------------ | -------------- | --- | ----------------------------------- | --- | --------------------- |
| Ангермюнде         | 27 апреля 1945 | 2 БФ: - 49 А -139 сд 70 ск; часть сил 44 иптабр; часть сил 28 минбр 23 адп. | Берлинская наступательная операция  | | 27 апреля 1945        |
| Анклам             | 29 апреля 1945 | 2 БФ: - 2 Уд. А — 108 ск в составе: 46 сд, часть сил 90 сд; 1196 сап, 1476 сап. | Берлинская наступательная операция  | | 29 апреля 1945        |
| Бад-Доберан        | 3 мая 1945     | 2 БФ: - 70 А — часть сил 3 гв. тбр 3 гв. тк. | Берлинская наступательная операция  | | 3 мая 1945            |
| Барт               | 2 мая 1945     | 2 БФ: - 65 А — часть сил 44 гв. сд 105 ск. | Берлинская наступательная операция  | | 3 мая 1945            |
| Беелитц            | 23 апреля 1945 | 1 УФ: - 4 гв. ТА −16 гв. мбр 6 гв. мк. | Берлинская наступательная операция  | | 23 апреля 1945        |
| Берген             | 4 мая 1945     | 2 БФ: - 2 Уд. А — часть сил 372 сд 108 ск. | Берлинская наступательная операция  | | 6 мая 1945            |
| Берлин             | 2 мая 1945     | соединения 1 БФ: - 47 А - 125 ск в составе: 175 сд, 76 сд, 185 сд, 60 сд; 129 ск в составе: 143 сд, 82 сд, 132 сд; 70 отд. гв. ттп, 334 гв. тсап, 1204 сап, 1416 сап, 1825 сап, 1892 сап; 6 адп в составе: 2 минбр, 10 пабр, 18 габр, 21 лабр, 118 тгабр, 124 габр; 4 кабр, 74 зенад; 18 исбр. - 3 Уд. А - 79 ск в составе: 150 сд, 171 сд, 207 сд; 12 гв. ск в составе: 23 гв. сд, 33 сд, 52 гв. сд; 7 ск в составе: 146 сд, 265 сд, 364 сд; 38 ск в составе: 52 сд, 64 сд, 89 сд; 9 тк в составе: 23 тбр, 95 тбр, 108 тбр, 8 мсбр; 85 отд. тп, 88 отд. гв. ттп, 351 гв. тсап, 1049 сап, 1203 сап, 1455 сап, 1508 сап, 1728 сап, 1729 сап, 1818 сап; 4 акп: 5 адп в составе: 1 минбр, 9 габр, 23 гв. лабр, 24 пабр, 86 тгабр, 100 габр БМ; 12 адп в составе: 41 гв. минбр, 89 тгабр, 104 габр; 40 отд. иптабр, 45 иптабр, 136 апабр; 5 гв. минд в составе: 16 гв. минбр, 22 гв. мтшбр, 23 гв. минбр; 19 зенад; 25 исбр. - 5 Уд. А - 26 гв. ск в составе: 89 гв. сд, 94 гв. сд, 266 сд; 32 ск в составе: 60 гв. сд, 295 сд, 416 сд; 9 ск в составе: 230 сд, 248 сд, 301 сд; 11 тк в составе: 20 тбр, 36 тбр, 65 тбр, 12 мсбр; 11 отд. гв. ттбр, 67 гв. ттбр, 220 отд. тбр, 396 гв. тсап, 1504 отд. сап; 6 акп: 2 адп в составе: 5 минбр, 10 гв. габр, 16 гв. пабр, 20 лабр, 48 гв. тгабр, 121 габр; 14 адп в составе: 6 гв. минбр, 21 тминбр, 24 минбр, 122 габр, 169 лабр, 172 габр, 176 тгабр; 22 адп в составе: 6 тминбр, 32 минбр, 97 тгабр; 3 гв. иптабр, 4 гв. иптабр, 39 иптабр, 44 арм. гв. пабр; 2 гв. минбр, 25 гв. минбр, 35 гв. минбр, 2 гв. зенад; 1 отд. гв. минжбр, 17 шисбр, 61 исбр. - 8 гв. А - 4 гв. ск в составе: 35 гв. сд, 47 гв. сд, 57 гв. сд; 29 гв. ск в составе: 27 гв. сд, 74 гв. сд, 82 гв. сд; 28 гв. ск в составе: 39 гв. сд, 79 гв. сд, 88 гв. сд; 7 отд. гв. ттбр; 34 отд. гв. ттп, 65 отд. тп, 259 отд. тп, 371 гв. сап, 394 гв. тсап, 694 сап, 1026 сап, 1061 сап, 1087 сап, 1200 сап; 3 акп: 18 адп в составе: 2 тгабр, 42 минбр, 58 габр, 65 лабр, 80 тгабр, 120 габр; 29 адп в составе: 26 тминбр, 36 гв. минбр, 46 минбр, 182 лабр, 184 габр, 186 габр, 189 тгабр; 38 иптабр, 43 арм. гв. пабр; 2 гв. минд в составе: 17 гв. минбр, 20 гв. минбр, 26 гв. минбр; 3 гв. зенад; 2 шисбр, 7 помбр, 64 исбр. - 1 гв. ТА - 11 гв. тк в составе: 40 гв. тбр, 44 гв. тбр, 45 гв. тбр, 27 гв. мсбр; 8 гв. мк в составе: 19 гв. мбр, 20 гв. мбр, 21 гв. мбр, 1 гв. тбр; 64 отд. гв. тбр, 19 сабр, 11 отд. гв. ттп, 48 отд. гв. ттп, 353 гв. сап, 362 гв. тсап, 399 гв. тсап, 400 гв. сап, 1454 сап; 25 отд. иптабр, 41 иптабр, 197 лабр; 4 гв. зенад; 6 помбр, 17 минжбр. - 2 гв. ТА - 12 гв. тк в составе: 48 гв. тбр, 49 гв. тбр, 66 гв. тбр, 34 гв. мсбр, 1-я польская пд; 1 мк в составе: 19 мбр, 35 мбр, 37 мбр, 219 тбр; 33 гв. мсбр 9 гв. тк, 6 отд. гв. ттп, 79 отд. гв. ттп, 75 сап, 347 гв. тсап, 393 гв. сап, 1822 сап; 2-я польская габр, 20 иптабр, 198 лабр; 24 зенад; 18 минжбр. - 16 ВА - 1 гв. иак в составе: 3 гв. иад, 4 гв. иад; 3 иак в составе: 265 иад, 278 иад; 3 бак в составе: 241 бад, 301 бад, 183 бад; 6 бак в составе: 113 бад, 326 бад; 6 шак в составе: 197 шад, 198 шад; 6 иак в составе: 234 иад, 273 иад; 9 шак в составе: 3 гв. шад, 300 шад; 13 иак в составе: 193 иад, 283 иад; 1 гв. иад, 2 гв. шад, 9 гв. нбад, 11 гв. шад, 188 бад, 221 бад, 240 иад, 242 нбад, 282 иад, 286 иад. 1 УФ: - 28 А - 20 ск в составе: 20 сд, 48 гв. сд, 55 гв. сд; 128 ск в составе: 61 сд, 152 сд; 25 адп в составе: 3 гв. минбр, 39 минбр, 48 тминбр, 175 лабр, 179 габр, 181 тгабр, 183 габр; 31 адп в составе: 35 минбр, 51 тминбр, 191 габр, 194 тгабр; 8 отд. гв. иптабр, 157 апабр; 71 зенад; 36 исбр. - 3 гв. ТА - 9 мк в составе: 69 мбр, 70 мбр, 71 мбр, 91 тбр; 6 гв. тк в составе: 51 гв. тбр, 52 гв. тбр, 53 гв. тбр, 22 гв. мсбр; 7 гв. тк в составе: 54 гв. тбр, 55 гв. тбр, 56 гв. тбр, 23 гв. мсбр; 16 сабр, 57 отд. гв. ттп, 383 гв. тсап, 384 гв. тсап, 702 сап, 1507 сап, 1893 сап, 1977 сап, 1978 сап; 4 адп в составе: 30 гв. минбр, 37 минбр, 49 тминбр, 50 гв. тгабр, 163 габр, 168 лабр, 171 габр; 23 зенад; 19 минжбр. - 4 гв. ТА - 10 гв. тк в составе: 62 гв. тбр, 63 гв. тбр, 70 гв. сабр; 71 отд. гв. лабр, 6 гв. зенад. - 2 ВА - 2 гв. шак в составе: 5 гв. шад, 11 гв. иад; 6 гв. бак в составе: 1 гв. бад, 8 гв. бад; 2 иак в составе: 7 гв. иад, 322 иад; 6 гв. иак в составе: 9 гв. иад, 23 гв. иад; 219 бад 4 бак; часть сил 256 иад 5 иак. 18 ВА - 1 гв. бак в составе: 11 гв. бад, 16 гв. бад, 36 бад, 48 бад; 2 гв. бак в составе: 2 гв. бад, 7 гв. бад, 13 гв. бад; 3 гв. бак в составе: 1 бад, 12 бад, 22 гв. бад, 50 бад; 14 ГР бад 4 гв. бак, 45 бад. ДнВФл - часть сил 1 БРК. | Берлинская наступательная операция  | соединения 138 гв. сп, 221 сп, 646 сп, 11 гв. мбр, 50 отд. мцп, 6 гв. тк, 7 гв. тк, 68 отд. гв. тбр, 16 сабр, 70 гв. сабр, 416 гв. сап, 4 адп, 8 отд. гв. иптабр, 71 отд. гв. лабр, 1920 гап, 1153 лап, 19 гв. минбр, 312 гв. минп, 421 минп, 6 гв. зенад, 23 зенад, 71 зенад, 607 арм. зенап, 1554-му аэродромному полку ПВО, 1555-му аэродромному полку ПВО, 3 отд. гв. минжбр, 19 минжбр, 22 гв. мшисбр, 36 исбр, 1 омптоб, 2 омптоб, 284 мб ОСНАЗ, 6 гв. опс, 6 опс, 138 опс, 253 отд. бс НКВД, 1 гв. шак, 9 гв. иад, 5 гв. иап, 23 отд. авиационному полку ГВФ, 35 бап, 36 гв. бап, 82 гв. бап, 1002 отд. апс; 32 ск, 79 ск, 125 ск, 23 гв. сд, 33 сд, 52 гв. сд, 94 гв. сд, 150 сд, 171 сд, 266 сд, 76 гв. сп, 83 гв. сп, 101 гв. сп, 140 гв. сп, 142 гв. сп, 170 гв. сп, 180 гв. сп, 185 гв. сп, 220 гв. сп, 240 гв. сп, 244 гв. сп, 266 гв. сп, 271 гв. сп, 283 гв. сп, 380 сп, 594 сп, 597 сп, 598 сп, 713 сп, 899 сп, 902 сп, 905 сп, 988 сп, 990 сп, 1052 сп, 1054 сп, 8 гв. мк, 33 гв. мсбр, 34 гв. мсбр, 5 отд. гв. мпп, 9 тк, 11 гв. тк, 11 тк, 7 отд. гв. ттбр, 11 отд. гв. ттбр, 64 отд. гв. тбр, 66 гв. тбр, 219 тбр, 220 отд. тбр, 396 гв. тсап, 399 гв. тсап, 1026 сап, 1061 сап, 1203 сап, 1728 сап, 1729 сап, 1818 сап, 1825 сап, 65 отд. гв. садн, 302 отд. садн, 337 отд. садн, 4 акп, 14 адп, 25 отд. иптабр, 40 отд. иптабр, 86 тгабр, 118 тгабр, 1 отд. пап, 172 гв. ап, 194 гв. ап, 279 гв. лап, 293 гап, 357 ап, 370 ап, 435 иптап, 753 пап, 771 ап, 823 ап, 1643 лап, 32 отд. адн ОМ, 34 отд. адн ОМ, 185 отд. иптадн, 322 отд. адн ОМ, 2 гв. минбр, 6 тминбр, 17 гв. минбр, 20 гв. минбр, 26 гв. минбр, 32 минбр, 79 гв. минп, 141 арм. минп, 311 гв. минп, 1 отд. гв. минжбр, 64 исбр, 6 отд. шисб, 8 отд. шисб, 15 гв. исб, 64 отд. гв. сапб, 82 отд. шисб, 83 отд. шисб, 84 отд. шисб, 137 отд. сапб, 137 исб, 8 ооб, 29 обро, 66 опс, 140 обс, 1 гв. бак, 3 бак, 1 гв. иад, 2 гв. бад, 7 гв. бад, 11 гв. бад, 14 гв. бад, 183 бад, 3 гв. бап, 6 гв. бап, 6 дбап, 9 гв. бап, 18 гв. бап, 28 гв. бап, 93 отд. крап, 111 бап, 132 дбап, 176 иап, 240 гв. бап, 334 бап, 367 бап, 368 иап, 373 бап, 518 иап, 540 бап, 567 шап, 618 шап, 661 нбап, 774 иап, 805 шап, 904 шап, 945 шап, 997 нбап, 1 БРК. | 2 мая 1945            |
| Биркенвердер       | 23 апреля 1945 | 1 БФ: - 1 А ВП — 1 отд. польская кбр. | Берлинская наступательная операция  | | 23 апреля 1945        |
| Бранденбург        | 1 мая 1945     | соединения 1 БФ: - 47 А - 77 ск в составе: 260 сд, 185 сд; 70 отд. гв. ттп, 334 гв. тсап; 6 адп в составе: 18 габр, 2 минбр; 30 гв. пабр. - 7 гв. кк -16 гв. кд. - 2 гв. ТА - 47 гв. тбр 9 гв. тк. 1 УФ: - 4 гв. ТА - 6 гв. мк в составе: 16 гв. мбр, часть сил 35 гв. мбр; 28 отд. гв. ттп; 71 гв. лабр; 6 гв. зенад. - 13 А - часть сил 117 гв. сд. | Берлинская наступательная операция  | 115 гв. тп, 486 пап, 2 минбр, 319 бап, 454 бап, 650 бап. | 1 мая 1945            |
| Вандлитц           | 22 апреля 1945 | 1 БФ: - 1 А ВП — 1-я польская пд, 2-я польская пд. - 7 гв. кк -16 гв. кд. | Берлинская наступательная операция  | | 23 апреля 1945        |
| Варен              | 1 мая 1945     | 2 БФ: - 70 А — часть сил 38 гв. сд 96 ск; 342 гв. тсап. | Берлинская наступательная операция  | | 1 мая 1945            |
| Варин              | 3 мая 1945     | 2 БФ: - 70 А −18 гв. тбр 3 гв. тк. | Берлинская наступательная операция  | | 3 мая 1945            |
| Варнемюнде         | 2 мая 1945     | 2 БФ: - 70 А — часть сил 3 гв. тбр 3 гв. тк. | Берлинская наступательная операция  | | 2 мая 1945            |
| Везенберг          | 1 мая 1945     | 2 БФ: - 49 А — 121 ск в составе: 42 сд, часть сил 191 сд; 1826 сап; 79 лабр 23 адп. | Берлинская наступательная операция  | | 1 мая 1945            |
| Виттенберг         | 27 апреля 1945 | 1 УФ: - 13 А — 121 гв. сд 27 ск; 372 гв. сап; 92 тгабр и 22 минбр 17 адп. | Берлинская наступательная операция  | | 27 апреля 1945        |
| Виттенберге        | 3 мая 1945     | 2 БФ: 3 гв. кк — 32 кд. | Берлинская наступательная операция  | | 3 мая 1945            |
| Гартц              | 24 апреля 1945 | 2 БФ: - 70 А — 369 сд и 1890 сап 96 ск. - 49 А — 121 ск в составе: 42 сд, часть сил 191 сд. - 4 ВА — часть сил 215 иад 8 иак. | Берлинская наступательная операция  | | 26 апреля 1945        |
| Гарц               | 4 мая 1945     | 2 БФ: - 2 Уд. А — часть сил 372 сд 108 ск. - 4 ВА — 4 шак в составе: часть сил 196 шад, часть сил 199 шад. | Берлинская наступательная операция  | | 6 мая 1945            |
| Геннигсдорф        | 23 апреля 1945 | 1 БФ: - 47 А — 175 сд 125 ск; 1892 сап; 10 пабр и 18 габр 6 адп. - 2 гв. ТА — 33 гв. мсбр и 386 гв. сап 9 гв. тк. | Берлинская наступательная операция  | | 23 апреля 1945        |
| Грайфсвальд        | 30 апреля 1945 | 2 БФ: - 2 Уд. А — часть сил 90 сд 108 ск. | Берлинская наступательная операция  | | 30 апреля 1945        |
| Гранзее            | 30 апреля 1945 | 2 БФ: - 49 А — часть сил 330 сд 70 ск. | Берлинская наступательная операция  | | 30 апреля 1945        |
| Гриммен            | 1 мая 1945     | 2 БФ: - 65 А — часть сил 354 сд 105 ск. | Берлинская наступательная операция  | | 1 мая 1945            |
| Деммин             | 30 апреля 1945 | 2 БФ: - 65 А — 1 гв. тк в составе: 30 гв. тбр, 38 гв. ттбр, 1 гв. мсбр, 1001 сап. | Берлинская наступательная операция  | | 1 мая 1945            |
| Дидерсдорф         | 22 апреля 1945 | 1 УФ: - 3 гв. ТА — 53 гв. тбр 6 гв. тк. | Берлинская наступательная операция  | | 23 апреля 1945        |
| Дрезден            | 8 мая 1945     | соединения 1 УФ: - 5 гв. А - 34 гв. ск в составе: 15 гв. сд, 58 гв. сд; 32 гв. ск в составе: 13 гв. сд, 95 гв. сд; 78 гв. сд 33 гв. ск; 4 гв. тк в составе: 12 гв. тбр, 13 гв. тбр, 14 гв. тбр, 3 гв. мсбр, 29 отд. гв. ттп; 150 тбр, 39 отд. тп, 226 отд. тп, 1889 сап; 7 акп: 1 гв. адп в составе: 1 гв. пабр, 2 гв. габр, 3 гв. лабр, 98 тгабр, 16 тминбр, 30 минбр; 3 адп в составе: 1 габр, 5 пабр, 15 лабр, 25 гв. габр, 116 тгабр, 7 минбр; 10 гв. иптабр, 155 пабр; 29 зенад, 69 зенад; 3 помбр, 22 гв. мшисбр, 55 исбр. - 3 гв. А - 106 сд 20 ск. - 2 ВА - 4 бак в составе: 202 бад, 219 бад; 23 гв. иад, 256 иад. | Пражская операция                   | 34 гв. ск, 889 сп, 385 гв. тсап, 31 адп, 199 отд. лабр, 203 гв. гап, 685 лап, 903 гап, 1109 лап, 1921 гап, 4 гв. иптадн, 49 тминбр, 298 минп, 501 минп, 69 зенад, 1257 арм. зенап, 1336 зенап, 15 отд. гв. мшисб, 133 опс, 123 гв. обс, 470 олбс. | 8 мая 1945            |
| Засснитц           | 5 мая 1945     | 2 БФ: - 2 Уд. А — часть сил 372 сд 108 ск. | Берлинская наступательная операция  | | 6 мая 1945            |
| Казеков            | 26 апреля 1945 | 2 БФ: - 70 А — 369 сд и часть сил 1890 сап 96 ск; 148 апабр. | Берлинская наступательная операция  | | 26 апреля 1945        |
| Карлсхорст         | 23 апреля 1945 | 1 БФ: - 5 Уд. А — 9 ск в составе: 230 сд, 301 сд; часть сил 11 отд. гв. ттбр, 220 отд. тбр; 21 тминбр 14 адп; часть сил 44 гв. пабр, 32 минбр. | Берлинская наступательная операция  | | 23 апреля 1945        |
| Кепеник            | 23 апреля 1945 | соединения 1 БФ: - 8 гв. А - 29 гв. ск в составе: 27 гв. сд, 82 гв. сд; часть сил 39 гв. сд 28 гв. ск; 259 отд. тп, 371 гв. сап; 2 тгабр и часть сил 65 лабр 18 адп; 2 гв. минд в составе: 17 гв. минбр, часть сил 20 гв. минбр; 43 арм. гв. пабр. - 1 гв. ТА - часть сил 27 гв. мсбр 11 гв. тк; 21 гв. мбр 8 гв. мк. | Берлинская наступательная операция  | | 23 апреля 1945        |
| Кетцин             | 24 апреля 1945 | 1 УФ: - 4 гв. ТА — 35 гв. мбр 6 гв. мк. | Берлинская наступательная операция  | | 25 апреля 1945        |
| Кирххайн           | 23 апреля 1945 | 1 УФ: - 5 гв. А — 118 сд 32 гв. ск. | Берлинская наступательная операция  | | 23 апреля 1945        |
| Коттбус            | 22 апреля 1945 | соединения 1 УФ: - 3 гв. А - 127 сд 120 ск; 21 ск в составе: 58 сд, 253 сд, 389 сд; 25 тк в составе: 162 тбр, 175 тбр, 262 гв. тсап; 87 отд. гв. ттп, 938 сап; 1 гв. адп в составе: 2 гв. габр, 3 гв. лабр, 98 тгабр, 16 тминбр, 30 минбр; 183 габр и 3 гв. минбр 25 адп. - 2 ВА - 208 нббад. | Берлинская наступательная операция  | | 23 апреля 1945        |
| Лааге              | 1 мая 1945     | 2 БФ: - 70 А — 3 гв. тбр и 1436 сап 3 гв. тк. | Берлинская наступательная операция  | | 2 мая 1945            |
| Лихен              | 29 апреля 1945 | 2 БФ: - 49 А — 121 ск в составе: 199 сд, часть сил 42 сд; 1819 сап, 1826 сап; 96 тгабр 23 адп. | Берлинская наступательная операция  | | 29 апреля 1945        |
| Лукенвальде        | 22 апреля 1945 | 1 УФ: - 4 гв. ТА — 29 гв. мсбр 10 гв. тк. | Берлинская наступательная операция  | | 23 апреля 1945        |
| Люббен             | 27 апреля 1945 | 1 УФ: - 3 гв. А — часть сил 127 сд 76 ск, 197 сд 120 ск; 175 тбр 25 тк; 2 гв. габр и 3 гв. лабр 1 гв. адп. | Берлинская наступательная операция  | | 3 апреля 1945         |
| Мальхин            | 30 апреля 1945 | соединения 2 БФ: - 70 А - часть сил 71 сд 47 ск; 3 гв. тк в составе: часть сил 18 гв. тбр, 19 гв. тбр, 2 гв. мсбр, 375 гв. тсап, 1436 сап, 1496 сап. - 4 ВА - 215 иад 8 иак; часть сил 309 иад, часть сил 260 шад. | Берлинская наступательная операция  | | 1 мая 1945            |
| Мариенфельде       | 22 апреля 1945 | 1 УФ: - 3 гв. ТА — 69 мбр и 1507 сап 9 мк. | Берлинская наступательная операция  | | 23 апреля 1945        |
| Марквардт          | 25 апреля 1945 | 1 БФ: - 47 А — 328 сд 77 ск; 21 лабр 6 адп. 1 УФ: - 4 гв. ТА — 17 гв. мбр и часть сил 35 гв. мбр 6 гв. мк. | Берлинская наступательная операция  | | 25 апреля 1945        |
| Марлов             | 1 мая 1945     | 2 БФ: - 65 А — 1 гв. мсбр 1 гв. тк. | Берлинская наступательная операция  | | 2 мая 1945            |
| Миров              | 1 мая 1945     | 2 БФ: - 49 А -191 сд 121 ск; 8 мк в составе: 66 мбр, часть сил 116 тбр. | Берлинская наступательная операция  | | 2 мая 1945            |
| Мюльберг           | 23 апреля 1945 | 1 УФ: - 1 гв. кк -1 гв. кд. | Берлинская наступательная операция  | | 23 апреля 1945        |
| Науен              | 24 апреля 1945 | 1 БФ: - 2 гв. ТА — 9 гв. тк в составе: часть сил 33 гв. мсбр, 47 гв. тбр, 369 гв. сап. - 16 ВА — 2 гв. шад. | Берлинская наступательная операция  | | 25 апреля 1945        |
| Нойбранденбург     | 29 апреля 1945 | 2 БФ: - 3 гв. тк в составе: 18 гв. тбр, 19 гв. тбр, 2 гв. мсбр, 375 гв. тсап, 1496 сап. - 70 А — 47 ск в составе: 162 сд, часть сил 71 сд. | Берлинская наступательная операция  | | 29 апреля 1945        |
| Нойбуков           | 3 мая 1945     | 2 БФ: - 70 А — часть сил 3 гв. тбр 3 гв. тк. | Берлинская наступательная операция  | | 3 мая 1945            |
| Нойштрелитц        | 30 апреля 1945 | 2 БФ: - 70 А — часть сил 38 гв. сд 96 ск. - 49 А — 8 мк в составе: 66 мбр, 67 мбр, 68 мбр, 116 тбр. | Берлинская наступательная операция  | | 30 апреля 1945        |
| Ораниенбург        | 23 апреля 1945 | 1 БФ: - 7 гв. кк -15 гв. кд, 45 иптабр. | Берлинская наступательная операция  | | 23 апреля 1945        |
| Пазевальк          | 28 апреля 1945 | 2 БФ: - 65 А — 354 сд 105 ск. | Берлинская наступательная операция  | | 28 апреля 1945        |
| Панков             | 23 апреля 1945 | соединения 1 БФ: - 3 Уд. А - 12 гв. ск в составе: 33 сд, 23 гв. сд; часть сил 171 сд 79 ск; 9 тк в составе: 23 тбр, 108 тбр; 85 отд. тп, 88 отд. гв. ттп, часть сил 351 гв. тсап, часть сил 1729 сап, 1818 сап; 1 гв. минбр 5 адп; 23 гв. минбр 5 гв. минд; 1 гв. минжбр. - 16 ВА - часть сил 9 гв. бад. | Берлинская наступательная операция  | | 23 апреля 1945        |
| Пенкун             | 25 апреля 1945 | 2 БФ: - 70 А — 76 гв. сд 114 ск. | Берлинская наступательная операция  | | 26 апреля 1945        |
| Пиллау             | 25 апреля 1945 | соединения 3 БФ: - 11 гв. А – 16 гв. ск в составе: 1 гв. сд, 31 гв. сд; 36 гв. ск в составе: 84 гв. сд; 8 гв. ск в составе: 5 гв. сд, 26 гв. сд; часть сил 23 тбр; 213 тбр; 338 гв. тсап; 348 гв. тсап; 395 гв. тсап; 1050 сап; 2 гв. адп (20 гв. габр БМ, 33 минбр); 10 адп (33 гв. лабр, 162 габр, 158 тгабр, 44 минбр); часть сил 14 иптабр; 149 апабр; 150 апабр; 29 тминбр; 21 гв. минбр; 2 гв. мшисбр; 9 помбр; 66 исбр - 1 ВА – 5 гв. бак (4 гв. бад, 5 гв. бад); 1-я гв. шад; 182-я шад; 277-я шад; часть сил 182-й иад; 303-я иад; 6-я гв. бад; 213-я нбад; 276-я бад; - 3 ВА – 11 иак в составе: 5 гв. иад, 190-я истребительная авиационная дивизия; 211-я шад; часть сил 335-й шад; часть сил 259-й иад; 3-я гв. бад; часть сил 314-й нбад КБФ: - 1 гв. мор. ждабр; 9 шад; 9 шад | Земландская наступательная операция | | 1 апреля 1945         |
| Потсдам            | 27 апреля 1945 | соединения 1 БФ: - 47 А - 328 сд 77 ск, 175 сд 125 ск; часть сил 21 лабр и часть сил 10 пабр 6 адп. - 2 гв. ТА - 9 гв. тк в составе: 50 гв. тбр, 65 гв. тбр, 33 гв. мсбр, 341 гв. тсап, 369 гв. сап, 386 гв. сап; 20 иптабр. 1 УФ: - 4 гв. ТА - 6 гв. мк в составе: 17 гв. мбр, 35 гв. мбр, 423 гв. сап, 424 гв. сап; 61 гв. тбр и 416 гв. тсап 10 гв. тк; часть сил 34 гв. минбр; часть сил 22 гв. мшисбр. | Берлинская наступательная операция  | | 27 апреля 1945        |
| Пренцлау           | 27 апреля 1945 | соединения 2 БФ: - 70 А - 47 ск в составе: 136 сд, 71 сд; 76 гв. сд 114 ск; 3 гв. тк в составе: 3 гв. тбр, 18 гв. тбр, 19 гв. тбр, 2 гв. мсбр, 1436 сап, 1496 сап; 38 гв. ттбр, часть сил 66 гв. тсабр, 1898 сап; 1 адп в составе: 156 тгабр, 166 лабр, часть сил 9 тминбр; 13 гв. минбр. - 4 ВА - 4 шак в составе: 196 шад, 199 шад; 5 бак в составе: 132 бад, 327 бад; 230 шад, часть сил 260 шад; 229 иад, 269 иад, 329 иад. | Берлинская наступательная операция  | | 27 апреля 1945        |
| Пульснитц          | 22 апреля 1945 | 1 УФ: - 2 А ВП — 9-я польская пд. | Берлинская наступательная операция  | | 23 апреля 1945        |
| Путбус             | 4 мая 1945     | 2 БФ: - 2 Уд. А — часть сил 372 сд 108 ск. | Берлинская наступательная операция  | | 6 мая 1945            |
| Рангсдорф          | 22 апреля 1945 | 1 УФ: - 3 гв. ТА — 9 мк в составе: часть сил 69 мбр, часть сил 91 тбр. | Берлинская наступательная операция  | | 23 апреля 1945        |
| Ратенов            | 3 мая 1945     | 1 БФ: - 7 гв. кк в составе: 15 гв. кд, 14 гв. кд, 45 иптабр; часть сил 10 пабр 6 адп. | Берлинская наступательная операция  | | 3 апреля 1945         |
| Рибнитц            | 1 мая 1945     | 2 БФ: - 65 А — 1 гв. тк в составе: 1 гв. мсбр, часть сил 38 гв. ттбр, 1001 сап. | Берлинская наступательная операция  | | 2 мая 1945            |
| Рорбек             | 24 апреля 1945 | 1 БФ: - 47 А — часть сил 76 сд 125 ск; 334 гв. тсап. | Берлинская наступательная операция  | | 25 апреля 1945        |
| Росток             | 1 мая 1945     | 2 БФ: - 70 А — 3 гв. тбр и 1436 сап 3 гв. тк. | Берлинская наступательная операция  | | 2 мая 1945            |
| Тельтов            | 23 апреля 1945 | соединения 1 УФ: - 3 гв. ТА - 6 гв. тк в составе: 52 гв. тбр, 53 гв. тбр, 51 гв. тбр, 22 гв. мсбр, 385 гв. тсап, 1893 сап, 1894 сап; 31 адп в составе: 194 тгабр, 51 тминбр; 19 гв. минбр 1 гв. минд, часть сил 40 гв. пабр. | Берлинская наступательная операция  | | 23 апреля 1945        |
| Темплин            | 28 апреля 1945 | 2 БФ: - 49 А — 200 сд 70 ск; 1434 сап. | Берлинская наступательная операция  | | 28 апреля 1945        |
| Тетеров            | 1 мая 1945     | 2 БФ: - 70 А — 19 гв. тбр и 375 гв. тсап 3 гв. тк. | Берлинская наступательная операция  | | 2 мая 1945            |
| Торгелов           | 28 апреля 1945 | 2 БФ: - 2 Уд. А — 108 ск в составе: часть сил 46 сд, часть сил 90 сд; 1196 сап, 1476 сап. | Берлинская наступательная операция  | | 28 апреля 1945        |
| Треббин            | 23 апреля 1945 | 1 УФ: - 4 гв. ТА — 68 гв. тбр. | Берлинская наступательная операция  | | 23 апреля 1945        |
| Трептов            | 30 апреля 1945 | 2 БФ: - 65 А -108 сд 46 ск; 17 гв. тбр 1 гв. тк; 999 сап. | Берлинская наступательная операция  | | 30 апреля 1945        |
| Тройенбритцен      | 22 апреля 1945 | 1 УФ: - 4 гв. ТА — 10 гв. мбр 5 гв. мк. | Берлинская наступательная операция  | | 23 апреля 1945        |
| Фалькенберг        | 23 апреля 1945 | 1 УФ: - 5 гв. А — часть сил 97 гв. сд. | Берлинская наступательная операция  | | 23 апреля 1945        |
| Франкфурт-на-Одере | 23 апреля 1945 | соединения 1 БФ: - 69 А - 91 ск в составе: часть сил 370 сд, 283 сд. - 33 А - 89 сд 38 ск. - 16 ВА - 3 бак в составе: 183 бад, 241 бад, 301 бад; 240 иад, 286 иад, часть сил 1 гв. иад, часть сил 282 иад; 188 бад, 242 нбад. | Берлинская наступательная операция  | | 23 апреля 1945        |
| Фридланд           | 29 апреля 1945 | 2 БФ: - 1 гв. тк в составе: 38 гв. ттбр, часть сил 1 гв. мсбр, 1001 сап. - 65 А — 44 гв. сд 105 ск. - 4 ВА — 215 иад 8 иак. | Берлинская наступательная операция  | | 29 апреля 1945        |
| Фридрихсфельде     | 23 апреля 1945 | соединения 1 БФ: - 5 Уд. А - 266 сд 26 гв. ск; 60 гв. сд 52 ск; 36 тбр 11 тк; часть сил 11 гв. ттбр, 1504 сап; 6 акп: 2 адп в составе: часть сил 10 гв. тгабр, часть сил 16 гв. пабр, часть сил 20 лабр, часть сил 48 гв. тгабр; 14 адп в составе: часть сил 169 лабр, часть сил 176 тгабр, часть сил 24 минбр; часть сил 44 гв. пабр. - 16 ВА -198 шад 6 шак. | Берлинская наступательная операция  | | 23 апреля 1945        |
| Фюрстенберг        | 30 апреля 1945 | 2 БФ: - 49 А — 200 сд 70 ск; 1434 сап. | Берлинская наступательная операция  | | 30 апреля 1945        |
| Цана               | 22 апреля 1945 | 1 УФ: - 13 А — часть сил 6 гв. сд 27 ск; 768 сап. | Берлинская наступательная операция  | | 23 апреля 1945        |
| Цоссен             | 22 апреля 1945 | 1 УФ: - 3 гв. ТА — 6 гв. тк в составе: 52 гв. тбр, 53 гв. тбр. | Берлинская наступательная операция  | | 23 апреля 1945        |
| Шведт              | 26 апреля 1945 | 2 БФ: - 49 А — 139 сд 70 ск; часть сил 44 иптабр. | Берлинская наступательная операция  | | 26 апреля 1945        |
| Шпандау            | 27 апреля 1945 | 1 БФ: - 47 А — 129 ск в составе: 82 сд, 143 сд, часть сил 132 сд; 70 отд. гв. ттп, 1416 сап, 1825 сап; 30 арм. гв. пабр и 2 минбр 6 адп. | Берлинская наступательная операция  | | 27 апреля 1945        |
| Штральзунд         | 1 мая 1945     | 2 БФ: - 2 Уд. А — часть сил 90 сд 108 ск; 1196 сап. | Берлинская наступательная операция  | | 1 мая 1945            |
| Штрасбург          | 28 апреля 1945 | 2 БФ: - 65 А — 108 сд 46 ск; 1 гв. мсбр и 1001 сап 1 гв. тк; 999 сап. - 4 ВА — часть сил 196 шад 4 шак, 215 иад 8 иак. | Берлинская наступательная операция  | | 28 апреля 1945        |
| Эггезин            | 28 апреля 1945 | 2 БФ: - 2 Уд. А — часть сил 90 сд 108 ск; 1196 сап. | Берлинская наступательная операция  | | 28 апреля 1945        |
| Эльшталь           | 24 апреля 1945 | 1 БФ: - 47 А — часть сил 76 сд 125 ск; 334 гв. тсап; 18 габр и часть сил 10 пабр 6 адп. | Берлинская наступательная операция  | | 25 апреля 1945        |
| Эссен              | 22 апреля 1945 | 1 УФ: - 13 А — часть сил 121 гв. сд 27 ск. | Берлинская наступательная операция  | | 3 апреля 1945         |

## Норвегия
| Город    | Освобождён      | Войска | Операция                      | Присвоение наименований | Благодарность войскам |
| -------- | --------------- | --- | ----------------------------- | --- | --------------------- |
| Киркенес | 25 октября 1944 | КарФ: - 14 А — часть сил 10 гв. сд 99 ск; часть сил 45 сд 131 ск; 73 отд. гв. тпп. - 7 ВА — 324 иад, часть сил 122 иад ПВО; 1 гв. сад, 260 сад, часть сил 261 сад. СФ: 5 мтад, часть сил 6 иад, часть сил 14 сад. | Петсамо-Киркенесская операция | 24 гв. сп, 28 гв. сп, 61 сп, 95 сп, 155 сп, 253 сп, 63 брмп ВМФ, 51 арм. пап, 149 кап, 1411 зенап, 5 мтад ВМФ, 9 гв. мтап ВМФ, 20 иап ВМФ, 80 бап, 114 гв. дбап, 118 рап ВМФ, бр. охотников за ПЛ. | 25 октября 1944       |

## Польша
| Город                                | Освобождён         | Войска | Операция | Присвоение наименований | Благодарность войскам |
| ------------------------------------ | ------------------ | --- | --- | --- | --------------------- |
| Александров                          | 21 января 1945     | 1 БФ: - 2 гв. кк — часть сил 3 гв. кд. | Варшавско-Познанская операция                                                                                        | | 22 января 1945        |
| Аллендорф                            | 21 января 1945     | 2 БФ: - 48 А — часть сил 217 сд 29 ск; 881 сап. | Млавско-Эльбингская операция                                                                                         | | 21 января 1945        |
| Алленштайн                           | 22 января 1945     | 2 БФ: - 48 А — 73 сд 29 ск. - 3 гв. кк в составе: 6 гв. кд, 5 гв. кд, 1814 сап. - 4 ВА — 132 бад 5 бак, 329 иад. | Млавско-Эльбингская операция                                                                                         | 885 сп, 926 сп, 1174 сп, 24 гв. кп, 25 гв. кп, 198 тп, 340 гв. тсап, 66 иап, 244 дбап, 269 иап, 408 бап. | 22 января 1945        |
| Альтдамм                             | 20 марта 1945      | соединения 1 БФ: - 61 А - 212 сд 80 ск; 89 ск в составе: 23 сд, 234 сд; 9 гв. ск в составе: 12 гв. сд, часть сил 75 гв. сд; 11 гв. ттбр, 88 отд. гв. ттп, 312 гв. сап, 1811 сап, 1818 сап, 1899 сап; 6 акп: 22 адп в составе: 13 лабр, 59 пабр, 63 габр, 97 тгабр, 6 тминбр, 32 минбр, 41 гв. минбр; 118 тгабр 6 адп, 38 арм. гв. пабр, часть сил 25 гв. минбр, 33 иптабр, часть сил 2 гв. минбр; 31 зенад. - 16 ВА - 3 бак в составе: 301 бад, часть сил 241 бад; 3 иак в составе: 265 иад, 278 иад; 6 иак в составе: 273 иад, часть сил 234 иад; 9 гв. бад; 11 гв. шад, 197 шад 6 шак; 1 гв. иад, часть сил 193 иад 13 иак. | Восточно-Померанская операция                                                                                        | | 20 марта 1945         |
| Аргенау                              | 21 января 1945     | 1 БФ: - 2 гв. кк — часть сил 4 гв. кд. | Варшавско-Познанская операция                                                                                        | | 22 января 1945        |
| Бабинтен                             | 27 января 1945     | 2 БФ: - 49 А — часть сил 380 сд 121 ск. | Восточно-Прусская операция (1945)                                                                                    | | 27 января 1945        |
| Бальденберг                          | 26 февраля 1945    | 2 БФ: - 19 А — ПО 3 гв. тбр 3 гв. тк. | Восточно-Померанская операция                                                                                        | | 27 февраля 1945       |
| Бартен                               | 27 января 1945     | 3 БФ: - 31 А — 220 сд 71 ск; 337 гв. тсап. | Инстербургско-Кёнигсбергская операция                                                                                | Мазурские: 69 ск, 2 сд, 54 сд, 176 сд, 557 сп, 1266 сп, 1289 сп, 91 УР, 153 УР, 161 УР, 1035 ап, 1484 арм. зенап, 216 исб. | 27 января 1945        |
| Бартенштайн                          | 4 февраля 1945     | 3 БФ: - 2 гв. А — 60 ск в составе: 334 сд, 251 сд; 150 апабр. - 1 ВА — часть сил 1 гв. шад, часть сил 240 иад, часть сил 276 бад. | Восточно-Прусская операция (1945)                                                                                    | | 4 февраля 1945        |
| Белосток                             | 27 июля 1944       | соединения 2 БФ: - 3 А - 41 ск в составе: 283 сд, 269 сд, 120 гв. сд; часть сил 169 сд 40 ск; 1901 сап; 13иптабр, 44 апабр, часть сил 4 гв. минбр. - 4 ВА - 230 шад, 233 шад, 325 нбад, 229 иад, 309 иад. АДД - 5 ак дд в составе: 53 ад дд, 54 ад дд; 6 ак дд в составе: 9 гв. ад дд, 50 ад дд. | Белостокская операция                                                                                                | 343 сд, 334 гв. сп, 336 гв. сп, 336 сп, 339 гв. сп, 457 сп, 556 сп, 858 сп, 1018 сп, 1088 сп, 1170 сп, 40 итп, 510 отд. отп, 1812 сап, 1901 сап, 56 гап, 310 гв. ап, 593 аиптап, 4 гв. минбр, 540 арм. минп, 1284 арм. зенап, 16 нбап, 172 иап, 312 шап. | 27 июля 1944          |
| Бельгард                             | 5 марта 1945       | 1 БФ: - 1 гв. ТА — 8 гв. мк в составе: 1 гв. тбр, 20 гв. мбр, 400 гв. сап. | Восточно-Померанская операция                                                                                        | | 6 марта 1945          |
| Бельско-Бяла                         | 12 февраля 1945    | соединения 4 УФ: - 38 А - 52 ск в составе: 241 сд, 121 сд; 31 тбр, 1666 сап. - 1 гв. А - 11 ск в составе: 271 сд, 276 сд; 1498 сап; 24 пабр 5 адп; 6 гисбр, 15 шисбр. - 8 ВА - 8 шак в составе: 224 шад, часть сил 227 шад; 10 иак в составе: часть сил 10 гв. иад, 15 гв. иад. | Западно-Карпатская операция                                                                                          | | 12 февраля 1945       |
| Бендзин                              | 27 января 1945     | 1 УФ: - 59 А — 80 сд 43 ск; 952 сап. - 21 А — 285 сд. - 2 ВА — 3 шак в составе: 308 шад, часть сил 181 иад. | Сандомирско-Силезская операция                                                                                       | | 27 января 1945        |
| Бенкхайм                             | 23 января 1945     | 3 БФ: - 31 А — 88 сд 71 ск; 337 гв. тсап. | Инстербургско-Кёнигсбергская операция                                                                                | | 23 января 1945        |
| Бервальде                            | 3 марта 1945       | 1 БФ: - 2 гв. кк -17 гв. кд, 1459 сап, часть сил 25 иптабр. | Восточно-Померанская операция                                                                                        | Померанские: 207 сд, 93 сп, 155 гв. сп, 525 сп, 1026 сп, 1105 сп, 1283 сп, 2 гв. кк, 56 гв. кп, 57 гв. кп, 60 гв. кп, 17 отд. мцб, 18 габр, 236 гап, 855 ап, 7 гв. иптадн, 41 гв. минбр, 203 гв. минп, 1622 арм. зенап, 139 исб, 81 отд. гв. бс, 128 обс, 977 обс, 106 шап, 515 иап; 3-й польской пд, 4-й польской пд, 6-й польской пд, 2-й польской габр, 5-й польской тгабр, 1-му польскому минп, 2-му польскому омптоб, 4-й польской сад. | 4 марта 1945          |
| Берент                               | 8 марта 1945       | 2 БФ: - 49 А — 70 ск в составе: 191 сд, часть сил 385 сд; часть сил 143 апабр; 10 гв. габр и 48 гв. тгабр 2 адп. | Восточно-Померанская операция                                                                                        | | 8 марта 1945          |
| Бернштадт                            | 22 января 1945     | 1 УФ: - 52 А — 31 сд 78 ск; 49 тминбр 4 адп. | Сандомирско-Силезская операция                                                                                       | | 23 января 1945        |
| Беутен                               | 28 января 1945     | 1 УФ: - 21 А — 291 сд 118 ск, часть сил 229 сд 55 ск; 1238 сап; 3 гв. минд в составе: 15 гв. минбр, 18 гв. минбр, 32 гв. минбр. | Сандомирско-Силезская операция                                                                                       | | 28 января 1945        |
| Бжесьць-Куявски                      | 20 января 1945     | 1 БФ: - 2 гв. ТА — 9 гв. тк в составе: 33 гв. мсбр, 50 гв. тбр, 386 гв. сап. | Варшавско-Познанская операция                                                                                        | | 20 января 1945        |
| Биалла                               | 24 января 1945     | 2 БФ: - 50 А — 307 сд 81 ск. | Млавско-Эльбингская операция                                                                                         | | 24 января 1945        |
| Бискау                               | 31 марта 1945      | 1 УФ: - 60 А — 336 сд 28 ск; 7 отд. гв. иптабр, 33 апабр; 183 габр 25 адп. | Верхне-Силезская наступательная операция                                                                             | | 31 марта 1945         |
| Бишофсталь                           | 23 января 1945     | 1 УФ: - 21 А — 2 гв. кд 1 гв. кк. | Верхне-Силезская наступательная операция                                                                             | | 23 января 1945        |
| Браунсберг                           | 20 марта 1945      | соединения 3 БФ: - 48 А - 29 ск в составе: 73 сд, 217 сд; 53 ск в составе: 17 сд, 194 сд; 5 иптабр, часть сил 13 иптабр, часть сил 68 апабр. - 1 ВА - часть сил 334 бад. | Хейльсбергский треугольник (Восточно-Прусская операция (1945))                                                       | | 20 марта 1945         |
| Бреслау                              | 6 мая 1945         | соединения 1 УФ: - 6 А - 22 ск в составе: 273 сд, 112 сд, 181 сд, 135 сд; 74 ск в составе: 294 сд, 359 сд, 309 сд, 218 сд; 77 УР; 87 отд. гв. ттп у 222 отд. тп, 349 гв. тсап, 374 гв. тсап; 31 адп в составе: 187 лабр, 191 габр, 194 тгабр, 164 габр БМ, 38 гв. минбр, 35 минбр, 51 тминбр; 3 гв. минд в составе: 15 гв. минбр, 18 гв. минбр, 32 гв. минбр; 25 гв. габр БМ 3 адп, 159 апабр; 71 зенад; 62 отд. исбр. - 2 ВА - 1 гв. шак в составе: 9 гв. шад, 12 гв. шад; 3 шак в составе: 307 шад, 308 шад, 181 над; 5 иак в составе: 8 гв. иад, 256 иад; 23 гв. иад 6 гв. иак; 4 бак в составе: 202 бад, 219 бад; 6 гв. бак в составе: 1 гв. бад, 8 гв. бад; 208 нббад. - 18 ВА - 4 гв. бак в составе: 14 гв. бад, 15 гв. бад, 53 бад, 54 бад. | в результате уничтожения группировки противника, окруженной в ходе Нижне-Силезской операции                          | Бреславльские: 56 иад, 340 бап. | 7 мая 1945            |
| Бриг                                 | 6 февраля 1945     | 1 УФ: - 5 гв. А — 78 гв. сд 33 гв. ск. - 21 А — 128 сд 118 ск; 26 отд. гв. ттп. | наступление в Верхней Силезии                                                                                        | | 6 февраля 1945        |
| Бублиц                               | 27 февраля 1945    | 2 БФ: - 19 А — 3 гв. тк в составе: 18 гв. тбр, часть сил 2 гв. мсбр, 1436 сап. | Восточно-Померанская операция                                                                                        | | 27 февраля 1945       |
| Бунцлау                              | 12 февраля 1945    | 1 УФ: - 52 А — 31 сд 78 ск. - 3 гв. ТА — 7 гв. тк в составе: 54 гв. тбр, 55 гв. тбр, 23 гв. мсбр. | Нижне-Силезская наступательная операция                                                                              | | 12 февраля 1945       |
| Буско-Здруй                          | 13 января 1945     | соединения 1 УФ: - 5 гв. А - 9 гв. вдд 33 гв. ск; часть сил 13 гв. сд 32 гв. ск; 100 тбр 31 тк; 349 гв. тсап; 3 адп в составе: 5 пабр, 15 лабр, 116 тгабр, 15 гв. минбр. | Сандомирско-Силезская операция                                                                                       | | 13 января 1945        |
| Быдгощ                               | 23 января 1945     | соединения 1 БФ: - 2 гв. ТА - 9 гв. тк в составе: 47 гв. тбр, 65 гв. тбр, 341 гв. сап, 369 гв. сап. - 2 гв. кк в составе: 4 гв. кд, 17 гв. кд. | Варшавско-Познанская операция                                                                                        | 274 гв. лап и 1319 пап. | 23 января 1945        |
| Бютов                                | 8 марта 1945       | соединения 2 БФ: - 70 А - 96 ск в составе: часть сил 38 гв. сд, 165 сд, 369 сд; 26 ад в составе: 75 лабр, 77 габр, 56 пабр; 19 иптабр. - 4 ВА - 327 бад 5 бак. | Восточно-Померанская операция                                                                                        | | 8 марта 1945          |
| Бялобжеги                            | 16 января 1945     | 1 БФ: - 5 Уд. А — часть сил 416 сд 32 ск. | Варшавско-Познанская операция                                                                                        | | 16 января 1945        |
| Вадовице                             | 27 января 1945     | 4 УФ: - 38 А — 52 ск в составе: 241 сд, 121 сд; 305 сд 101 ск; 31 гв. тбр, 42 гв. ттбр, 1511 сап; 3 иптабр, 3 кабр. | Западно-Карпатская операция                                                                                          | | 27 января 1945        |
| Вангерин                             | 3 марта 1945       | 1 БФ: - 3 Уд. А — часть сил 265 сд 7 ск. | Восточно-Померанская операция                                                                                        | | 4 марта 1945          |
| Варка                                | 16 января 1945     | 1 БФ: - 61 А — 212 сд 80 ск. | Варшавско-Познанская операция                                                                                        | | 16 января 1945        |
| Варшава                              | 17 января 1945     | соединения 1 БФ: - 1 А ВП - 2-я польская пд, 6-я польская пд; 1 отд. польская кбр; 1-я польская тбр, 13-й польский сап; 1 отд. польская пабр, 2-я польская габр, 3-я польская габр, 4 иптабр, 5 пабр; 1-я польская исбр. - 47 А - 77 ск в составе: 185 сд, 328 сд; 1204 сап; 18 исбр. - 61 А - 89 ск в составе: 23 сд, 311 сд, 397 сд; 11 гв. ттбр, 85 отд. тп, 1811 сап; 136 пабр. - 2 гв. ТА - 9 гв. тк в составе: 47 гв. тбр, 50 гв. тбр, 65 гв. тбр, 33 гв. мсбр; 12 гв. тк в составе: 48 гв. тбр, 49 гв. тбр; 341 гв. тсап; 198 отд. лабр; 24 зенад; 18 минжбр. - 16 ВА - 6 шак в составе: 197 шад, 198 шад. | Варшавско-Познанская операция                                                                                        | соединения 89 ск, 60 сд, 76 сд, 132 сд, 328 сд, 257 сп, 282 сп, 635 сп, 5 отд. гв. мцп, 57 отд. мцб, 48 гв. тбр, 49 гв. тбр, 3 тп, 4 тп, 6 отд. гв. ттп, 9 тп, 341 гв. тсап, 1204 сап, 1416 сап, 1892 сап, 31 д-ну бепо, 3 отд. гв. иптабр, 10 пабр, 59 пабр, 198 отд. лабр, 163 аиптап, 283 гв. лап, 287 ап, 373 ап, 695 ап, 1298 ап, 86 гв. минп, 226 гв. минп, 234 гв. минп, 126 отд. гв. миндн, 24 зенад, 31 зенад, 18 минжбр, 4 отд. гв. минжб, 13 отд. мпомб, 19 отд. мостсб, 95 отд. мостсб, 120 исб, 131 отд. мпомб, 138 исб, 141 отд. мостсб, 144 отд. мостсб, 155 отд. дорсб, 206 отд. дорсб, 413 отд. дорсб, 417 отд. дорсб, 70 всо, 31 обхз, 33 обхз, 77 обхз, 185 отд. гв. бс, 224 обс, 245 олбс, 394 орад, 435 олбс, 647 обс, 966 обс, 11 пс НКВД, 1 гв. ждбр, 29 ждбр, 198 шад, 45 гв. пбап, 127 иап, 165 иап, 765 шап; 2-й польской пд, 1 отд. польской кбр, 1 отд. польскому мрб, 1-й польской тбр, 13-му польскому сап, 1 отд. польской пабр, 3-й польской габр, 1-й польской исбр, 3-му польскому мостсб, 6 отд. польскому мпомб, 7-му польскому минжб. | 17 января 1945        |
| Велюнь                               | 19 января 1945     | 1 УФ: - 52 А — 254 сд 73 ск; 171 габр и часть сил 168 лабр 4 адп. - 3 гв. ТА — 53 гв. тбр 6 гв. тк; 55 гв. тбр 7 гв. тк. | Сандомирско-Силезская операция                                                                                       | |                       |
| Вилленберг                           | 23 января 1945     | 2 БФ: - 3 А — 283 сд 41 ск; 66 отд. гв. ттп, 1294 сап. | Млавско-Эльбингская операция                                                                                         | | 23 января 1945        |
| Висьлица                             | 13 января 1945     | 1 УФ: - 60 А — часть сил 302 сд 28 ск, - 5 гв. А — 4 гв. тк в составе: 14 гв. тбр, часть сил 3 гв. мсбр, 29 отд. гв. ттп, 293 гв. сап, 298 гв. сап. | Сандомирско-Силезская операция                                                                                       | | 13 января 1945        |
| Влоцлавек                            | 20 января 1945     | 1 БФ: - 2 гв. ТА — 65 гв. тбр 9 гв. тк. | Варшавско-Познанская операция                                                                                        | | 20 января 1945        |
| Вольденберг                          | 28 января 1945     | 1 БФ: - 2 гв. ТА — 5 отд. гв. мцп. | Варшавско-Познанская операция                                                                                        | | 29 января 1945        |
| Вормдитт                             | 15 февраля 1945    | 3 БФ: - 3 А — 152 УР. | Хейльсбергский треугольник (Восточно-Прусская операция (1945))                                                       | | 17 февраля 1945       |
| Гайнау                               | 10 февраля 1945    | 1 УФ: - 52 А — часть сил 373 сд 78 ск. - 3 гв. ТА — 70 мбр и 1295 сап 9 мк. | Нижне-Силезская наступательная операция                                                                              | | 11 февраля 1945       |
| Гдыня                                | 28 марта 1945      | соединения 2 БФ: - 70 А - 96 ск в составе: 38 гв. сд, 369 сд, 1890 сап; 26 ад 3 акп в составе: 56 пабр, 75 лабр, 77 габр; 19 иптабр, 4 гв. минбр. - 19 А - 134 ск в составе: 313 сд, 310 сд; 132 ск в составе: 27 сд,, 205 сд, 272 сд, 1525 сап; 40 гв. ск в составе: 10 гв. сд, 102 гв. сд; 7 отд. гв. ттп, 108 сап, 342 гв. тсап, 1531 сап; 3 акп: 1 адп в составе: 156 тгабр, 166 лабр, 167 габр, 9 тминбр, 41 минбр; 18 адп в составе: 58 габр, 42 минбр, 120 габр БМ; 4 гв. минд в составе: 7 гв. минбр, 31 гв. минбр; 27 иптабр, 44 иптабр, 204 апабр; 12 исбр, 41 минжбр. - 1 гв. ТА - 11 гв. тк в составе: 40 гв. тбр, 44 гв. тбр, 45 гв. тбр, 1-я польская тбр, 862 гв. тсап, 399 гв. сап, 1454 сап. - 4 ВА - 4 шак в составе: 196 шад, 199 шад; 269 иад, 325 ибад. | Восточно-Померанская операция                                                                                        | 27 сд, 205 сд, 35 гв. сп, 314 гв. сп, 329 гв. сп, 1227 сп, 1531 сап, 133 отд. садн, 56 пабр, 77 габр, 29 гв. пап, 88 гв. ап, 289 гв. иптап, 398 лап, 418 гв. ап, 421 гап, 608 ап, 751 лап, 1220 гап, 1968 иптап, 5 отд. гв. радн, 199 отд. иптадн, 268 арм. минп, 409 минп, 532 минп, 186 арм. зенап, 41 минжбр, 43 отд. гв. сапб, 236 исб, 13 отд. дэб, 101 отд. дэб, 114 опс, 48 гв. обс, 305 обс, 384 олбс, 535 олбс, 817 обс, 908 обс, 594 шап, 657 шап, 218 погран. полку войск НКВД, 219 погран. полку войск НКВД. | 28 марта 1945         |
| Гинденбург                           | 26 января 1945     | соединения 1 УФ: - 21 А - 282 сд 118 ск; 31 тк в составе: 237 тбр, 242 тбр, 65 мсбр, 1442 сап; 26 отд. гв. ттп; 32 гв. минбр 3 гв. минд. - 2 ВА - часть сил 1 гв. бад 6 гв. бак; 1 гв. шак в составе: 8 гв. шад, 9 гв. шад, 12 гв. иад; часть сил 23 гв. иад 6 гв. иак. | Сандомирско-Силезская операция                                                                                       | | 26 января 1945        |
| Глейвиц                              | 24 января 1945     | 1 УФ: - 21 А — 128 сд 118 ск; 31 тк в составе: 100 тбр, 242 тбр, 65 мсбр, 367 гв. тсап, 722 лсап, 1442 сап. | Сандомирско-Силезская операция                                                                                       | | 25 января 1945        |
| Глогау                               | 1 апреля 1945      | соединения 1 УФ: - 3 гв. А - 329 сд, 389 сд, часть сил 197 сд; 25 тк в составе: 111 тбр, 162 тбр, 262 гв. тсап, 938 сап; 40 гв. пабр; 163 габр БМ и 30 гв. минбр 4 адп; часть сил 92 тгабр и 108 габр БМ 17 адп; 53 исбр. - 2 ВА - 1 гв. бад 6 гв. бак; 2 гв. шак в составе: 5 гв. шад, 6 гв. шад, 11 гв. иад; 8 гв. шад 1 гв. шак; 2 иак в составе: часть сил 7 гв. иад, 322 иад. | в результате уничтожения группировки противника, окруженной в ходе Нижне-Силезской операции                          | | 1 апреля 1945         |
| Гневен                               | 22 января 1945     | 1 ВФ: - 1 гв. ТА — 44 гв. тбр и 1454 сап 11 гв. тк. | Варшавско-Познанская операция                                                                                        | 100 гв. сп, 137 гв. сп, 172 гв. сп, 350 лап, 59 гв. минп, 265 гв. минп, 256 гв. зенап, 257 гв. зенап, 263 гв. зенап, 273 гв. зенап, 358 гв. зенап. | 22 января 1945        |
| Голлнов                              | 7 марта 1945       | соединения 1 БФ: - 3 Уд. А - 12 гв. ск в составе: 33 сд, часть сил 23 гв. сд; часть сил 21 лабр 6 адп. - 2 гв. ТА - 12 гв. тк в составе: 48 гв. тбр, 49 гв. тбр, 66 гв. тбр, 34 гв. мсбр, 79 отд. гв. ттп; 9 гв. тк в составе: 47 гв. тбр, часть сил 33 гв. мсбр; часть сил 3 гв. иптабр. | Восточно-Померанская операция                                                                                        | | 7 марта 1945          |
| Гольдберг                            | 14 февраля 1945    | 1 УФ: - 3 гв. ТА — 56 гв. тбр 7 гв. тк; 16 сабр. | Нижне-Силезская наступательная операция                                                                              | | 14 февраля 1945       |
| Горлице                              | 17 января 1945     | 4 УФ: - 38 А — 67 ск в составе: 241 сд, часть сил 305 сд; 3 иптабр. | Западно-Карпатская операция                                                                                          | 264 сп, 383 сп, 410 сп, 887 сп, 1000 сп, 1140 сп, 3 иптабр, 297 ап, 829 ап, 830 ап, 911 ап, 1010 ап, 223 зенап, 276 арм. минп, 39 исбр, 658 обс, 979 обс, 561 орад ОСНАЗ. | 19 января 1945        |
| Гостынин                             | 19 января 1945     | 1 БФ: - 2 гв. ТА — 50 гв. тбр и 341 гв. сап 9 гв. тк. | Варшавско-Познанская операция                                                                                        | | 19 января 1945        |
| Грайфенберг                          | 5 марта 1945       | 1 БФ: - 2 гв. ТА — 5 отд. гв. мцп. | Восточно-Померанская операция                                                                                        | | 6 марта 1945          |
| Гротткау                             | 5 февраля 1945     | 1 УФ: - 21 А — 229 сд 55 ск: 31 тк в составе: 100 тбр, 242 тбр, 65 мсбр, 367 гв. тсап, 722 лсап. | наступление в Верхней Силезии                                                                                        | | 6 февраля 1945        |
| Грудзёндз                            | 6 марта 1945       | соединения 2 БФ: - 2 Уд. А - 98 ск в составе: 37 гв. сд, 142 сд, 381 сд; 46 отд. гв. тп; 3 тгабр и 21 габр 23 адп; 120 габр 18 адп; 121 габр БМ 2 адп. - 4 ВА - 230 шад, 233 шад, 260 шад, 332 шад, 229 иад. | Восточно-Померанская операция                                                                                        | 142 сд, 46 отд. гв. тп, 120 габр, 36 обро. | 6 марта 1945          |
| Груйец                               | 16 января 1945     | 1 БФ: - 2 гв. ТА — ПО 9 гв. тк в составе: 47 гв. тбр, 369 гв. сап. | Варшавско-Познанская операция                                                                                        | | 16 января 1945        |
| Грюнберг                             | 14 февраля 1945    | 1 УФ: - 3 гв. А — 253 сд 21 ск; 92 тгабр 17 адп; 12 минбр 13 адп. | Нижне-Силезская наступательная операция                                                                              | | 15 февраля 1945       |
| Гуттентаг                            | 21 января 1945     | 1 УФ: - 5 гв. А — 58 гв. сд 34 гв. ск; 1 габр 3 одп. | Сандомирско-Силезская операция                                                                                       | | 21 января 1945        |
| Гюльцов                              | 5 марта 1945       | 1 БФ: - 2 гв. ТА — 9 гв. тк в составе: 50 гв. тбр, 33 гв. мсбр. | Восточно-Померанская операция                                                                                        | | 6 марта 1945          |
| Данциг                               | 30 марта 1945      | соединения 2 БФ: - 2 Уд. А - 108 ск в составе: 46 сд, 90 сд, 372 сд; 98 ск в составе: 281 сд, 142 сд, 381 сд; 116 ск в составе: 326 сд, 321 сд; 8 гв. тк в составе: 59 гв. тбр, 60 гв. тбр, 28 гв. мсбр, 62 отд. гв. ттп, 301 гв. сап, 1817 сап; 30 гв. тбр, 46 отд. гв. тп, 95 отд. гв. ттп, 1196 сап, 1297 сап, 1476 сап; 1 иптабр, 2 кабр, 4 иптабр, 81 апабр; 1 гв. шисбр. - 65 А - 105 ск в составе: 354 сд, 193 сд, 44 гв. сд; 46 ск в составе: 186 сд, 108 сд, 413 сд; 18 ск в составе: 69 сд, 15 сд, 37 гв. сд; 8 мк в составе: 66 мбр, 67 мбр, 68 мбр, 116 тбр, 86 отд. гв. ттп; 80 отд. гв. ттп, 251 отд. тп, 66 гв. сабр, 922 сап, 925 сап, 999 сап, 1495 сап; 23 адп в составе: 21 гв. габр БМ, 38 табр, 79 лабр, 96 тгабр, 112 габр БМ, 28 минбр; 15 иптабр, 147 апабр, 19 минбр; 1 шисбр, 14 исбр. - 49 А - 70 ск в составе: 238 сд, 139 сд, 330 сд; 121 ск в составе: 199 сд, 200 сд, 380 сд; 1 гв. тк в составе: 16 гв. тбр, 17 гв. тбр, 38 отд. гв. тбр, 1 гв. мсбр, 1001 сап; 1-я польская тбр, 1819 сап, 1826 сап; 2 адп в составе: 10 гв. габр, 16 гв. пабр, 20 лабр, 48 гв. тгабр, 121 габр БМ, 5 минбр; 3 шисбр, 11 исбр. - 70 А - 47 ск в составе: 136 сд, 71 сд; 3 гв. тк в составе: 3 гв. тбр, 19 гв. тбр, 2 гв. мсбр, 1496 сап; 375 гв. тсап, 1436 сап, 1898 сап; 19 иптабр, 148 апабр, 13 гв. минбр; 48 исбр. - 4 ВА - 230 шад, 233 шад, 260 шад, 332 шад; 215 иад, 229 иад, 309 иад, часть сил 323 иад, 329 иад: 327 бад 5 бак, 325 нбад. - 18 ВА - 1 гв. бак в составе: 11 гв. бад, 36 бад, 48 бад; 2 гв. бак в составе: 2 гв. бад, 7 гв. бад, 13 гв. бад; 14 гв. бад, 4 гв. бак, 45 бад. | Восточно-Померанская операция                                                                                        | соединения 47 ск, 2 гв. мсбр, 47 сп, 74 сп, 109 гв. сп, 131 сп, 133 гв. сп, 239 гв. сп, 269 сп, 298 сп, 303 сп, 314 сп, 407 сп, 408 сп, 461 сп, 883 сп, 1097 сп, 1113 сп, 1201 сп, 1259 сп, 1295 сп, 1320 сп, 13 отд. гв. мцб; 3 гв. тбр, 38 отд. гв. тбр, 95 отд. гв. ттп, 375 гв. тсап, 1436 сап, 1819 сап, 1826 сап, 54 лап, 141 иптап, 166 лап, 228 гв. гап, 439 иптап, 479 гап, 1072 лап, 109 минп, 252 минп, 43 отд. гв. миндн, 803 арм. зенап, 836 зенап, 1265 зенап, 1359 зенап, 1585 зенап, 1 отд. шисб, 2 отд. гв. шисб, 17 ооб, 104 отд. мпомб, 143 отд. минжб, 149 исб, 154 отд. сапб, 167 исб, 238 исб, 462 отд. сапб, 360 олбс, 1006 обс, 475 отд. кшр, 476 отд. кшр, 327 бад, 214 шап, 553 отд. арм. аэ, 273 сп внутр. войск НКВД, 332 погран. полку войск НКВД. | 30 марта 1945         |
| Дейч-Кроне                           | 11 февраля 1945    | соединения 1 БФ: - 47 А -125 ск в составе: 76 сд, часть сил 175 сд; 129 ск в составе: 143 сд, часть сил 260 сд; 22 адп в составе: 13 лабр, 97 тгабр, 41 гв. минбр. | в результате уничтожения окруженной группировки противника (Восточно-Померанская операция)                           | | 11 февраля 1945       |
| Дейч-Эйлау                           | 22 января 1945     | соединения 2 БФ: - 2 Уд. А - 108 ск в составе: часть сил 372 сд, часть сил 46 сд; 8 гв. тк в составе: 58 гв. тбр, часть сил 59 гв. тбр, 62 отд. гв. ттп, 301 гв. сап, 1817 сап; 46 отд. гв. ттп, 1476 сап. - 5 гв. ТА - 29 тк в составе: 32 тбр, 53 мсбр. | Млавско-Эльбингская операция                                                                                         | | 22 января 1945        |
| Дембица                              | 23 августа 1944    | соединения 1 УФ: - 5 гв. А - 4 гв. тк в составе: 12 гв. тбр, 3 гв. мсбр; часть сил 78 гв. сд 33 гв. ск. - 60 А - 322 сд 28 ск, 336 сд 15 ск; 22 минбр и 50 габр 17 адп. | Львовско-Сандомирская операция                                                                                       | 28 гв. вдсп, 225 гв. сп, 823 сп, 1132 сп, 158 гв. ап, 645 аиптап, 865 ап, 909 ап, 998 пап, 1593 аиптап, 41 отд. исб, 76 отд. минжб, 603 отд. исб, 413 обс, 38 бап, 91 иап, 797 бап. | 23 августа 1944       |
| Демблин                              | 25 июля 1944       | соединения 1 БФ: - 2 ТА - 16 тк в составе: 107 тбр, 15 мсбр, 109 тбр, 164 тбр, 6 отд. гв. ттп, 1239 сап, 1441 сап; 41 иптабр. - 6 ВА - 193 иад 13 иак. АДД - 3 гв. ак дд в составе: 3 гв. ад дд, 7 гв. ад дд. | Люблин-Брестская операция                                                                                            | 170 гв. сп, 51 отд. мцб, 6 отд. гв. ттп, 1239 сап, 1441 сап, 128 гв. ап, 1960 иптап, 1721 зенап, 1979 зенап, 1983 зенап, 1991 зенап, 201 отд. минжб, 205 отд. сапб, 9 опс, 689 обс, 193 иад, 197 шад, 591 отд. арм. аэ. | 26 июля 1944          |
| Диршау                               | 11 марта 1945      | 2 БФ: - 2 Уд. А — 153 УР. | Восточно-Померанская операция                                                                                        | | 12 марта 1945         |
| Домброва-Гурне                       | 27 января 1945     | соединения 1 УФ: - 59 А - 43 ск в составе: 13 сд, 80 сд; 952 сап; 127 апабр. - 21 А - 285 сд 55 ск. - 2 ВА - 3 шак в составе: часть сил 308 шад, часть сил 181 иад. | Сандомирско-Силезская операция                                                                                       | Домбровские: 13 сд, 285 сд, 127 апабр, 88 ап, 178 исб, 912 отд. сапб, 53 иап, 892 олбс. | 27 января 1945        |
| Драмбург                             | 4 марта 1945       | 1 БФ: - 1 А ВП — 4-я польская пд. - 3 Уд. А — 146 сд 7ск. - 1 гв. ТА — часть сил 8 мсбр 9 тк. | Восточно-Померанская операция                                                                                        | | 4 марта 1945          |
| Дренгфурт                            | 27 января 1945     | 3 БФ: - 31 А — 71 ск в составе: 220 сд, часть сил 88 сд; 337 гв. тсап, 959 сап; часть сил 140 апабр. | Инстербургско-Кёнигсбергская операция                                                                                | | 27 января 1945        |
| Дризен                               | 29 января 1945     | 1 БФ: - 5 Уд. А — часть сил 60 гв. сд 32 ск. | Варшавско-Познанская операция                                                                                        | | 29 января 1945        |
| Едвабно                              | 21 января 1945     | 2 БФ: - 3 А — часть сил 290 сд 35 ск. | Млавско-Эльбингская операция                                                                                         | | 21 января 1945        |
| Едлинск                              | 16 января 1945     | 1 БФ: - 8 гв. А — часть сил 47 гв. сд 4 гв. ск. - 1 гв. ТА — часть сил 21 гв. мбр 8 гв. мк. | Варшавско-Познанская операция                                                                                        | | 16 января 1945        |
| Ёльс                                 | 25 января 1945     | 1 УФ: - 52 А — 73 ск в составе: 50 сд, 294 сд. | Сандомирско-Силезская операция                                                                                       | | 25 января 1945        |
| Заальфельд                           | 23 января 1945     | 2 БФ: - 2 Уд. А — часть сил 372 сд 108 ск; часть сил 30 гв. тбр. - 5 гв. ТА — 31 тбр 29 тк. | Млавско-Эльбингская операция                                                                                         | | 23 января 1945        |
| Зволень                              | 14 января 1945     | 1 БФ: - 69 А — 77 гв. сд 25 ск; 68 тбр, 1205 сап; часть сил 32 габр 12 адп. | Варшавско-Познанская операция                                                                                        | | 16 января 1945        |
| Зольдау                              | 19 января 1945     | 2 БФ: - 5 гв. ТА — 29 тк в составе: 25 тбр, 31 тбр, 32 тбр, 53 мсбр, 365 гв. тсап, 1223 сап, 1446 сап. | Млавско-Эльбингская операция                                                                                         | | 19 января 1945        |
| Зоммерфельд                          | 13 февраля 1945    | 1 УФ: - 4 ТА — 6 гв. мк в составе: 16 гв. мбр, 49 мбр; 112 сд. | Нижне-Силезская наступательная операция                                                                              | | 15 февраля 1945       |
| Зорау                                | 13 февраля 1945    | 1 УФ: - 4 ТА — 10 гв. тк в составе: 61 гв. тбр, 62 гв. тбр, 29 гв. мсбр. | Нижне-Силезская наступательная операция                                                                              | | 15 февраля 1945       |
| Зюльц                                | 18 марта 1945      | 1 УФ: - 21 А — часть сил 120 сд 117 ск. | Верхне-Силезская наступательная операция                                                                             | | 22 марта 1945         |
| Илжа                                 | 16 января 1945     | 1 БФ: - 33 А — ПО 95 сд 38 ск. | Варшавско-Познанская операция                                                                                        | | 16 января 1945        |
| Иновроцлав                           | 21 января 1945     | 1 БФ: - 2 гв. ТА — 12 гв. тк в составе: 34 гв. мсбр, 49 гв. тбр, 66 гв. тбр, 387 гв. сап. | Варшавско-Познанская операция                                                                                        | | 22 января 1945        |
| Калиш                                | 23 января 1945     | соединения 1 БФ: - 33 А - 222 сд 62 ск, часть сил 383 сд 16 ск. - 7 гв. кк в составе: 14 гв. кд, 15 гв. кд, 1816 сап. - 9 тк - 8 мсбр. | Варшавско-Познанская операция                                                                                        | 16 ск и 708 обс. | 24 января 1945        |
| Каммин                               | 6 марта 1945       | 1 БФ: - 2 гв. ТА — 65 гв. тбр 9 гв. тк. | Восточно-Померанская операция                                                                                        | | 6 марта 1945          |
| Кант                                 | 9 февраля 1945     | 1 УФ: - 6 А — 7 гв. мк в составе: 24 гв. мбр, 26 гв. мбр, 57 гв. тбр, 1820 сап. | Нижне-Силезская наступательная операция                                                                              | | 11 февраля 1945       |
| Карльсмаркт                          | 22 января 1945     | 1 УФ: - 3 гв. ТА — 52 гв. тбр 6 гв. тк. | Сандомирско-Силезская операция                                                                                       | | 11 февраля 1945       |
| Картхауз                             | 10 марта 1945      | 2 БФ: - 49 А — 70 ск в составе: 385 сд, часть сил 238 сд; 1819 сап; 48 гв. тгабр 2 адп. | Восточно-Померанская операция                                                                                        | | 10 марта 1945         |
| Катовице                             | 28 января 1945     | соединения 1 УФ: - 59 А - 245 сд 115 ск, 314 сд 43 ск; 4 гв. тк в составе: 12 гв. тбр, 13 гв. тбр, 14 гв. тбр, 3 гв. мсбр, 29 отд. гв. ттп, 293 гв. сап, 298 гв. сап; 806 сап. - 2 ВА - часть сил 1 гв. бад 6 гв. бак, часть сил 208 нббад; 3 шак в составе: часть сил 307 шад, часть сил 181 иад; часть сил 23 гв. иад 6 гв. иак. | Сандомирско-Силезская операция                                                                                       | | 28 января 1945        |
| Кельце                               | 15 января 1945     | соединения 1 УФ: - 3 гв. А - 389 сд 76 ск; 150 тбр; 13 адп в составе: 88 тгабр, 91 тгабр. - 13 А -102 ск в составе: 172 сд, часть сил 121 гв. сд; 26 отд. гв. ттп, 372 гв. сап; 1 гв. адп в составе: 3 гв. лабр, 98 тгабр; 16 тминбр. - 2 ВА - 208 нббад; часть сил 8 гв. бад 6 гв. бак; часть сил 219 бад 4 бак. | Сандомирско-Силезская операция                                                                                       | 329 сд, 389 сд, 340 гв. сп, 747 сп; 62 гв. тбр, 29 отд. тп, 88 отд. тп, 91 отд. итп, 938 сап, 262 гв. тсап, 1451 сап, 16 тминбр, 200 отд. лабр, 134 ап, 200 гв. лап, 556 гап, 1034 ап, 240 минп, 2003 зенап, 2007 зенап, 47 обро, 48 исб, 107 отд. мшисб, 240 отд. исб, 125 опс, 167 олбс, 445 олбс, 2 отд. полку специальной службы. | 15 января 1945        |
| Керлин                               | 4 марта 1945       | 1 БФ: - 1 гв. ТА — часть сил 20 гв. мбр 8 гв. мк. | Восточно-Померанская операция                                                                                        | | 4 марта 1945          |
| Кёзлин                               | 4 марта 1945       | 2 БФ: - 19 А — 310 сд 134 ск; 3 гв. тк в составе: 2 гв. мсбр, 18 гв. тбр, часть сил 3 гв. тбр, 1496 сап; 1531 сап. | Восточно-Померанская операция                                                                                        | Померанские: 102 гв. сд, 272 сд, 1 адп, 27 отд. иптабр, 80 тгабр, 18 гв. минп, 65 зенад, 149 иап, 263 иап, 480 орад ОСНАЗ. | 4 марта 1945          |
| Козель                               | 18 марта 1945      | 1 УФ: - 59 А — 314 сд 43 ск. | Верхне-Силезская наступательная операция                                                                             | | 22 марта 1945         |
| Козенице                             | 15 января 1945     | 1 БФ: - 69 А — 364 сд. | Варшавско-Познанская операция                                                                                        | | 16 января 1945        |
| Коло                                 | 20 января 1945     | соединения 1 БФ: - 5 Уд. А - арм. подвижный отряд в составе: 1006 сп 266 сд, 220 тбр, 89 отд. гв. ттп. - 1 гв. ТА - 21 гв. мбр 8 гв. мк, 64 гв. тбр, 11 отд. гв. ттп. | Варшавско-Познанская операция                                                                                        | | 20 января 1945        |
| Кольберг                             | 18 марта 1945      | соединения 1 БФ: - 1 А ВП - 3-я польская пд, 4-я польская пд, 6-я польская пд; 4 отд. польский ттп; 2-я польская габр, 3-я польская габр, 5-я польская тгабр, 6 гв. минбр; 1-я польская исбр. - 1 гв. ТА - 11 гв. тк в составе: 45 гв. тбр, 362 гв. тсап. | Восточно-Померанская операция                                                                                        | 5-му польскому пп, 7-му польскому пп, 12-му польскому пп, 16-му польскому пп, 8 отд. польскому исб, 9 отд. польскому исб, 1 отд. польскому атб, 2 отд. польскому атб. | 18 марта 1945         |
| Крайцбург                            | 21 января 1945     | 1 УФ: - 5 гв. А — 95 гв. сд 32 гв. ск; 5 пабр 3 адп. | Сандомирско-Силезская операция                                                                                       | | 21 января 1945        |
| Краков                               | 19 января 1945     | соединения 1 УФ: - 59 А - 115 ск в составе: 92 сд, 135 сд, 245 сд; 4 гв. тк в составе: 12 гв. тбр, 13 гв. тбр, 14св. тбр, 3 гв. мсбр, 29 отд. гв. ттп; 17 адп в составе: 37 лабр, 39 пабр, 50 габр, 92 тгабр; 37 зенад; 22 исбр. - 60 А - 28 ск в составе: 322 сд, 107 сд; 302 сд 15 ск; 152 тбр, 59 отд. тп, 368 гв. сап; 31 адп в составе: 164 габр БМ, 187 лабр, 191 габр, 194 тгабр, 35 минбр, 38 гв. минбр, 51 тминбр; 7 гв. иптабр, 33 пабр; 23 зенад; 59 исбр. - 2 ВА - 3 шак в составе: 307 шад, 308 шад, 181 иад; 5 иак в составе: 8 гв. иад, 256 иад; 23 гв. иад 6 гв. иак; 4 бак в составе: 202 бад, 219 бад; 6 гв. бак в составе: 1 гв. бад, 8 гв. бад. | Сандомирско-Силезская операция                                                                                       | 92 сд, 135 сд, 504 сп, 827 сп, 898 сп, 994 сп, 854 ап, 1408 зенап, 1412 зенап, 22 исбр, 44 отд. исб, 76 отд. шисб, 466 олбс, 642 олбс, 863 орад, 75-му геодезическому отряду, 308 шад, 6 бап, 18 бап, 69 гв. иап, 81 гв. бап, 88 гв. иап, 104 гв. иап, 3 отд. пс НКВД. | 19 января 1945        |
| Краппитц                             | 19 марта 1945      | 1 УФ: - 59 А — часть сил 80 сд 43 ск. | Верхне-Силезская наступательная операция                                                                             | | 22 марта 1945         |
| Крулевска-гута                       | 28 января 1945     | 1 УФ: - 21 А — 55 ск в составе: 285 сд, часть сил 229 сд. - 2 ВА — часть сил 1 гв. бад 6 гв. бак. | Сандомирско-Силезская операция                                                                                       | | 28 января 1945        |
| Кутно                                | 19 января 1945     | 1 БФ: - 2 гв. ТА — 1 мк в составе: 35 мбр, 37 мбр, 219 тбр, 1822 сап. | Варшавско-Познанская операция                                                                                        | | 19 февраля 1945       |
| Кюстрин                              | 12 марта 1945      | соединения 1 БФ: - 5 Уд. А - 32 ск в составе: 295 сд, 416 сд; 89 отд. гв. ттп; 14 адп в составе: 169 лабр, 172 габр, 176 тгабр, 6 гв. минбр, 21 тминбр, 24 минбр; 124 габр БМ 6 адп; 44 арм. гв. пабр; часть сил 17 шисбр. - 8 гв. А - 4 гв. ск в составе: 35 гв. сд, часть сил 47 гв. сд; 394 гв. тсап, 694 сап, 1087 сап; 29 адп в составе: 183 габр, 186 габр, 26 тминбр, 36 гв. минбр; 100 габр БМ 5 адп; 38 иптабр, 43 арм. гв. пабр; 3 гв. зенад, 19 зенад; часть сил 2 шисбр. - 16 ВА - 9 шак в составе: 3 гв. шад, 300 шад; 3 бак в составе: 241 бад, 301 бад; 11 гв. шад, 1 гв. иад, 221 бад, 242 нбад. ДнВФл: часть сил 1 БРК, часть сил 2 БРК. | Восточно-Померанская операция                                                                                        | | 12 марта 1945         |
| Лабес                                | 3 марта 1945       | 1 БФ: - 3 Уд. А — часть сил 265 сд 7 ск. - 1 гв. ТА — 44 гв. тбр и 1454 сап 11 гв. тк. | Восточно-Померанская операция                                                                                        | | 4 марта 1945          |
| Лабишин                              | 21 января 1945     | 1 БФ: - 2 гв. ТА — 9 гв. тк в составе: 47 гв. тбр, часть сил 33 гв. мсбр, 369 гв. сап. | Варшавско-Познанская операция                                                                                        | | 22 января 1945        |
| Ландсберг                            | 21 января 1945     | соединения 1 УФ: - 52 А - часть сил 214 сд 78 ск. - 3 гв. ТА - часть сил 54 гв. тбр 7 гв. тк. | Сандомирско-Силезская операция                                                                                       | | 21 января 1945        |
| Ландсберг-ан-дер-Варте               | 31 января 1945     | соединения 1 БФ: - 5 Уд. А - 89 гв. сд 26 гв. ск; 32 ск в составе: часть сил 60 гв. сд, часть сил 295 сд; арм. подвижный отряд в составе: 1006 сп 266 сд, 220 тбр, 89 отд. гв. ттп. | Варшавско-Познанская операция                                                                                        | | 31 января 1945        |
| Ландсберг-ин-Обедшлайзен             | 2 февраля 1945     | 3 БФ: - 31 А — 88 сд 71 ск; часть сил 331 сд 44 ск. | Хейльсбергский треугольник (Восточно-Прусская операция (1945))                                                       | | 4 февраля 1945        |
| Лауенбург                            | 10 марта 1945      | 2 БФ: - 19 А -101 гв. сд 40 гв. ск; 3 гв. тк в составе: 18 гв. тбр, 19 гв. тбр, 1436 сап; 108 сап. - 4 ВА — часть сил 323 иад 8 иак. | Восточно-Померанская операция                                                                                        | | 10 мзрта 1945         |
| Ленчица                              | 19 января 1945     | 1 БФ: - 1 гв. ТА — 45 гв. тбр 11 гв. тк. | Варшавско-Познанская операция                                                                                        | | 19 января 1945        |
| Леобщютц                             | 24 марта 1945      | соединения 1 УФ: - 60 А - 28 ск в составе: 302 сд, 9-я пластунская сд; 1448 сап; 7 гв. иптабр, 33 апабр. - 59 А - часть сил 314 сд 93 ск. - 2 ВА - 23 гв. иад 6 гв. иак; 8 гв. бад 6 гв. бак. | Верхне-Силезская наступательная операция                                                                             | | 24 марта 1945         |
| Летцен                               | 26 января 1945     | 3 БФ: - 31 А — 352 сд 44 ск. | Инстербургско-Кёнигсбергская операция                                                                                | | 26 января 1945        |
| Лёвен                                | 4 февраля 1945     | 1 УФ: - 21 А — 55 ск в составе: часть сил 229 сд, часть сил 225 сд. | наступление в Верхней Силезии                                                                                        | | 6 февраля 1945        |
| Лигниц                               | 10 февраля 1945    | 1 УФ: - 52 А — 78 ск в составе: 214 сд, 373 сд. - 6 А — 22 ск в составе: 309 сд, 218 сд; 291 гв. сап. | Нижне-Силезская наступательная операция                                                                              | | 11 февраля 1945       |
| Ликк                                 | 23 января 1945     | 2 БФ: - 50 А — 153 сд 69 ск. | Млавско-Эльбингская операция                                                                                         | | 24 января 1945        |
| Лович                                | 18 января 1945     | 1 БФ: - 1 гв. ТА — 37 мбр и 1822 сап 1 мк; 44 гв. тбр и 1454 сап 11 гв. тк. - 2 гв. кк — часть сил 4 гв. кд. | Варшавско-Познанская операция                                                                                        | | 18 января 1945        |
| Лодзь                                | 19 января 1945     | соединения 1 БФ: - 8 гв. А - 29 гв. ск в составе: 74 гв. сд, 82 гв. сд; 11 гв. ттбр, 1504 сап; 182 лабр. - 33 А - 9 тк в составе: 23 тбр, 95 тбр, 108 тбр, 8 мсбр. - 69 А - 65 тбр и 50 отд. гв. ттп 11 тк. - 1 гв. ТА - 8 гв. мк в составе: 19 гв. мбр, 20 гв. мбр; 197 отд. лабр. - 16 ВА - 9 шак в составе: 3 гв. шад, 300 шад; часть сил 1 гв. иад; 3 бак в составе: часть сил 241 бад, часть сил 301 бад. - 18 ВА - 2 гв. бак в составе: 2 гв. бад, 13 гв. бад, часть сил 7 гв. бад. | Варшавско-Познанская операция                                                                                        | 29 гв. ск, 226 гв. сп, 227 гв. сп, 242 гв. сп, 269 гв. сп, 53 гв. кп, 19 гв. мбр, 90 отд. мцб, 36 отд. гв. ттп, 57 отд. тп, 516 отд. отп, 19 сабр, 1454 сап, 38 отд. иптабр, 169 лабр, 182 лабр, 197 отд. лабр, 198 отд. лабр, 147 гв. артминп, 303 гв. минп, 286 отд. гв. миндн, 4 гв. зенад, 216 зенап, 1733 зенап, 7 помбр, 1 мпомп, 19 ооб, 109 отд. сапб, 261 отд. исб, 262 отд. исб, 696 обс, 9 шак, 8 гв. дбап, 745 дбап, 62 отд. гв. авиационному полку ГВФ, 58 автп, 65 автп. | 19 января 1945        |
| Ломжа                                | 13 сентября 1944   | 2 БФ: - 3 А — 380 сд 121 ск. - 4 ВА — часть сил 325 нбад. | наступление на остроленковском направлении                                                                           | 364 сп, 1262 сп, 1268 сп, 1270 сп, 1291 сп, 7 отд. гв. ттп, 945 ап, 484 минп, 24 опс ВВС, 32 опс, 184 опс ВВС, 9 отд. авиационному полку ГВФ, 105 гв. иптап. | 13 сентября 1944      |
| Лукатц-Крейц                         | 28 января 1945     | 1 БФ: - 5 Уд. А — арм. подвижный отряд в составе: 1006 сп 266 сд, 220 тбр, 89 отд. гв. ттп. | Варшавско-Познанская операция                                                                                        | | 29 января 1945        |
| Лукув                                | 24 июля 1944       | 1 БФ: - КМГ — 2 гв. кк в составе: часть сил 17 гв. кд, часть сил 3 гв. кд; 11 тк в составе: 20 тбр, 36 тбр, часть сил 12 мсбр, 1461 сап. | Люблин-Брестская операция                                                                                            | | 31 июля 1944          |
| Любен                                | 9 февраля 1945     | соединения 1 УФ: - 13 А - 350 сд 24 ск; часть сил 117 гв. сд 102 ск; 1 гв. адп в составе: 1 гв. пабр, 2 гв. габр, 16 тминбр, 19 гв. минбр; 9 гв. иптабр, 39 гв. пабр. | Нижне-Силезская наступательная операция                                                                              | | 11 февраля 1945       |
| Люблин                               | 24 июля 1944       | соединения 1 БФ: - 8 гв. А - 28 гв. ск в составе: 79 гв. сд, 39 гв. сд, часть сил 88 гв. сд; 43 арм. гв. пабр. - 2 ТА - 8 гв. тк в составе: 28 гв. мсбр, 58 гв. тбр, 59 гв. тбр, 60 гв. тбр, 301 гв. сап, 1817 сап; 3 тк в составе: 50 тбр, 51 тбр, часть сил 103 тбр, 1107 сап, 1219 сап; 107 тбр 16 тк; 41 иптабр. - 6 ВА - 242 нбад. | Люблин-Брестская операция                                                                                            | 28 гв. ск, 112 гв. сп, 216 гв. сп, 59 гв. тбр, 62 отд. гв. ттп, 1107 сап, 1219 сап, 23 гв. лабр, 1070 аиптап, 11 минбр, 121 зенап, 90 отд. сапб, 6 шак, 6 сак, 242 нбад, 219 отд. апс. | 24 июля 1944          |
| Макув                                | 15 января 1945     | 2 БФ: - 48 А — 217 сд 29 ск; 881 сап. | Млавско-Эльбингская операция                                                                                         | | 17 января 1945        |
| Мариенбург                           | 26 января 1945     | 2 БФ: - 2 Уд. А — 372 сд 108 ск; 8 мк в составе: 66 мбр, 67 мбр, 68 мбр, 116 тбр, 86 отд. гв. ттп, 114 сап, 895 сап; 94 отд. гв. ттп. | Млавско-Эльбингская операция                                                                                         | 340 сп, 391 сп, 94 отд. гв. ттп, 11 отд. шисб, 961 обс. | 26 января 1945        |
| Массов                               | 7 марта 1945       | 1 БФ: - 61 А — часть сил 356 сд 80 ск; 4 гв. иптабр; 32 минбр 22 адп. | Восточно-Померанская операция                                                                                        | | 7 марта 1945          |
| Меве                                 | 7 марта 1945       | 2 БФ: - 2 Уд. А — 153 УР. | Восточно-Померанская операция                                                                                        | | 7 марта 1945          |
| Мезеритц                             | 30 января 1945     | 1 БФ: - 69 А — 370 сд 61 ск. | Варшавско-Познанская операция                                                                                        | | 31 января 1945        |
| Мельзак                              | 17 февраля 1945    | соединения 3 БФ: - 3 А - 35 ск в составе: 290 сд, 348 сд; часть сил 452 УР; часть сил 9 гв. минбр 7 гв. минд; часть сил 44 апабр, часть сил 47 иптабр, часть сил 29 тминбр. - 1 ВА - 129 иад, часть сил 1 гв. шад, 277 шад, 6 гв. бад, 213 нбад. | Хейльсбергский треугольник (Восточно-Прусская операция (1945))                                                       | | 17 февраля 1945       |
| Меркиш-Фридлянд                      | 10 февраля 1945    | 1 БФ: - 1 А ВП — 1-я польская пд, 2-я польская пд; 1-я польская тбр, 4 отд. польский ттп, 13-й польский сап; 2-я польская габр. | Восточно-Померанская операция                                                                                        | | 11 февраля 1945       |
| Миколув                              | 28 января 1945     | 1 УФ: - 3 гв. ТА — 91 тбр 9 мк. | Сандомирско-Силезская операция                                                                                       | | 28 января 1945        |
| Милич                                | 22 января 1945     | 1 УФ: - 4 ТА — 93 отд. тбр; 22 сабр 10 гв. тк. | Сандомирско-Силезская операция                                                                                       | | 23 января 1945        |
| Миньск-Мазовецки                     | 31 июля 1944       | 1 БФ: - 47 А — часть сил 260 сд 129 ск. - 2 ТА — 8 гв. тк в составе: 59 гв. тбр, 109 тбр. | Люблин-Брестская операция                                                                                            | | 31 июля 1944          |
| Млава                                | 18 января 1945     | 2 БФ: - 48 А — 170 сд и 1902 сап 42 ск. - 4 ВА — часть сил 329 иад; часть сил 132 бад 5 бак. | Млавско-Эльбингская операция                                                                                         | 34 обро, 277 дбап, 640 бап. | 19 января 1945        |
| Модлин                               | 18 января 1945     | 2 БФ: - 70 А — 47 ск в составе: 136 сд, ПО 71 сд. | Млавско-Эльбингская операция                                                                                         | Новогеоргиевские: 113 гв. сп, 342 сп, 412 сп, 562 сп, 343 ап, 378 аиптап, 136 гв. минп, 237 исб, 3 опс, 136 шап, 593 шап, 839 шап. | 18 января 1945        |
| Морунген                             | 23 января 1945     | 2 БФ: - 48 А — 137 сд 42 ск. - 5 гв. ТА — 10 тк в составе: 11 мсбр, 178 тбр, 727 сап; 381 гв. сап. | Млавско-Эльбингская операция                                                                                         | | 23 января 1945        |
| Мысловице                            | 27 января 1945     | 1 УФ: - 59 А — 286 сд 115 ск. - 2 ВА — 3 шак в составе: часть сил 307 шад, часть сил 181 иад. | Сандомирско-Силезская операция                                                                                       | | 27 января 1945        |
| Мюльхаузен                           | 24 января 1945     | 2 БФ: - 5 гв. ТА — 10 тк в составе: 183 тбр, 11 мсбр, 727 сап, 1450 сап. | Млавско-Эльбингская операция                                                                                         | | 26 января 1945        |
| Найденбург                           | 20 января 1945     | 2 БФ: - 5 гв. ТА — 10 тк в составе: 11 мсбр, 183 тбр, 727 сап, 1450 сап; 47 мбр, 376 гв. тсап; 201 лабр. - 4 ВА — часть сил 327 бад 5 бак. | Млавско-Эльбингская операция                                                                                         | | 21 января 1945        |
| Намслау                              | 22 января 1945     | 1 УФ: - 52 А — 373 сд 78 ск; часть сил 37 минбр 4 адп. - 3 гв. ТА — часть сил 70 мбр и 1295 сап 9 мк. | Сандомирско-Силезская операция                                                                                       | |                       |
| Насельск                             | 16 января 1945     | 2 БФ: - 65 А — 105 ск в составе: 44 гв. сд, часть сил 193 сд; 1495 сап; - 80 тгабр 18 адп. | Млавско-Эльбингская операция                                                                                         | | 17 января 1945        |
| Наугард                              | 5 марта 1945       | 1 БФ: - 2 гв. ТА — 9 гв. тк в составе: 50 гв. тбр, 33 гв. мсбр. | Восточно-Померанская операция                                                                                        | | 5 марта 1945          |
| Нейзальц                             | 14 февраля 1945    | 1 УФ: - 3 гв. А — 149 сд 120 ск, часть сил 253 сд 21 ск; часть сил 92 тгабр 17 адп; 12 минбр 13 адп. | Нижне-Силезская наступательная операция                                                                              | | 14 февраля 1945       |
| Нейссе                               | 24 марта 1945      | соединения 1 УФ: - 21 А - 117 ск в составе: 72 сд, 125 сд, 120 сд; 229 сд 55 ск; 26 отд. гв. ттп, 1238 сап; 13 адп в составе: 47 габр, часть сил 88 тгабр, часть сил 91 тгабр, 101 габр БМ; 194 тгабр и часть сил 187 лабр 31 адп. - 2 ВА - 208 нббад. | Верхне-Силезская наступательная операция                                                                             | | 24 марта 1945         |
| Нейштедтель                          | 13 февраля 1945    | 1 УФ: - 3 гв. А — 389 сд 76 ск; часть сил 58 сд 21 ск. | Нижне-Силезская наступательная операция                                                                              | | 14 февраля 1945       |
| Николайкен                           | 27 января 1945     | 2 БФ: - 50 А — часть сил 324 сд 69 ск. | Хейльсбергский треугольник (Восточно-Прусская операция (1945))                                                       | | 27 января 1945        |
| Нове-Място                           | 17 января 1945     | 2 БФ: - 65 А — часть сил 193 сд 105 ск; часть сил 15 гв. тбр 1 гв. тк; 75 лабр 26 ад. | Млавско-Эльбингская операция                                                                                         | | 17 января 1945        |
| Новы-Сонч                            | 20 января 1945     | соединения 4 УФ: - 38 А - 52 ск в составе: 241 сд, 121 сд; часть сил 211 сд 67 ск; 31 гв. тбр ПГ. - 8 ВА - 8 шак в составе: 224 шад, часть сил 227 шад; часть сил 10 гв. иад. | Западно-Карпатская операция                                                                                          | | 20 января 1945        |
| Новы-Тарг                            | 29 января 1945     | 4 УФ: - 1 гв. А -167 сд 107 ск. | Западно-Карпатская операция                                                                                          | | 29 января 1945        |
| Нойендорф                            | 24 января 1945     | 2 БФ: - 50 А — 324 сд 69 ск. | Млавско-Эльбингская операция                                                                                         | | 24 января 1945        |
| Ноймаркт                             | 9 февраля 1945     | 1 УФ: - 6 А — 181 сд 74 ск; 159 пабр. | Нижне-Силезская наступательная операция                                                                              | | 11 февраля 1945       |
| Нойштадт-ин-Вестпруссен              | 12 марта 1945      | соединения 2 БФ: - 19 А - 101 гв. сд 40 гв. ск; 108 сап; 42 минбр 18 адп. - 1 гв. ТА - 8 гв. мк в составе: 1 гв. тбр, 19 гв. мбр, 1-я польская тбр, 400 гв. сап. | Восточно-Померанская операция                                                                                        | | 12 марта 1945         |
| Нойштадт-ин-Обершлезиен              | 17 марта 1945      | 1 УФ: - 4 гв. ТА — 61 гв. тбр 10 гв. тк. | Верхне-Силезская наступательная операция                                                                             | | 22 марта 1945         |
| Нойштеттин                           | 28 февраля 1945    | 2 БФ: - 3 гв. кк — 32 кд. | Восточно-Померанская операция                                                                                        | | 28 февраля 1945       |
| Обер-Глогау                          | 19 марта 1945      | соединения 1 УФ: - 59 А - 245 сд 115 ск. - 2 ВА - 3 шак в составе: часть сил 307 шад, часть сил 181 иад; 8 гв. иад; 4 бак в составе: часть сил 202 бад, часть сил 219 бад. | Верхне-Силезская наступательная операция                                                                             | | 22 марта 1945         |
| Олау                                 | 29 января 1945     | 1 УФ: - 5 гв. А — 97 гв. сд 32 гв. ск; 39 отд. тп; 5 пабр и часть сил 116 тгабр 3 адп. | Сандомирско-Силезская операция                                                                                       | | 6 февраля 1945        |
| Оппельн                              | 24 января 1945     | 1 УФ: - 21 А — часть сил 120 сд 117 ск. - 3 гв. ТА — 22 гв. мсбр 6 гв. тк. | Сандомирско-Силезская операция                                                                                       | | 24 января 1945        |
| Ортельсбург                          | 23 января 1945     | 2 БФ: - 3 А — 40 ск в составе: 129 сд, 5 сд; 1888 сап. - 4 ВА — 5 бак в составе: 132 бад, 327 бад; 329 иад. | Млавско-Эльбингская операция                                                                                         | | 23 января 1945        |
| Осовец                               | 14 августа 1944    | соединения 2 БФ: - 50 А - 81 ск в составе: 369 сд, 324 сд; 1434 сап, 1444 сап; 27 иптабр. - 49 А -121 ск в составе: 238 сд, 385 сд; 23 гв. тбр. - 4 ВА - часть сил 230 шад, часть сил 233 шад; 199 шад 4 шак; часть сил 229 иад, часть сил 309 иад; 215 иад 8 иак; 325 нбад. | Осовецкая операция                                                                                                   | 830 сп, 1091 сп, 1225 сп, 110 гап, 544 арм. минп, 1591 зенап, 16 ооб, 5 гв. шисб, 929 отд. сапб, 94 опс, 325 нбад, 569 шап, 813 иап, 87 погран. полку войск НКВД. | 14 августа 1944       |
| Остероде                             | 22 января 1945     | 2 БФ: - 5 гв. ТА — 10 тк в составе: 178 тбр, 183 тбр, 186 тбр, 11 мсбр, 727 сап, 1450 сап, 326 гв. тсап. | Млавско-Эльбингская операция                                                                                         | | 22 января 1945        |
| Остроленка                           | 6 сентября 1944    | соединения 2 БФ: - 3 А - 35 ск в составе: 250 сд, 348 сд; 41 ск в составе: 269 сд, 290 сд, 120 гв. сд; 66 отд. гв. ттп, 360 гв. тсап, 1812 сап, 1901 сап, 1902 сап, 13 иптабр, 44 апабр. - 4 ВА - часть сил 230 шад, 325 нбад. | наступление на остроленковском направлении                                                                           | 609 сп, 878 сп, 918 сп, 1020 сп, 1172 сп, 355 гв. тсап, 497 ап, 916 ап, 438 олбс. | 6 сентября 1944       |
| Острув                               | 25 января 1945     | 1 УФ: - 3 гв. А — ПО 389 сд 76 ск; 175 тбр 25 тк. | Сандомирско-Силезская операция                                                                                       | | 25 января 1945        |
| Перемышль                            | 27 июля 1944       | соединения 1 УФ: - 13 А - 287 сд 102 ск. - 1 гв. кк - 2 гв. кд. - 1 гв. ТА - 11 гв. тк в составе: 44 гв. тбр, часть сил 27 гв. мсбр, 1454 сап; часть сил 37 иптабр. - 3 гв. ТА - 6 гв. тк в составе: 53 гв. тбр, 22 гв. мсбр,, 1893 сап; часть сил 33 пабр. | Львовско-Сандомирская операция                                                                                       | 866 сп, 7 гв. кп, 21 гв. кп, 3 отд. гв. мцб, 16 сабр, 1244 сап, 1454 сап, 174 гв. артминп, 235 гв. иптап, 128 арм. минп, 272 гв. минп, 439 отд. гв. миндн, 286 гв. зенап, 120 отд. гв. сапб, 134 отд. помб, 107 опс, 611 иап, 372 отд. апс. | 28 июля 1944          |
| Пиотркув                             | 18 января 1945     | 1 УФ: - 3 гв. ТА — 52 гв. тбр 6 гв. тк. - 4 ТА −16 гв. мбр 6 гв. мк. | Сандомирско-Силезская операция                                                                                       | Петроковские: 17 гв. мбр, 63 гв. тбр, 372 гв. сап, 169 гв. гап, 1995 зенап, 1999 зенап, 49 отд. мпомб, 284 исб, 55 опс, 645 олбс. | 18 января 1945        |
| Питшен                               | 20 января 1945     | 1 УФ: - 52 А — 31 сд. 78 ск. - 3 гв. ТА — 7 гв. тк в составе: 56 гв. тбр, 23 гв. мсбр. | Сандомирско-Силезская операция                                                                                       | | 21 января 1945        |
| Плате                                | 5 марта 1945       | 1 БФ: - 2 гв. ТА — 47 гв. тбр 9 гв. тк. | Восточно-Померанская операция                                                                                        | | 6 марта 1945          |
| Плоньск                              | 19 января 1945     | соединения 2 БФ: - 65 А - 44 гв. сд 105 ск; 1 гв. мсбр 1 гв. тк; 77 габр 26 ад. - 4 ВА - 4 шак в составе: 196 шад, 199 шад; 332 шад; 269 иад; 325 ибад; 327 бад 5 бак. | Млавско-Эльбингская операция                                                                                         | 238 сп, 685 сп, 1199 сп, 384 ап, 575 ап, 921 ап, 172 отд. сапб, 6 отд. автб. | 19 января 1945        |
| Познань                              | 23 февраля 1945    | соединения 1 БФ: - 1 гв. ТА /с 22 по 24 января 1945 г./ - 8 гв. мк в составе: 19 гв. мбр, 20 гв. мбр, 21 гв. мбр, 1 гв. тбр; ПО 11 гв. тк; 353 гв. сап; 41 иптабр, 197 лабр. - 69 А /с 24 по 26 января 1945 г./ - ПО в составе: 68 тбр, 12 сабр, часть сил 8 иптабр; 370 сд 91 ск. - 8 гв. А - 29 гв. ск в составе: 27 гв. сд, 74 гв. сд, 82 гв. сд, 39 гв. сд; 91 ск в составе: 117 сд, 312 сд; 11 гв. ттбр, 34 отд. гв. ттп, 65 отд. тп, 259 отд. тп, 351 гв. тсап, 371 гв. сап, 394 гв. тсап, 1200 сап, 1504 сап; 6 акп: 29 адп в составе: 182 лабр, 184 габр БМ, 186 габр, 189 тгабр, 26 тминбр, 36 гв. минбр, 46 минбр; 5 гв. минд в составе: 16 гв. минбр, 22 гв. минбр, 23 гв. минбр; 122 габр БМ 14 адп; 12 адп в составе: 41 пабр, 46 лабр, 11 минбр; 3 гв. зенад, 19 зенад; 2 шисбр, 64 исбр. - 16 ВА - 6 шак в составе: часть сил 197 шад, часть сил 198 шад; 6 иак в составе: 273 иад, часть сил 234 иад; 2 гв. шад, 11 гв. шад; 1 гв. иад, часть сил 265 иад 3 иак; 282 иад, 286 иад; 4-я польская сад; 9 гв. бад, 301 бад 3 бак. | Варшавско-Познанская операция                                                                                        | 117 сд, 74 гв. сп, 117 гв. сп, 120 гв. сп, 236 гв. сп, 246 гв. сп, 1083 сп, 371 гв. сап, 1200 сап, 1504 сап, 41 пабр, 54 гв. ап, 87 гв. ап, 157 гв. ап, 185 гв. ап, 859 ап, 43 отд. гв. иптадн, 23 гв. минбр, 36 гв. минбр, 223 исб, 5 ждбр, 145 сп войск НКВД. | 23 февраля 1945       |
| Поллнов                              | 27 февраля 1945    | 2 БФ: - 19 А — 3 гв. тк -часть сил 3 гв. тбр. | Восточно-Померанская операция                                                                                        | | 3 марта 1945 г        |
| Польцин                              | 5 марта 1945       | 1 БФ: - 2 гв. кк — часть сил 3 гв. кд. | Восточно-Померанская операция                                                                                        | | 5 марта 1945          |
| Прага                                | 14 сентября 1944   | соединения 1 БФ: - 47 А - 125 ск в составе: 76 сд, 1-я польская пд, 175 сд, 143 сд; 60 сд 77 ск; 8 гв. тк в составе: 58 гв. тбр, 59 гв. тбр, 60 гв. тбр, 28 гв. мсбр, 62 отд. гв. ттп, 301 гв. сап, 1817 сап; 1295 сап, 1821 сап, 1892 сап; 22 адп в составе: 13 лабр, 59 пабр, 63 габр; 4 кабр, 30 гв. пабр, 20 иптабр, 40 иптабр, 100 габр БМ; 104 габр БМ 12 адп; 124 габр БМ 6 адп; 5 гв. минд в составе: 16 гв. минбр, 22 гв. минбр, 23 гв. минбр; 64 зенад; 18 исбр. - 16 ВА - 2 гв. шад, 11 гв. шад, 282 иад, 9 гв. бад. | в период боевых действий по удержанию и расширению захваченных на р. Висла плацдармов (в районах Магнушева и Пулавы) | 185 сд, 234 сд, 28 гв. мсбр, 800 сп, 1285 сп, 58 гв. тбр, 1821 сап, 59 отд. д-ну бепо, 4 кабр, 30 гв. пабр, 104 габр БМ, 122 отд. габр БМ, 124 габр БМ, 969 ап, 460 арм. минп, 64 зенад, 1488 арм. зенап, 41 обро, 79 опс, 23 гв. нбап, 98 отд. крап, 248 иап, 739 иап; 1-му польскому пп. | 14 сентября 1944      |
| Прейсиш-Старгард                     | 6 марта 1945       | соединения 2 БФ: - 2 Уд. А - 116 ск в составе: часть сил 321 сд, часть сил 326 сд; 8 гв. тк в составе: 58 гв. тбр, 59 гв. тбр, часть сил 28 гв. мсбр, 1817 сап; 79 лабр и 96 тгабр 23. адп; 81 апабр, часть сил 5 гв. минбр. - 4 ВА - 332 шад, часть сил 233 шад. | Восточно-Померанская операция                                                                                        | | 7 марта 1945          |
| Прехлау                              | 28 февраля 1945    | соединения 2 БФ: - 70 А - часть сил 162 сд 47 ск; часть сил 56 пабр 26 ад. - 19 А - часть сил 101 гв. сд 40 гв. ск. - 4 ВА - часть сил 199 шад 4 шак; часть сил 260 шад, часть сил 269 иад. | Восточно-Померанская операция                                                                                        | | 28 февраля 1945       |
| Пултуск                              | 16 января 1945     | 2 БФ: - 2 Уд. А — часть сил 86 сд 116 ск; часть сил 281 сд 98 ск. | Млавско-Эльбингская операция                                                                                         | | 17 января 1945        |
| Пуппен                               | 25 января 1945     | 2 БФ: - 49 А — часть сил 380 сд 121 ск. | Млавско-Эльбингская операция                                                                                         | | 27 января 1945        |
| Путциг                               | 12 марта 1945      | 2 БФ: - 1 гв. ТА — 44 гв. тбр и 1454 сап 11 гв. тк. | Восточно-Померанская операция                                                                                        | | 12 марта 1945         |
| Пшасныш                              | 18 января 1945     | соединения 2 БФ: - 48 А - 29 ск в составе: 73 сд, часть сил 217 сд; 881 сап. - 5 гв. ТА - часть сил 47 мбр. - 4 ВА - часть сил 329 иад; 325 нбад, часть сил 132 бад 5 бак. | Млавско-Эльбингская операция                                                                                         | | 18 января 1945        |
| Пшедбуж                              | 16 января 1945     | 1 УФ: - 3 гв. ТА — 51 гв. тбр 6 гв. тк. | Сандомирско-Силезская операция                                                                                       | | 17 января 1945        |
| Равич                                | 23 января 1945     | 1 УФ: - 4 ТА — 93 тбр; 22 сабр 10 гв. тк. | Сандомирско-Силезская операция                                                                                       | | 24 января 1945        |
| Радом                                | 16 января 1945     | соединения 1 БФ: - 69 А - 77 гв. сд и 1205 сап 25 ск; 61 ск в составе: 134 сд, 274 сд; 11 тк в составе: 20 тбр, 36 тбр, 65 тбр, 12 мсбр, 50 отд. гв. ттп, 1493 сап; 68 тбр, 33 отд. гв. ттп, 1221 сап; 12 адп в составе: 32 габр, 46 лабр; часть сил 4 отд. гв. иптабр; часть сил 8 отд. иптабр; часть сил 35 исбр. - 33 А - 9 тк в составе: 23 тбр, 8 мсбр. | Варшавско-Познанская операция                                                                                        | 25 ск, 61 ск, 11 тк, 12 сабр, 344 гв. тсап, 1205 сап, 4 отд. гв. иптабр, 8 отд. иптабр, 46 лабр, 62 апабр, 1091 кап, 305 гв. минп моряков, 293 арм. минп, 35 исбр, 40 обхз, 260 олбс, 71 гв. шап, 116 гв. иап, 347 иап, 724 шап, 284 отд. бс НКВД. | 16 января 1945        |
| Радомско                             | 16 января 1945     | 1 УФ: - 3 гв. ТА — 53 гв. тбр и 1893 сап 6 гв. тк. | Сандомирско-Силезская операция                                                                                       | | 17 января 1945        |
| Райн                                 | 27 января 1945     | 2 БФ: - 50 А — 153 сд 69 ск. | уничтожениt хейльсбергской группировки противника (Восточно-Прусская операция)                                       | | 27 января 1945        |
| Растенбург                           | 27 января 1945     | 3 БФ: - 31 А — 36 ск в составе: 173 сд, 174 сд; 926 сап; часть сил 140 апабр. | Инстербургско-Кёнигсбергская операция                                                                                | | 27 января 1945        |
| Ратибор                              | 31 марта 1945      | соединения 1 УФ: - 60 А - 15 ск в составе: 322 сд, часть сил 246 сд; 106 ск в составе: 304 сд, часть сил 100 сд; 237 тбр и 722 лсап 31 тк; 59 отд. тп, 368 гв. сап; 25 адп в составе: 181 тгабр, 183 габр, 3 гв. минбр, 48 тминбр; часть сил 22 гв. мшисбр. - 2 ВА - 3 шак в составе: 181 иад, часть сил 307 шад; 4 бак в составе: 202 бад, 219 бад; 6 гв. бак в составе: 1 гв. бад, часть сил 8 гв. бад; 23 гв. иад 6 гв. иак, 256 иад 5 иак; 208 нббад. | Верхне-Силезская наступательная операция                                                                             | | 31 марта 1945         |
| Регенвальде                          | 4 марта 1945 г,    | 1 БФ: - 1 гв. ТА — 6 отд. мцп. | Восточно-Померанская операция                                                                                        | | 4 марта 1945          |
| Розенберг                            | 21 января 1945     | 1 УФ: - 5 гв. А — 9 гв. вдд 33 гв. ск; 3 адп в составе: часть сил 15 лабр, 116 тгабр, часть сил 7 минбр. | Сандомирско-Силезская операция                                                                                       | | 21 января 1945        |
| Рудшанни                             | 27 января 1945     | 2 БФ: - 50 А — 307 сд 81 ск. | Хейльсбергский треугольник (Восточно-Прусская операция (1945))                                                       | | 27 января 1945        |
| Руммельсбург                         | 3 марта 1945       | 2 БФ: - 19 А — 40 гв. ск в составе: 10 гв. сд, часть сил 101 гв. сд; 108 сап; 18 адп в составе: 2 тгабр, часть сил 65 лабр; часть сил 204 апабр. | Восточно-Померанская операция                                                                                        | | 3 марта 1945          |
| Рыбник                               | 27 марта 1945      | 1 УФ: - 60 А — 106 ск в составе: 100 сд, часть сил 304 сд; 368 гв. сап; 22 гв. мшисбр. | Верхне-Силезская наступательная операция                                                                             | | 27 марта 1945         |
| Сандомир                             | 18 августа 1944    | 1 УФ: - 13 А — 350 сд 24 ск. - 3 гв. А — часть сил 329 сд 22 ск. - 2 ВА — часть сил 208 нббад. | Львовско-Сандомирская операция                                                                                       | 186 сп, 367 сп, 388 сп, 1180 сп, 69 гв. тп, 327 гв. тсап, 238 гв. иптап, 244 ап, 344 ап, 917 ап, 950 ап, 984 зенап, 2004 зенап, 22 гв. исб, 78 отд. шисб, 121 отд. гв. сапб, 281 исб, 16 гв. иап, 129 гв. иап, 141 гв. шап, 142 гв. шап, 152 гв. иап, 153 гв. иап. | 18 августа 1944       |
| Свинемюнде                           | 5 мая 1945         | соединения 2 БФ: - 19 А - 310 сд 134 ск; 1531 сап. - 2 Уд. А - 116 ск в составе: 86 сд, часть сил 321, сд; 18 минбр 15 адп. - 4 ВА - 5 бак в составе: 132 бад, 327 бад; 332 шад. - 18 ВА - 3 гв. бак в составе: 1 гв. бад, часть сил 50 бад, 22 гв. бад. КБФ: часть сил 8 мтад, 9 шад. | Берлинская наступательная операция                                                                                   | | 5 мая 1945            |
| Седлец                               | 31 июля 1944       | соединения 1 БФ: - КМГ - 2 гв. кк в составе: 17 гв. кд, 3 гв. кд; 11 тк в составе: 36 тбр, 65 тбр, 20 тбр, 12 мсбр, 50 отд. гв. ттп, 1461 сап, 1493 сап. - 47 А - 165 сд 129 ск. - 16 ВА - 13 иак в составе: 193 иад, 194 иад. АДД - 3 гв. ак дд в составе: 3 гв. ад дд, 7 гв. ад дд; 6 ак дд в составе: 9 гв. ад дд, 50 ад дд. | Люблин-Брестская операция                                                                                            | 165 сд, 9 гв. кп, 11 гв. кп, 35 гв. кп, 20 тбр, 1459 сап, 1493 сап, 10 отд. гв. минп, 75 гв. минп, 269 гв. минп, 24 зенад, 1343 зенап, 125 отд. гв. сапб, 687 обс, 13 иак, 463 иап, 658 шап. | 31 июля 1944          |
| Семяновиц                            | 27 января 1945     | 1 УФ: - 59 А — часть сил 13 сд 43 ск. - 2 ВА — 1 гв. шак в составе: часть сил 8 гв. шад, часть сил 12 гв. иад; часть сил 8 гв. бад. | Сандомирско-Силезская операция                                                                                       | | 28 января 1945        |
| Скерневице                           | 17 января 1945     | соединения 1 БФ: - 5 Уд. А - ПО в составе: 220 тбр, 396 гв. сап, часть сил 89 гв. сд 26 гв. ск. - 2 гв. ТА - ПО 34 гв. мсбр 12 гв. тк. - 2 гв. кк - часть сил 4 гв. кд. | Варшавско-Познанская операция                                                                                        | | 18 января 1945        |
| Скочув                               | 1 мая 1945         | 4 УФ: - 1 гв. А — 237 сд 95 ск. | Моравско-Остравская наступательная операция                                                                          | | 1 мая 1945            |
| Соколка                              | 24 июля 1944       | 2 БФ: - 49 А — 38 ск в составе: часть сил 385 сд, 343 сд; 31 гв. габр. АДД — 5 ак дд в составе: 53 ад дд, часть сил 54 ад дд. | Белостокская операция                                                                                                | |                       |
| Солец                                | 15 января 1945     | 1 БФ: - 33 А — часть сил 115 УР. | Варшавско-Познанская операция                                                                                        | | 16 января 1945        |
| Сосновец                             | 27 января 1945     | 1 УФ: - 59 А — 43 ск в составе: 13 сд, 314 сд; 806 сап; 127 апабр. - 2 ВА — 3 шак в составе: часть сил 308 шад, часть сил 181 иад. | Сандомирско-Силезская операция                                                                                       | | 27 января 1945        |
| Сохачев                              | 18 января 1945     | соединения 1 БФ: - 47 А - 185 сд 77 ск. - 61 А - 397 сд 89 ск; ПО в составе: 88 отд. гв. ттп, 312 гв. сап, часть сил 415 сд 9 гв. ск. - 2 гв. ТА - 47 гв. тбр и 369 гв. сап 9 гв. тк. - 16 ВА - 6 шак в составе: 197 шад, 198 шад; 6 иак в составе: 234 иад, 273 иад, часть сил 1 гв. иад. | Варшавско-Познанская операция                                                                                        | 77 ск, 280 сп, 1103 сп, 889 ап. | 18 января 1945        |
| Стопница                             | 12 января 1945     | соединения 1 УФ: - 5 гв. А - 9 гв. вдд 33 гв. ск; часть сил 237 тбр 31 тк; 349 гв. тсап; 3 адп в составе: часть сил 5 пабр, 15 лабр, 116 тгабр, часть сил 15 гв. минбр. | Сандомирско-Силезская операция                                                                                       | | 13 января 1945        |
| Танненберг                           | 21 января 1945     | 2 БФ: - 5 гв. ТА — 10 тк в составе: 183 тбр, часть сил 178 тбр, часть сил 11 мсбр, 326 гв. тсап, 727 сап, 1450 сап. | Млавско-Эльбингская операция                                                                                         | 740 сп, 11 мсбр, 183 тбр, 326 гв. тсап, 1207 сап, 1450 сап. | 21 января 1945        |
| Теервиш                              | 27 января 1945     | 2 БФ: - 49 А — часть сил 238 сд 70 ск. | Хейльсбергский треугольник (Восточно-Прусская операция (1945))                                                       | | 27 января 1945        |
| Темпельбург                          | 3 марта 1945       | 1 БФ: - 1 А ВП — 3-я польская пд. | Восточно-Померанская операция                                                                                        | | 4 марта 1945          |
| Толькемит                            | 26 января 1945     | 2 БФ: - 48 А — часть сил 170 сд 42 ск. - 5 гв. ТА — часть сил 1 отд. гв. мцп, 75 отд. гв. мцб 29 тк. | Млавско-Эльбингская операция                                                                                         | | 26 января 1945        |
| Томаскирх                            | 6 февраля 1945     | 1 УФ: - 5 гв. А — часть сил 95 гв. сд 32 гв. ск; часть сил 7 минбр 3 адп. | наступление в Верхней Силезии                                                                                        | | 6 февраля 1945        |
| Томашов                              | 18 января 1945     | соединения 1 БФ: - 69 А - 11 тк в составе: 36 тбр, 65 тбр, 12 мсбр, 1461 сап. - 7 гв. кк - 16 гв. кд; часть сил 39 отд. иптабр. - 16 ВА - 9 гв. нбад, 242 нбад. | Варшавско-Познанская операция                                                                                        | 212 сп, 1206 сп, 54 гв. кп, 58 гв. кп, 32 отд. тп, 114 отд. тп, 39 отд. иптабр, 146 гв. артминп, 148 гв. артминп, 57 отд. гв. миндн, 7 отд. шисб, 10 отд. моб, 63 отд. мпомб, 209 исб, 300 шад. | 19 января 1945        |
| Торн                                 | 1 февраля 1945     | 2 БФ: - 70 А — отряд в составе: 136 сд и часть сил 71 сд 47 ск. - 4 ВА — 260 шад, часть сил 309 иад. | в результате разгрома противника, окруженного в городе в ходе Млавско-Эльбингской операции                           | Торунские: 71 сд, 237 гв. сп, 415 сп, 751 сп, 1898 сап, 259 отд. садн, 581 арм. зенап, 40 отд. гв. иптадн, 7 мпомп, 929 обс, 990 обс. | 1 февраля 1945        |
| Тост                                 | 22 января 1945     | 1 УФ: - 21 А — 65 мсбр 31 тк. | Сандомирско-Силезская операция                                                                                       | | 23 января 1945        |
| Трахенберг                           | 23 января 1945     | 1 УФ: - 4 ТА — 62 гв. тбр 10 гв. тк. | Сандомирско-Силезская операция                                                                                       | | 24 января 1945        |
| Трептов                              | 4 марта 1945       | 1 БФ: - 1 гв. ТА — 40 гв. тбр 11 гв. тк. | Восточно-Померанская операция                                                                                        | | 6 марта 1945          |
| Тройбург                             | 23 января 1945     | 3 БФ: - 31 А — 44 ск в составе: 352 сд, 62 сд. | Инстербургско-Кёнигсбергская операция                                                                                | | 23 января 1945        |
| Тухель                               | 15 февраля 1945 р. | соединения 2 БФ: - 70 А - 96 ск в составе: 1 сд, 369 сд; 1 га. тк в составе: 13 гв. тбр, 16 гв. гбр, 17 гв. тбр, 1 гв. мсбр, 397 гв. тсап, 1001 сап, 1296 сап; 56 пабр 26 ад. | Восточно-Померанская операция                                                                                        | | 15 февраля 1945       |
| Фалькенберг                          | 18 марта 1945      | 1 УФ: - 21 А — 229 сд 55 ск. | Верхне-Силезская наступательная операция                                                                             | | 22 марта 1945         |
| Фалькенбург                          | 4 марта 1945       | 1 БФ: - 1 А ВП — 2-я польская пд. | Восточно-Померанская операция                                                                                        | | 4 марта 1945          |
| Фрайенвальде                         | 4 марта 1945       | 1 БФ: - 3 Уд. А — 52 гв. сд 12 гв. ск; 108 тбр 9 тк; часть сил 18 габр и часть сил 21 лабр 6 адп. | Восточно-Померанская операция                                                                                        | | 4 марта 1945          |
| Франкфурт-на-Одере (восточная часть) | 19 апреля 1945     | 1 БФ: - 69 А — 283 сд 91 ск. - 33 А — 129 сд 38 ск. | Берлинская наступательная операция                                                                                   | | 23 апреля 1945        |
| Фрейштадт-ин-Вестпруссен             | 23 января 1945     | 2 БФ: - 8 мк −116 тбр, 86 отд. гв. ттп. | Млавско-Эльбингская операция                                                                                         | | 23 января 1945        |
| Фрейштадт                            | 13 февраля 1945    | соединения 1 УФ: - 3 гв. А - 389 сд 76 ск; 25 тк в составе: 111 тбр, 175 тбр, 20 мсбр. - 4 ТА - часть сил 112 сд; 93 тбр; 22 сабр. | Нижне-Силезская наступательная операция                                                                              | | 14 февраля 1945       |
| Хайльсберг                           | 31 января 1945     | 3 БФ: - 31 А — 44 ск в составе: 62 сд, часть сил 331 сд; 926 сап; 140 апабр. | Хейльсбергский треугольник (Восточно-Прусская операция (1945))                                                       | | 31 января 1945        |
| Хаммерштайн                          | 27 февраля 1945    | 2 БФ: - 19 А — 134 ск в составе: часть сил 310 сд, часть сил 205 сд; 1531 сап. | Восточно-Померанская операция                                                                                        | | 27 февраля 1945       |
| Хелм                                 | 22 июля 1944       | соединения 1 БФ: - 69 А - 312 сд 91 ск; 68 отд. тбр, часть сил 12 сабр; 8 иптабр. - 7 гв. кк в составе: часть сил 14 гв. кд, часть сил 15 гв. кд, 32 отд. тп, часть сил 4 гв. иптабр. | Люблин-Брестская операция                                                                                            | | 22 июля 1944          |
| Хжанув                               | 24 января 1945     | 1 УФ: - 60 А — 336 сд 15 ск; 33 пабр. | Сандомирско-Силезская операция                                                                                       | | 25 января 1945        |
| Хмельник                             | 13 января 1945     | 1 УФ: - 52 А — 254 сд 73 ск; 152 тбр; 4 адп в составе: 50 гв. тгабр, часть сил 163 габр БМ, 168 дабр, 171 габр, 37 минбр, 49 тминбр. | Сандомирско-Силезская операция                                                                                       | | 13 января 1945        |
| Хойнице                              | 15 февраля 1945    | соединения 2 БФ: - 70 А - 47 ск в составе: 71 сд, 330 сд; 8 мк в составе: 68 мбр, 67 мбр, часть сил 66 мбр, 116 тбр, 86 отд. гв. ттп, 114 сап, 895 сап; 27 иптабр. - 3 гв. кк - 32 кд. - 4 ВА - 260 шад, часть сил 230 шад; часть сил 132 бад 5 бак. | Восточно-Померанская операция                                                                                        | | 15 февраля 1945       |
| Цеханув                              | 17 января 1945     | соединения 2 БФ: - 2 Уд. А - 108 ск в составе: 372 сд, часть сил 46 сд; 58 гв. тбр и 1817 сап 8 гв. тк; 30 гв. тбр, 46 отд. гв. ттп; 23 адп в составе: 79 лабр, 96 тгабр, 28 минбр; 81 апабр. - 4 ВА - 233 шад, 260 шад, 309 иад, 325 нбад. | Млавско-Эльбингская операция                                                                                         | | 17 января 1945        |
| Цешин                                | 3 мая 1945         | 4 УФ: - 1 гв. А — 67 ск в составе: 237 сд, 81 сд; 713 сап. | Моравско-Остравская наступательная операция                                                                          | | 3 мая 1945            |
| Цюллихау                             | 30 января 1945     | 1 БФ: - 9 тк −108 тбр. - 11 тк — 20 тбр, 1493 сап. | Варшавско-Познанская операция                                                                                        | | 31 января 1945        |
| Челядзь                              | 27 января 1945     | 1 УФ: - 59 А — 80 сд 43 ск. - 21 А — 55 ск в составе: часть сил 225 сд, часть сил 285 сд. | Сандомирско-Силезская операция                                                                                       | | 27 января 1945        |
| Ченстохова                           | 17 января 1945     | соединения 1 УФ: - 5 гв. А - часть сил 13 гв. сд 32 гв. ск; 31 тк в составе: 100 тбр, 237 тбр, 242 тбр. - 3 гв. ТА - 7 гв. тк в составе: 54 гв. тбр, часть сил 23 гв. мсбр, 1419 тсап. - 2 ВА - часть сил 322 иад 2 иак. | Сандомирско-Силезская операция                                                                                       | 39 гв. сп, 41 гв. сп, 50 гв. сп, 173 гв. сп, 284 гв. сп, 100 тбр, 226 отд. тп, 8 сабр, 384 гв. тсап, 233 гв. ап, 1360 зенап, 1372 зенап, 1374 зенап, 27 отд. инжб миноискателей, 62 отд. минжб, 79 отд. шисб, 207 отд. минжб, 246 исб, 248 исб, 272 исб, 274 исб, 181 иад, 219 бад, 80 гв. бап, 100 гв. иап, 246 отд. бс НКВД, 263 отд. бс НКВД. | 17 января 1945        |
| Черемха                              | 20 июля 1944       | 1 БФ: - 65 А — 44 гв. сд 105 ск; 344 гв. тсап, 922 сап. | Люблин-Брестская операция                                                                                            | |                       |
| Черемха                              | 27 июля 1944 г.    | соединения 1 БФ: - 65 А - 18 ск в составе: 37 гв. сд, 82 сд; 80 ск в составе: часть сил 75 гв. сд, часть сил 356 сд; 44 гв. сд 105 ск; 17 гв. тбр и 1001 сап 1 гв. тк; 344 гв. тсап, 922 сап, 1899 сап; 75 лабр и 77 габр 26 ад; 147 апабр. | Люблин-Брестская операция                                                                                            | |                       |
| Черск                                | 21 февраля 1945    | соединения 2 БФ: - 49 А - 121 ск в составе: 199 сд, часть сил 42 сд; часть сил 139 сд 70 ск; 1819 сап; 2 адп в составе: 48 гв. тгабр, часть сил 10 гв. габр, 5 минбр; 143 апабр. - 4 ВА - часть сил 260 шад. | Восточно-Померанская операция                                                                                        | | 21 февраля 1945       |
| Швибус                               | 31 января 1945     | 1 БФ: - 69 А — часть сил 4 сд 25 ск. - 33 А — часть сил 49 сд 62 ск. | Варшавско-Познанская операция                                                                                        | | 31 января 1945        |
| Шенланке                             | 28 января 1945     | 1 БФ: - 2 гв. ТА — 9 гв. тк в составе: 33 гв. мсбр, 47 гв. тбр, 386 гв. сап. | Варшавско-Познанская операция                                                                                        | | 29 января 1945        |
| Шидлув                               | 12 января 1945     | 1 УФ: - 13 А — 280 сд 27 ск; часть сил 30 минбр 1 гв. адп; часть сил 26 иптабр, 39 гв. пабр. | Сандомирско-Силезская операция                                                                                       | | 13 января 1945        |
| Шифельбайн                           | 3 марта 1945       | 1 БФ3 - 1 гв. ТА — 1 гв. тбр и 400 гв. сап 8 гв. мк; часть сил 45 гв. тбр 11 гв. тк. | Восточно-Померанская операция                                                                                        | | 4 марта 1945          |
| Шлохау                               | 26 февраля 1945    | 2 БФ: - 19 А — 102 гв. сд 40 гв. ск; часть сил 2 тгабр и часть сил 65 лабр 18 адп. | Восточно-Померанская операция                                                                                        | | 27 февраля 1945       |
| Шнайдемюль                           | 14 февраля 1945    | соединения 1 БФ: - 61 А /с 28.1.45 г. до 3.2.45 г./ - 89 ск в составе: 311 сд, 397 сд; 85 отд. тп, 1811 сап; 6 адп в составе: часть сил 18 габр, 21 лабр, 118 тгабр, 2 минбр; 38 арм. гв. пабр. - 47 А /с 3.2.45 г./ - 125 ск в составе: 60 сд, 185 сд, 260 сд; 70 отд. гв. ттп, 334 гв. тсап, 1892 сап; 22 адп в составе: 59 пабр, 63 габр, часть сил 97 тгабр, 6 тминбр, часть сил 32 минбр, 41 гв. минбр. - 16 ВА - часть сил 273 иад 6 иак; 4-я польская сад; 9 гв. бад, часть сил 301 бад 3 бак. | в результате уничтожения группировки противника, окруженной в городе в ходе Варшавско-Познанской операции            | | 14 февраля 1945       |
| Шпроттау                             | 13 февраля 1945    | соединения 1 УФ: - 13 А - 24 ск в составе: 117 гв. сд, 395 сд; часть сил 147 сд 102 ск; 1 гв. адп в составе: 1 гв. пабр, 2 гв. габр, 16 тминбр, 30 минбр. - 4 ТА - 63 гв. тбр 10 гв. тк. | Нижне-Силезская наступательная операция                                                                              | | 14 февраля 1945       |
| Штаргард                             | 5 марта 1945       | соединения 1 БФ: - 61 А - 89 ск в составе: 23 сд, 311 сд, 234 сд; 11 гв. ттбр, 1811 сап; 22 адп в составе: 63 габр, 97 тгабр, часть сил 6 тминбр, 41 гв. минбр; 33 иптабр; часть сил 31 зенад. - 16 ВА - 9 шак в составе: часть сил 3 гв. шад, 300 шад; 3 бак в составе: часть сил 241 бад, 301 бад; 198 шад бщак; 1 гв. иад, 193 иад 13 иак; 273 иад 6 иак; 9 гв. бад, 221 бад, 242 нбад. | Восточно-Померанская операция                                                                                        | | 5 марта 1945          |
| Штегерс                              | 26 февраля 1945    | 2 БФ: - 19 А — ПО 3 гв. тбр 3 гв. тк. | Восточно-Померанская операция                                                                                        | | 27 февраля 1945       |
| Штейнау-на-Одере                     | 4 февраля 1945     | 1 УФ: - 13 А — 147 сд 24 ск; 2 гв. габр 1 гв. адп. - 4 ТА — часть сил 61 гв. тбр и 356 гв. сап 10 гв. тк. | Сандомирско-Силезская операция                                                                                       | | 11 февраля 1945       |
| Штейнау-ин-Обершлейзен               | 17 марта 1945      | 1 УФ: - 21 А — часть сил 120 сд 117 ск. | Верхне-Силезская наступательная операция                                                                             | | 22 марта 1945         |
| Штепенитц                            | 7 марта 1945       | 1 БФ: - 3 Уд. А — часть сил 23 гв. сд 12 гв. ск. | Восточно-Померанская операция                                                                                        | | 7 марта 1945          |
| Штеттин                              | 26 апреля 1945     | 2 БФ: - 65 А — 193 сд 105 ск. | Берлинская наступательная операция                                                                                   | соединения 46 ск, 15 сд, 128 гв. сп, 130 гв. сп, 444 сп, 492 сп, 718 сп, 843 сп, 1109 сп, 1260 сп, 26 ад, 4 пап, 78 гв. гап, 95 гв. ап, 144 иптап, 288 иптап, 429 гап, 458 лап, 535 иптап, 596 лап, 643 лап, 665 иптап, 894 гап, 973 ап, 977 зенап, 990 зенап, 1313 иптап, 1318 иптап, 42 отд. гв. иптадн, 50 отд. иптадн, 109 отд. иптадн, 274 отд. иптадн, 291 отд. иптадн, 410 минп, 485 минп, 566 минп, 4 отд. гв. шисб, 6 отд. гв. шисб, 13 отд. шисб, 14 отд. шисб, 39 отд. гв. сапб, 99 отд. сапб, 147 исб, 178 отд. минжб, 66 обхз, 41 обс, 53 гв. обс, 66 гв. обс, 422 обс, 485 обс, 487 обс, 92 орад, 23 отд. тср, 380 отд. кшр, 72 отд. гв. мб ОСНАЗ, 23 отд. дэб, 91 отд. автб, 21 мтопо, 101 гв. иап; 9 отд. бр. связи НКВД, 103 отд. маневренной группе войск НКВД по охране тыла. | 26 апреля 1945        |
| Штольп                               | 8 марта 1945       | соединения 2 БФ: - 19 А - 132 ск в составе: 27 сд, часть сил 313 сд; 3 гв. тк в составе: 18 гв. тбр, 19 гв. тбр, часть сил 2 гв. мсбр, 1436 сап; 80 тгабр 18 адп, 167 габр и 41 минбр 1 адп. - 4 ВА - часть сил 325 нбад. | Восточно-Померанская операция                                                                                        | | 9 марта 1945          |
| Штрелен                              | 26 марта 1945      | соединения 1 УФ: - 5 гв. А - 95 гв. сд 32 гв. ск; 150 тбр; 3 адп в составе: 1 габр, 116 тгабр, часть сил 7 минбр; 10 отд. гв. иптабр. - 2 ВА - 6 гв. бак в составе: часть сил 1 гв. бад, часть сил 8 гв. бад; часть сил 23 гв. иад 6 гв. иак. | Верхне-Силезская наступательная операция                                                                             | | 27 марта 1945         |
| Штригау                              | 13 февраля 1945    | 1 УФ: - 6 А — 273 сд 22 ск. - 3 гв. ТА — 9 мк в составе: часть сил 70 мбр, 91 тбр. | Нижне-Силезская наступательная операция                                                                              | | 14 февраля 1945       |
| Штригау                              | 7 мая 1945         | 1 УФ: - 21 А — 229 сд 55 ск; 117 ск в составе: 125 сд, часть сил 72 сд; 26 отд. гв. ттп, 374 гв. тсап; 34 гв. пабр, 37 иптабр. | Пражская операция | |                       |
| Штум                                 | 25 января 1945     | 2 БФ: - 2 Уд. А — часть сил 372 сд 108 ск. | Млавско-Эльбингская операция                                                                                         | | 26 января 1945        |
| Шургаст                              | 4 февраля 1945     | 1 УФ: - 21 А — 55 ск в составе: 225 сд, часть сил 229 сд; 18 гв. минбр 3 гв. минд. | наступление в Верхней Силезии                                                                                        | | 6 февраля 1945        |
| Эльбинг                              | 10 февраля 1945    | соединения 2 БФ: - 2 Уд. А - 98 ск в составе: 381 сд, 281 сд; 116 ск в составе: 86 сд, часть сил 321 сд; 1196 сап, 1297 сап, 1434 сап; 1 адп в составе: 112 габр БМ, 156 тгабр, 166 лабр, 9 тминбр, 13 гв. минбр; 26 ад в составе: 75 лабр, 77 габр; 3 тгабр 23 адп. - 4 ВА - часть сил 233 шад. | Восточно-Померанская операция                                                                                        | 1062 сп, 1263 сп, 112 габр, 156 тгабр, 166 лабр, 816 ап, 9 тминбр, 13 гв. минбр, 927 отд. сапб, 156 иап. | 10 февраля 1945       |
| Ярослав                              | 27 июля 1944       | 1 УФ: - 13 А — 121 гв. сд 27 ск. - 1 гв. ТА — 8 гв. мк в составе: 19 гв. мбр, часть сил 20 гв. мбр, 21 гв. мбр, 1 гв. тбр, 19 сабр. | Львовско-Сандомирская операция                                                                                       | 337 гв. сп, 21 гв. мбр, 67 гв. тп, 68 гв. тп, 994 зенап, 1018 арм. зенап, 9 иап, 179 иап, 438 иап. | 28 июля 1944          |
| Ясло                                 | 16 января 1945     | 4 УФ: - 38 А — часть сил 140 сд и часть сил 183 сд 101 ск; 8 отд. д-н бепо, 46 отд. д-н бепо. | Западно-Карпатская операция                                                                                          | 205 гв. сп, 285 сп, 8 отд. д-ну бепо, 46 отд. д-ну бепо, 623 ап, 27 гв. минбр, 96 гв. минп, 416 зенап, 1954 арм. зенап, 320 олбс, 947 обс, 88 отд. дэб; 2-му чехословацкому иптап, 4-му чехословацкому иптап, 5-му чехословацкому пап. | 19 января 1945        |
| Яуэр                                 | 13 февраля 1945    | 1 УФ: - 3 гв. ТА — 9 мк в составе: 69 мбр, 70 мбр, 71 мбр, 1295 сап, 1507 сап. | Нижне-Силезская наступательная операция                                                                              | | 14 февраля 1945       |

## Румыния
| Город          | Освобождён      | Войска | Операция                                              | Присвоение наименований | Благодарность войскам |
| -------------- | --------------- | --- | ----------------------------------------------------- | --- | --------------------- |
| Бакэу          | 24 августа 1944 | 2 УФ: - КТГ — 23 тк в составе: 39 тбр, часть сил 135 тбр, часть сил 56 мсбр, 1443 сап. | Ясско-Кишиневская операция                            | | 24 августа 1944       |
| Ботошаны       | 7 апреля 1944   | 2 УФ: - 40 А — 232 сд 51 ск. | Уманско-Ботошанская операция                          | | 8 апреля 1944         |
| Браилов        | 28 августа 1944 | 3 УФ: - 46 А — ПО 31 гв. ск. | Ясско-Кишиневская операция                            | 3 гв. сп, 23 гв. ап, 370 нбап. | 28 августа 1944       |
| Бухарест       | 31 августа 1944 | соединения 3 УФ: - 6 ТА - 5 мк в составе: 2 мбр, 9 мбр, 45 мбр, 233 тбр; 18 тк в составе: 110 тбр, 170 тбр, 181 тбр, 32 мсбр, 1438 сап; часть сил 22 минжбр. - 53 А - моторизованная группа в составе: 233 сд и 375 сд 49 ск, 1-я румынская добровольческая пд; 12 отд. иптабр; 54 исбр. | бои на подступах к Бухаресту                          | 49 ск, 1 гв. вдд, 375 сд, 3 гв. вдсп, 572 сп, 1241 сп, 12 отд. иптабр, 458 минп, 54 исбр, 20 автбр, 387 отд. апс, 714 отд. апс. | 31 августа 1944       |
| Бырлад         | 24 августа 1944 | 2 УФ: - 6 ТА — 5 гв. тк в составе: 20 гв. тбр, 21 гв. тбр, 22 гв. тбр, 1462 сап; 375 гв. тсап. | Ясско-Кишиневская операция                            | | 24 августа 1944       |
| Васлуй         | 22 августа 1944 | соединения 2 УФ: - 6 ТА - 5 мк в составе: 45 мбр, часть сил 233 тбр, 745 сап; 156 отд. тп. - 5 ВА - 13 гв. иад 3 гв. иак; 218 нбад, 312 нбад. | Ясско-Кишиневская операция                            | | 23 августа 1944       |
| Галац          | 27 августа 1944 | соединения 3 УФ: - 46 А - ПО 31 гв. ск. - 17 ВА - часть сил 288 иад, 262 нбад. АДД - 4 гв. ак дд в составе: 4 гв. ад дд, 5 гв. ад дд; 50 ад дд 6 ак дд. | Ясско-Кишиневская операция                            | 3 отд. гв. мцп, 252 отд. мб ОСНАЗ, 84 гв. ап, 164 иап, 659 иап, 672 шап, 719 нбап. | 27 августа 1944       |
| Дорохой        | 5 апреля 1944   | 2 УФ: - 40 А — часть сил 74 сд 50 ск. | Уманско-Ботошанская операция                          | | 8 апреля 1944         |
| Карей          | 25 октября 1944 | 2 УФ: - 4-я румынская А — 6-й румынский ак в составе: 9-я румынская пд, 18-я румынская пд. | Дебреценская операция                                 | | 25 октября 1944       |
| Клуж           | 11 октября 1944 | соединения 2 УФ: - 27 А - 104 ск в составе: 206 сд, 202 сд; 35 гв. ск в составе: 3 гв. вдд, часть сил 163 сд; 27 гв. тбр; 11 ад в составе: 31 лабр, 45 пабр; 27 отд. пабр, 30 отд. иптабр; 43 исбр. - 5 ВА - часть сил 264 шад, часть сил 331 иад.                                       | Дебреценская операция                                 | 682 сп, 748 сп, 759 сп, 30 отд. иптабр, 31 лабр, 652 ап, 459 арм. зенап, 3 омптоб, 127 опс, 875 орад. | 11 октября 1944       |
| Констанца      | 29 августа 1944 | 3 УФ: - 57 А — 5 отд. гв. мсбр. ЧФ: 143 обмп ДуВФл; 384 обмп; 1 БТКА, 2 БТКА; 2 гв. мтад, 13 адпб. | Ясско-Кишиневская операция                            | 143 обмп, 2 БПЛ, 1 ДТКА, 3 ДТКА, 5 гв. мтап, 13 гв. дбап ВМФ, 40 аппб ВМФ, 18 отд. мор. раэ; 34 ск, 155 опс. | 29 августа 1944       |
| Орадеа-Маре    | 12 октября 1944 | соединения 2 УФ: - КМГ - 4 гв. кк в составе: 30 кд, 9 гв. кд; 7 мк в составе: 41 гв. тбр, 64 мбр; РО 23 тк. - 6 гв. ТА - 6 гв. мсбр 5 гв. тк. - 27 А - 33 ск в составе: 337 сд, 1-я румынская добровольческая пд.                                                                        | Дебреценская операция                                 | | 12 октября 1944       |
| Плоешти        | 30 августа 1944 | соединения 2 УФ: - 6 ТА - 5 гв. тк в составе: 20 гв. тбр, 21 гв. тбр, 22 гв. тбр, 6 гв. мсбр, 1462 сап; 375 гв. тсап; часть сил 5 исбр. - 27 А - 3 гв. вдд 35 гв. ск. | Ясско-Кишиневская операция                            | 722 сп, 2 гв. вдсп, 9 мбр, 61 пабр, 661 ап, 14 минбр, 454 минп, 1696 зенап. | 30 августа 1944       |
| Роман          | 23 августа 1944 | 2 УФ: - КТГ — 5 гв. кк в составе: 11 гв. кд, 63 кд; 23 тк в составе: 3 тбр, 135 тбр, 56 мсбр, 1443 сап. | Ясско-Кишиневская операция                            | | 24 августа 1944       |
| Рымникул-Сэрат | 27 августа 1944 | 2 УФ: - 6 ТА — 5 гв. тк в составе: 21 гв. тбр, часть сил 22 гв. тбр, часть сил 6 гв. мсбр. - 27 А — ПО 163 сд 104 ск. | Ясско-Кишиневская операция                            | Рымникские: 9 гв. /бывшему 5-му/ мк;42 сп, 453 сп, 645 сп, 15 гв. вдсп, 1462 сап, 90 тгабр, 1431 лап, 57 гв. минп, 2 помбр, 10 погран. полку войск НКВД. | 27 августа 1944       |
| Сату-Маре      | 25 октября 1944 | 2 УФ: - 40 А — 232 сд 51 ск; 159 УР 50 ск; часть сил 4 исбр. | Дебреценская операция                                 | | 25 октября 1944       |
| Серет          | 3 апреля 1944   | 1 УФ: - 1 ТА — ПО 45 гв. тбр и ПО 24 сд 11 гв. тк. | Проскуровско-Черновицкая наступательная операция      | | 8 апреля 1944         |
| Сигет          | 18 октября 1944 | 4 УФ: - 17 гв. ск — 138 сд. 2 УФ: - 40 А — 240 сд и часть сил 54 УР 50 ск. | Карпатско-Ужгородская операция, Дебреценская операция | | 18 октября 1944       |
| Сулина         | 27 августа 1944 | ЧФ — 384 обмп; часть сил 4 отд. БРК ДуВФл; часть сил 1 БТКА, часть сил 2 БТКА; 2 гв. мтад, 13 адпб. | Ясско-Кишиневская операция                            | 2 БРК, 1 ДТКА, 2 ДТКА, 29 аппб, 43 иап. | 28 августа 1944       |
| Тулча          | 26 августа 1944 | 3 УФ: - 46 А — десант от 5 гв. мсбр. ЧФ: часть сил ББКА ДуВФл; 2 гв. мтад, часть сил 13 адпб. | Ясско-Кишиневская операция                            | 4 ДБКА. | 28 августа 1944       |
| Тыргу-Фрумос   | 22 августа 1944 | соединения 2 УФ: - 7 гв. А - 25 гв. ск в составе: 6 гв. вдд, 53 сд. - КТГ - 23 тк в составе: 3 тбр, 56 мсбр. - 5 ВА - часть сил 13 гв. иад 3 гв. иак; 218 нбад. | Ясско-Кишиневская операция                            | | 22 августа 1944       |
| Фокшаны        | 27 августа 1944 | 2 УФ: - 6 ТА — 5 гв. тк в составе: 21 гв. тбр, 22 гв. тбр, 6 гв. мсбр, 1462 сап; 375 гв. тсап. | Ясско-Кишиневская операция                            | 86 сп, 529 сп, 737 сп, 1127 сп, 9 гв. вдсп, 12 гв. вдсп, 375 гв. тсап, 4 отд. мцп, 365 ап, 1 гв. вдап, 993 зенап, 22 минжбр, 76 опс. | 27 августа 1944       |
| Хуши           | 24 августа 1944 | соединения 2 УФ: - 6 ТА - часть сил 9 мбр 5 мк. - 18 тк в составе: 32 мсбр, 181 тбр. - 5 ВА - часть сил 218 нбад, 312 нбад. | Ясско-Кишиневская операция                            | | 24 августа 1944       |
| Яссы           | 21 августа 1944 | соединения 2 УФ: - 52 А - 73 ск в составе: 116 сд, 294 сд; часть сил 50 сд 48 ск; часть сил 233 тбр 5 мк; часть сил 697 сап; 31 иптабр, 98 тгабр, часть сил 27 зенад; часть сил 1 помбр, часть сил 58 исбр. - 5 ВА - 10 гв. шад; 13 гв. иад 3 гв. иак; 218 нбад.                         | Ясско-Кишиневская операция                            | 104 гв. сп, 182 гв. сп, 235 гв. сп, 845 сп, 859 сп, 929 сп, 1 гв. вдсп, 14 гв. вдсп, 56 мсбр, 20 гв. тбр, 27 отд. гв. тбр, 6 сабр, 697 сап, 1458 сап, 22 отд. иптабр, 27 арм. тпабр, 40 габр, 97 отд. тгабр, 98 тгабр, 152 апабр, 153 апабр, 6 гв. вдап, 8 гв. вдап, 65 гв. ап, 173 гв. ап, 791 ап, 849 ап, 1316 аиптап, 1501 иптап, 8 гв. минбр, 33 гв. минбр, 47 гв. минп, 48 гв. минп, 80 гв. минп, 290 арм. минп, 302 гв. минп, 457 минп, 461 арм. минп, 11 зенад, 27 зенад, 1 помбр, 27 минжбр, 43 исбр, 58 исбр, 18 гв. исб, 176 отд. сапб, 60 опс, 128 опс, 364 олбс, 3 гв. иак, 218 нбад, 392 нбап, 207 отд. крап, 511 отд. рап, 37 погран. полку войск НКВД, 128 погран. полку войск НКВД. | 22 августа 1944       |

## Чехословакия
| Город             | Освобождён     | Войска | Операция                                       | Присвоение наименований | Благодарность войскам |
| ----------------- | -------------- | --- | ---------------------------------------------- | --- | --------------------- |
| Бановце           | 5 апреля 1945  | 2 УФ: - 1-я румынская А — 2-я румынская горная дивизия. | Братиславско-Брновская наступательная операция | | 5 апреля 1945         |
| Банска-Бистрица   | 25 марта 1945  | 2 УФ: - 40 А — 51 ск в составе: 42 гв. сд, 232 сд; 54 УР; 153 апабр. - 4-я румынская А — 9-я румынская пд. | Братиславско-Брновская наступательная операция | | 26 марта 1945         |
| Банска-Штявница   | 7 марта 1945   | 2 УФ: - 53 А — 49 ск в составе: 110 гв. сд, 227 сд; 18 гв. мбр 9 гв. мк; 67 габр 5 гв. адп. | наступление к р. Грон                          | | 7 марта 1945          |
| Бардеёв           | 20 января 1945 | 4 УФ: - 1 гв. А — 276 сд 11 ск, 3 отд. чехословацкая пбр 1-го чехословацкого ак. | Западно-Карпатская операция                    | | 20 января 1945        |
| Богумин           | 1 мая 1945     | 4 УФ: - 1 гв. А — 211 сд 67 ск. | Моравско-Остравская наступательная операция    | | 1 мая 1945            |
| Братислава        | 4 апреля 1945  | соединения 2 УФ: - 7 гв. А - 25 гв. ск в составе: 303 сд, 409 сд, 4 гв. вдд; 23 ск в составе: 25 гв. сд, 252 сд, 19 сд; 16 адп в составе: 49 лабр, 52 габр, 90 тгабр; 6 гв. минд в составе: 8 гв. минбр, 33 минбр; 2 иптабр, 41 арм. гв. пабр; 5 зенад. - 1 гв. КМГ - 6 гв. кк в составе: 8 гв. кд, 13 гв. кд. - 5 ВА - 312 нбад. ДуВФл - часть сил 2 БРК, береговой отряд сопровождения. | Братиславско-Брновская наступательная операция | 23 ск, 24 гв. ск, 25 гв. ск, 252 сд, 409 сд, 49 лабр, 6 гв. минд, 5 зенад, 26 зенад, 48 исб, 127 отд. мпомб, 273 исб, 317 олбс, 130 гв. шап, 150 гв. иап, 1 д-ну минных катеров. | 4 апреля 1945         |
| Брно              | 26 апреля 1945 | соединения 2 УФ: - 53 А - 18 гв. ск в составе: часть сил 109 гв. сд, 317 сд, 52 сд, 243 сд; 11 ад в составе: 45 пабр, 40 габр, 31 лабр; 30 адп в составе: 190 габр, 192 тгабр, 195 габр, 37 гв. минбр; 27 минбр 5 гв. адп; 52 аиптабр. - 6 гв. ТА - 2 гв. мк в составе: 4 гв. мбр, 6 гв. мбр, 1509 сап; 9 гв. мк в составе: 30 гв. мбр, 46 гв. тбр, 364 гв. тсап; 5 гв. тк в составе: 22 гв. тбр, 6 гв. мсбр, 83 мор. сбр, 1458 сап; 51 гв. сабр, 208 сабр, 202 лабр. - 1 гв. КМГ - 4 гв. кк в составе: 9 гв. кд, 10 гв. кд, 30 кд, 1815 сап; 7 мк в составе: 16 мбр, 63 мбр, 64 мбр, 41 гв. тбр, 78 отд. гв. ттп, 1289 сап, 1440 сап; 6 сд. - 5 ВА - 218 нбад, 312 нбад; 5 шак в составе: часть сил 4 гв. шад, 264 шад, 331 иад; 3 гв. иак в составе: 6 гв. иад, 14 гв. иад. | Братиславско-Брновская наступательная операция | | 26 апреля 1945        |
| Белька-Битча      | 1 мая 1945     | 4 УФ: - 18 А — 1-й чехословацкий ак в составе: 1 отд. чехословацкая пбр, 3 отд. чехословацкая пбр. | Моравско-Остравская наступательная операция    | | 1 мая 1945            |
| Врабле            | 28 марта 1945  | соединения 2 УФ: - 53 А - 49 ск в составе: 110 гв. сд, часть сил 228 сд. - 5 ВА - 5 шак в составе: часть сил 4 гв. шад, 264 шад, 331 иад; 3 гв. иак в составе: 14 гв. иад, 13 гв. иад; 218 нбад, 312 нбад. | Братиславско-Брновская наступательная операция | | 30 марта 1945         |
| Галанта           | 31 марта 1945  | 2 УФ: - 7 гв. А — 72 гв. сд 24 гв. ск. - 1 гв. КМГ — часть сил 10 гв. кд 4 гв. кк. | Братиславско-Брновская наступательная операция | | 31 марта 1945         |
| Глоговец          | 1 апреля 1945  | 2 УФ: - 53 А — часть сил 110 гв. сд 49 ск. | Братиславско-Брновская наступательная операция | | 1 апреля 1945         |
| Годонин           | 13 апреля 1945 | 2 УФ: - 53 А — 49 ск в составе: 203 сд, 110 гв. сд; часть сил 227 сд 57 ск; 31 лабр и 40 габр 11 ад; 45 минбр 30 адп. - 5 ВА — часть сил 4 гв. шад 5 шак. | Братиславско-Брновская наступательная операция | | 13 апреля 1945        |
| Гуменне           | 26 ноября 1944 | 4 УФ: - 18 А — 318 гсд 3 гск. | наступление в восточной части Чехословакии     | | 26 ноября 1944        |
| Жилина            | 30 апреля 1945 | 4 УФ: - 18 А — часть сил 138 сд 17 гв. ск; 3 отд. чехословацкая пбр 1-го чехословацкого ак; 146 пабр. | Моравско-Остравская наступательная операция    | | 30 апреля 1945        |
| Зволен            | 14 марта 1945  | 2 УФ: - 40 А — 51 ск в составе: 232 сд, часть сил 240 сд. - 4-я румынская А — 21-я румынская пд. | наступление к р. Грон                          | 84 сп, 521 сп, 797 сп, 842 сп, 169 арм. зсп, 387 ап, 100 исб, 269 отд. сапб, 491 олбс, 648 обс. | 14 марта 1945         |
| Зноймо            | 8 мая 1945     | 2 УФ: - 7 гв. А — 27 гв. тбр; 1505 сап, 1897 сап. - 9 гв. А — часть сил 105 гв. сд 38 гв. ск. - 5 ВА — часть сил 312 нбад. | Пражская операция                              | | 8 мая 1945            |
| Йелшава           | 23 января 1945 | 2 УФ: - 40 А — 42 гв. сд 50 ск. | Западно-Карпатская операция                    | | 24 января 1945        |
| Комарно           | 30 марта 1945  | соединения 2 УФ: - 46 А - 252 сд 23 ск; 30 адп в составе: 185 лабр, 192 тгабр. - 5 ВА - 312 нбад, часть сил 218 нбад, 6 гв. иад. ДуВФл: часть сил 1 БРК, часть сил 2 БРК, береговой отряд сопровождения. | Венская операция                               | | 30 марта 1945         |
| Комьятице         | 29 марта 1945  | 2 УФ: - 7 гв. А — 93 гв. сд 27 гв. ск; 61 пабр 16 адп. | Братиславско-Брновская наступательная операция | | 30 марта 1945         |
| Кошице            | 19 января 1945 | 4 УФ: - 18 А — 318 гсд 3 гск; 237 сд, часть сил 159 УР; 5 гв. тбр, 108 гв. сап. | Западно-Карпатская операция                    | 344 сп, 838 сп. | 20 января 1945        |
| Кремница          | 3 апреля 1945  | 2 УФ: - 40 А — 51 ск в составе: 9-я румынская пд, 3-я румынская пд; 153 апабр. | Братиславско-Брновская наступательная операция | | 3 апреля 1945         |
| Левоча            | 27 января 1945 | 4 УФ: - 18 А — 24 сд; 3 отд. чехословацкая пбр 1-го чехословацкого ак. | Западно-Карпатская операция                    | | 27 января 1945        |
| Малацки           | 5 апреля 1945  | 2 УФ: - 7 гв. А — 141 сд 27 гв. ск. - 1 гв. КМГ — 6 гв. кк в составе: 8 гв. кд, часть сил 13 гв. кд. | Братиславско-Брновская наступательная операция | | 5 апреля 1945         |
| Михальовце        | 26 ноября 1944 | 4 УФ: - 1 гв. А — 107 ск в составе; 167 сд, часть сил 129 гв. сд; часть сил 276 сд 11 ск. - 8 ВА — 321 бад, часть сил 224 шад 8 шак; часть сил 15 гв. иад. | наступление в восточной части Чехословакии     | | 26 ноября 1944        |
| Моравска-Острава  | 30 апреля 1945 | соединения 4 УФ: - 38 А - 101 ск в составе: 140 сд, 128 сд; 1 отд. чехословацкая тбр, 5 гв. тбр, 42 гв. ттбр, 1511 сап. - 1 гв. А - 127 лгск в составе: 69 гсбр, 3 гсбр, 2 гв. вдд; 107 ск в составе: 129 гв. сд, 161 сд, 167 сд; 713 сап, 1498 сап, 1666 сап; 24 гв. пабр; 6 исбр. - 8 ВА - 10 иак в составе: 10 гв. иад, 15 гв. иад; 8 шак в составе: 224 шад, 227 шад; 321 бад. | Моравско-Остравская наступательная операция    | | 30 апреля 1945        |
| Нитра             | 30 марта 1945  | 2 УФ: - 53 А — 228 сд 49 ск; 40 габр 11 ад. | Братиславско-Брновская наступательная операция | | 31 марта 1945         |
| Новы-Замки        | 29 марта 1945  | 2 УФ: - 7 гв. А — 81 гв. сд 24 гв. ск. - 1 гв. КМГ — 6 гв. кк в составе: 8 гв. кд, 13 гв. кд. | Братиславско-Брновская наступательная операция | | 30 марта 1945         |
| Оломоуц           | 8 мая 1945     | соединения 4 УФ: - 60 А - 3 гск в составе: 318 гсд, 128 сд; 13 адп в составе: 42лабр, 88 тгабр, 17 минбр; 33 апабр, 27 гв. минбр. - 38 А - 11 ск в составе: 271 сд, 30 сд; 875 сап. - 8 ВА - 10 иак в составе: 10 гв. иад, 15 гв. иад; 8 шак в составе: 224 шад, 227 шад; 321 бад. | Пражская операция                              | | 8 мая 1945            |
| Опава             | 22 апреля 1945 | соединения 4 УФ: - 60 А - 28 ск в составе: 148 сд, 100 сд, 246 сд, 9-я пластунская сд; часть сил 336 сд 15 ск; 31 тк в составе: 237 тбр, 242 тбр, 65 мсбр, 367 гв. тсап, 368 гв. тсап; 13 адп в составе: 91 тгабр, 101 габр БМ, 17 минбр; часть сил 18 иптабр, 48 иптабр. - 8 ВА - 321 бад; 8 шак в составе: 224 шад, 227 шад; 10 иак в составе: 10 гв. иад, 15 гв. иад. | Моравско-Остравская наступательная операция    | | 23 апреля 1945        |
| Попрад            | 28 января 1945 | 4 УФ: - 18 А — 8 сд 17 гв. ск. | Западно-Карпатская операция                    | 229 сп, 132 исб, 134 исб. | 28 января 1945        |
| Прага             | 9 мая 1945     | соединения 1 УФ: - 3 гв. А - 127 сд 76 ск. - 4 гв. ТА - 10 гв. тк в составе: 62 гв. тбр, 63 гв. тбр, 29 гв. мсбр; 70 гв. сабр; 5 гв. мк в составе: 12 гв. мбр, 10 гв. мбр; 424 гв. сап. - 3 гв. ТА - ПО в составе: 69 мбр, 16 сабр, 50 отд. мцп; 6 гв. тк в составе: 52 гв. тбр, 53 гв. тбр; 7 гв. тк в составе: 55 гв. тбр, 54 гв. тбр, 114 гв. тп, 1977 сап. | Пражская операция                              | 15 гв. сд, 58 гв. сд, 47 гв. сп, 10 гв. мбр, 24 гв. тбр, 114 гв. тп, 116 гв. тп, 424 гв. сап, 1977 сап, 2 отд. гв. мцб, 4 отд. гв. мцб, 7 отд. гв. мцб, 19 отд. гв. мцб, 168 лабр, 191 габр, 428 гв. лап, 1111 гап, 1904 лап, 35 минбр, 204 минп, 423 минп, 440 гв. миндн, 441 гв. миндн, 90 отд. итп, 32 отд. гв. минжб, 68 отд. гв. сапб, 126 отд. мпомб, 146 отд. гв. бс, 152 отд. гв. бс, 388 обс. | 9 мая 1945            |
| Превидза          | 4 апреля 1945  | 2 УФ: - 40 А — 232 сд 51 ск. | Братиславско-Брновская наступательная операция | | 5 апреля 1945         |
| Прешов            | 19 января 1945 | 4 УФ: - 1 гв. А — 129 гв. сд 107 ск. | Западно-Карпатская операция                    | 1 отд. чехословацкой пбр и 3 отд. чехословацкой пбр.; 320 гв. сп и 525 арм. минп. | 20 января 1945        |
| Рожнява           | 23 января 1945 | 2 УФ: - 4-я румынская А — 18-я румынская пд. | Западно-Карпатская операция                    | | 24 января 1945        |
| Ружомберок        | 5 апреля 1945  | 4 УФ: - 18 А — 1-й чехословацкий ак в составе: 1 отд. чехословацкая пбр, 3 отд. чехословацкая пбр, 4 отд. чехословацкая пбр. | Моравско-Остравская наступательная операция    | | 5 апреля 1945         |
| Сенец             | 1 апреля 1945  | 2 УФ: - 7 гв. А — 409 сд 25 гв. ск. | Братиславско-Брновская наступательная операция | | 1 апреля 1945         |
| Спишска-Нова-Вес  | 27 января 1945 | 4 УФ: - 18 А — 17 гв. ск в составе: 8 сд, 138 сд; 159 УР. | Западно-Карпатская операция                    | | 27 января 1945        |
| Спишска-Стара-Вес | 27 января 1945 | 4 УФ: - 1 гв. А — 129 гв. сд 107 ск; 713 сап. | Западно-Карпатская операция                    | | 27 января 1945        |
| Трнава            | 1 апреля 1945  | соединения 2 УФ: - 7 гв. А - 141 сд 27 гв. ск. - 1 гв. КМГ - 4 гв. кк в составе: 9 гв. кд, 10 гв. кд, 30 кд. - 5 ВА - 5 шак в составе: 264 шад, 331 иад; 312 нбад. | Братиславско-Брновская наступательная операция | | 1 апреля 1945         |
| Фриштат           | 1 мая 1945     | 4 УФ: - 1 гв. А — 340 сд 67 ск. | Моравско-Остравская наступательная операция    | | 1 мая 1945            |
| Чадца             | 1 мая 1945     | 4 УФ: - 18 А — 159 УР. | Моравско-Остравская наступательная операция    | | 1 мая 1945            |
| Шураны            | 29 марта 1945  | 2 УФ: - 7 гв. А — часть сил 6 гв. вдд 24 гв. ск. | Братиславско-Брновская наступательная операция | | 30 марта 1945         |
| Яромержице        | 8 мая 1945     | 2 УФ: - 6 гв. ТА — 5 гв. тк в составе: 21 гв. тбр, 6 гв. мсбр; 30 гв. мбр 9 гв. мк. | Пражская операция                              | | 8 мая 1945            |

## Югославия
| Город   | Освобождён      | Войска | Операция             | Присвоение наименований | Благодарность войскам |
| ------- | --------------- | --- | -------------------- | --- | --------------------- |
| Белград | 20 октября 1944 | 3 УФ: - 4 гв. мк в составе: 13 гв. мбр, 14 гв. мбр, 15 гв. мбр, 36 гв. тбр, 292 гв. сап, 352 гв. тсап; 5 гв. мсбр; 23 габр 9 адп; 42 иптабр; 22 зенад. - 57 А — 75 ск в составе: 223 сд, 236 сд; 73 гв. сд 68 ск. - 17 ВА — 10 шак в составе: 295 иад, 306 шад, часть сил 136 шад; 10 гв. шад, 236 иад, часть сил 288 иад. ДуВФл — 1 гв. ДБКА и 4 ДБКА ББКА; береговой отряд сопровождения. НОАЮ: 1-я армейская группа в составе: 1-я Пролетарская дивизия, 6-я Пролетарская дивизия, 5-я ударная дивизия, 21-я ударная дивизия; 12 ак в составе: 11-я ударная дивизия, 16-я ударная дивизия, 28-я ударная дивизия, 36-я ударная дивизия. | Белградская операция | 68 ск, 75 ск, 223 сд, 78 сп, 177 сп, 306 гв. сп, 703 сп, 15 гв. мбр, 32 отд. гв. мбр /переформирована из 5 отд. гв. мсбр/, 38 гв. тп, 23 габр, 246 гв. ап, 374 аиптап, 595 аиптап, 1512 иптап, 71 арм. зенап, 1118 зенап, 298 олбс, 91 погран. полку войск НКВД, 1 гв. ДБКА. | 20 октября 1944       |

## КНР
| Город       | Занят           | Войска | Операция                                                                        | Присвоение наименований | Благодарность войскам |
| ----------- | --------------- | --- | ------------------------------------------------------------------------------- | --- | --------------------- |
| Бэйаньчжэнь | 20 августа 1945 | 2 ДВФ: - 2 КА — 74 тбр. | Сунгарийская наступательная операция                                            | | 23 августа 1945       |
| Дайрэн      | 21 августа 1945 | ЗабФ: - 6 гв. ТА — 22 гв. тбр 5 гв. тк. | Хингано-Мукденская наступательная операция                                      | | 23 августа 1945       |
| Жэхэ        | 19 августа 1945 | ЗабФ: - КМГ — 59 кд. | Хингано-Мукденская наступательная операция                                      | | 23 августа 1945       |
| Люйшунь     | 22 августа 1945 | соединения ЗабФ: - Воздушный десант фронта. - 6 гв. ТА - часть сил 22 гв. тбр 5 гв. тк; часть сил 31 гв. мбр 9 гв. мк. - 12 ВА - часть сил 21 гв. тад, 248 шад. | Хингано-Мукденская наступательная операция                                      | Порт-Артурские: 16 драп ВВС ТОФ; 31 гв. мбр, 15 отд. гв. мцб, 22 гв. тбр, 127 гв. миндн, 21 отд. гв. сапб, 21 гв. тад, 245 иад, 248 шад.                                                                                     | 23 августа 1945       |
| Мишань      | 12 августа 1945 | 1 ДВФ: - 1 КА — часть сил 112 УР; часть сил 60 иптабр. - 35 А — ПО 66 сд.                                                                                       | Харбино-Гиринская наступательная операция                                       | | 23 августа 1945       |
| Мэргэнь     | 22 августа 1945 | 2 ДВФ: - 2 КА — ПО 258 тбр. | Сунгарийская наступательная операция                                            | | 23 августа 1945       |
| Харбин      | 20 августа 1945 | соединения 1 ДВФ: - Воздушный десант фронта. 2 ДВФ: - 15 А - десант - часть сил 388 сд. КАВФл: часть сил 1 БРК, часть сил 2 БРК.                                | Сунгарийская наступательная операция, Харбино-Гиринская наступательная операция | 388 сд; 1 БРК; 26 ск, 22 сд, 300 сд, 77 тбр, 257 тбр, 60 отд. иптабр, 213 апабр, 216 кабр, 217 кабр, 52 отд. минбр, 53 отд. минбр, 54 гв. минп, 27 исбр, 46 минжбр, 2 отд. гв. мшисб, 65 отд. сапб, 19 опс, 96 обс, 564 аэс. | 23 августа 1945       |
| Цзилинь     | 20 августа 1945 | 1 ДВФ: - Воздушный десант фронта. - 25 А — подвижный отряд в составе: 72 тбр, 259 тбр.                                                                          | Харбино-Гиринская наступательная операция                                       | | 23 августа 1945       |
| Цзямусы     | 17 августа 1945 | соединения 2 ДВФ: - 15 А - ПО 361 сд, десант-часть сил 388 сд. - 10 ВА - часть сил 29 иад. КАВФл: десант в составе: 1 БРК, 2 БРК.                               | Сунгарийская наступательная операция                                            | | 23 августа 1945       |
| Цицикар     | 19 августа 1945 | ЗабФ: - 36 А — часть сил 205 тбр. - 12 ВА — часть сил 113 бад 7 бак.                                                                                            | Хингано-Мукденская наступательная операция                                      | | 23 августа 1945       |
| Чанчунь     | 19 августа 1945 | ЗабФ: - 6 гв. ТА — воздушный десант 30 гв. мбр. - 12 ВА — часть сил 248 шад, часть сил 21 гв. тад.                                                              | Хингано-Мукденская наступательная операция                                      | | 23 августа 1945       |
| Шэньян      | 19 августа 1945 | ЗабФ: - 6 гв. ТА — воздушный десант от 6 гв. мсбр. - 12 ВА — часть сил 248 шад, часть сил 21 гв. тад.                                                           | Хингано-Мукденская наступательная операция                                      | Мукденские: 113 ск, 6 гв. мсбр, 4 отд. гв. мцп, 14 отд. гв. мцб, 20 гв. тбр, 735 сап, 1 отд. мпомб, 4 отд. гв. пс, 449 олбс, 246 иад, 316 шад, 12 арм. рап, 95 раб.                                                          | 23 августа 1945       |
| Яньцзи      | 17 августа 1945 | 1 ДВФ: - 25 А — 259 тбр ПО армии. | Харбино-Гиринская наступательная операция                                       | | 23 августа 1945       |

## КНДР
| Город  | Занят           | Войска                                                                                         | Операция                                                       | Присвоение наименований | Благодарность войскам |
| ------ | --------------- | ---------------------------------------------------------------------------------------------- | -------------------------------------------------------------- | ----------------------- | --------------------- |
| Гёнзан | 21 августа 1945 | ТОФ: Десант в составе: 13 брмп, 140 РО, эсминец «Войков», часть сил 1 БТКА, часть сил 16 драп. | Харбино-Гиринская наступательная операция                      |                         | 23 августа 1945       |
| Ранан  | 17 августа 1945 | 1 ДВФ: - 25 А — часть сил 393 сд. ТОФ: часть сил 2 мтад, 10 бад, 55 отд. аппб 15 сад.          | Харбино-Гиринская наступательная операция                      | 2 мтад.                 | 23 августа 1945       |
| Расин  | 12 августа 1945 | 1 ДВФ: - 25 А — 393 сд. ТОФ: 358 обмп, 1 БТКА, фрегат «ЭК-5», часть сил 12 шад.                | Харбино-Гиринская наступательная операция                      | 12 шад.                 | 23 августа 1945       |
| Юки    | 12 августа 1945 | 1 ДВФ: - 25 А — 393 сд, 113 УР. ТОФ: РО, часть сил 1 БТКА, 12 шад, 115 отд. мор. рап.          | Харбино-Гиринская наступательная операция                      | 115 отд. мор. рап.      | 23 августа 1945       |
| Сейсин | 16 августа 1945 | 1 ДВФ: - 25 А — 393 сд, часть сил 335 сд.                                                      | Харбино-Гиринская наступательная операция, Сэйсинская операция | 10 бад.                 | 23 августа 1945       |